# 한국의 지진

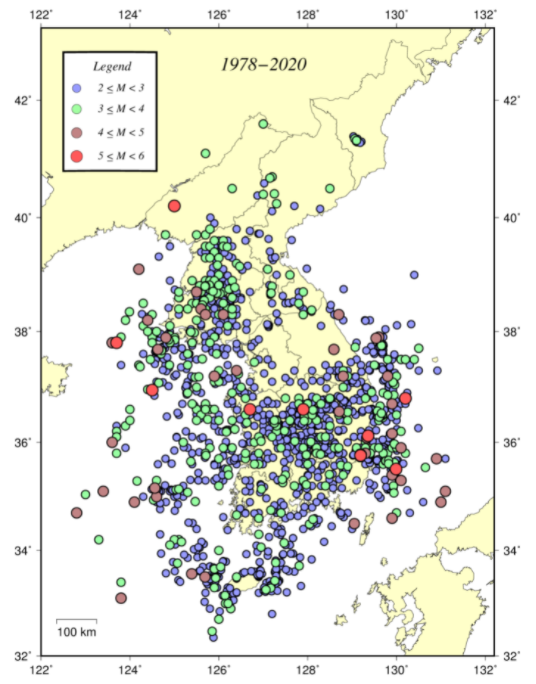
1978년부터 2020년까지의 지진
대한민국 기상청 출처

2000년 1월부터 2017년 11월까지의 지진

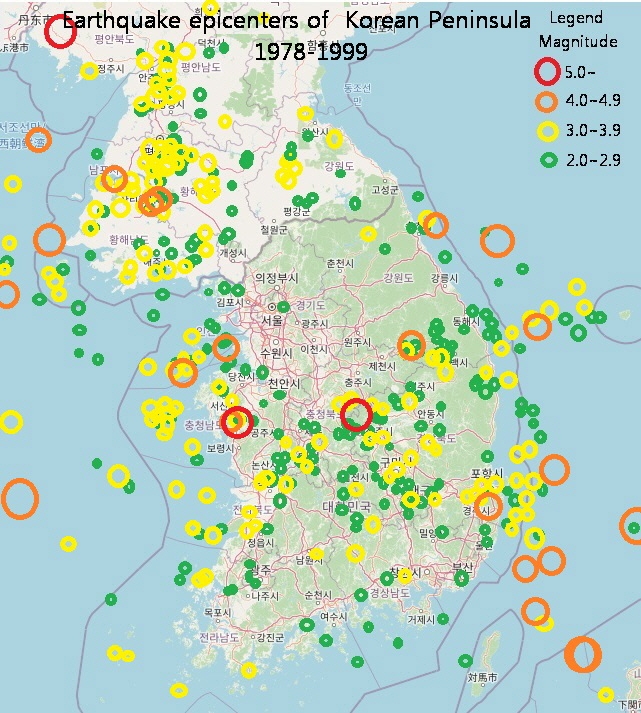
1978년 1월부터 1999년 12월까지의 지진

한반도 지진의 규모 (2000년–2017년)

다음은 한반도와 부속 도서에서 발생한 지진에 대해서 서술한다. 대한민국에서 발생한 지진을 중심으로 설명한다.

## 개요
유라시아판 내부에 위치한 한반도는 환태평양 지진대에서 떨어져 있어, 판의 경계부에 비해 상대적으로 지진이 덜 발생하는 편이다. 대한민국의 본격적인 지진 관측은 1978년에 시작되었으며, 연평균 35회의 지진이 발생하고 있다. 1978년 이래로 규모 5.0 이상의 지진만 10회가 발생했으며,그 이전에도 1936년 지리산, 1952년 평양의 지진 등 규모 5~6에 이르는 지진들이 발생해 왔다. 연도별 지진발생 횟수는 1999년 이후 증가한 경향을 보이나, 이는 지진 관측망의 확충과 지진 관측 기술의 발달에 따른 것으로 추정된다. 즉 과거보다 지진이 더 많이 발생하는 것이 아니라 이전에는 감지할 수 없었던 소규모의 지진들이 추가로 관측되어 지진 발생 횟수가 증가한 것처럼 보이는 것이다. 대규모 지진의 경우 긴 재발주기와 낮은 발생빈도를 보이는 지진 환경에 속하며 이는 큰 지진을 일으킬 수 있는 장대 단층의 운동에 필요한 응력축적을 위해선 수천~수만년의 시간이 소요되기 때문이다. 지진의 진원 깊이는 5~15km으로 얕은 편이다.

### 발생 원인
한반도가 속한 유라시아판 또는 아무르판은, 남부에서는 인도판이 밀어붙이고, 동부에서는 태평양판 및 필리핀판이 섭입하면서 이들 판의 운동에 의해 압축력(壓縮力)을 받고 있다. 그리고 그 압축력이 한반도에까지 영향을 미쳐 판의 내부 변형(internal deformation)이 일어나 한반도 내부에 존재하는 중생대에 형성된 단층에서 지진이 발생하게 된다.

## 지진과 단층
여러 연구들을 통해 중생대에 형성된 한국의 단층들에서 지진이 발생함이 알려져 있다. 따라서 단층이 많은 지역에는 지진도 많다고 생각할 수 있으나, 김대영(2018)은 단층밀도가 높지만, 지진밀도가 낮게 나타나는 지역도 여러 곳에서 관찰된다는 점 그리고 그 반대의 경우(단층밀도는 낮은데 지진밀도는 높은 곳)도 있다는 점을 근거로, 지진 밀도와 단층선의 밀도는 상관관계가 높다고 할 수 없으며, 특히 한반도의 경우 지진 발생과 단층선의 발달과는 별다른 연관이 없다고 주장하기도 하였다. 실제로, 경주시나 평양시와 같이 지진 밀도가 높은 곳에서는 단층선의 밀도가 높은 곳도 있지만, 연천군과 한반도 북부지역은 단층밀도는 높은데 지진의 발생 횟수(지진밀도)는 낮으며, 서산에서 포항을 잇는 선은 지진이 빈번한 곳이지만 단층선은 일부 지역에서 높은 밀도를 보일 뿐 지진밀도와 같은 형태의 발달을 보이지는 않고 있다. 단층선은 공주시, 상주시, 의성군 등에서 부분적으로 다소 높은 밀도를 보이지만, 지진 밀도와 같은 형태의 발달을 보이지는 않는다.
그러나, 단층의 밀도가 높은 지역에서 지진 밀도가 낮다 할지라도, 혹은 단층의 밀도가 낮은 곳이라도 안심할 수는 없다. 2016년 경주 지진은 양산 단층대에서 발생하여 지진과 단층의 연관성이 한반도에서 최초로 규명된 바 있으며, 2007년의 오대산 지진은 단층 밀도가 그렇게 높지도 않은 평창군 북동부 오대산 지역에서 발생했다. 규모 4.7의 오대산 지진을 일으킨 진부 단층은 연장 20 km 에 불과한 소규모 단층이며 이미 1975년 오대산 지질 도폭에서 그 존재가 인지된 단층이다. 단층이 있는 지역에서는 대규모 지진이 발생할 가능성도 얼마든지 있다. 지진이 발생하는 원인은 대부분 기존에 존재하고 있던 활성단층이 재활동하는 것이지만, 한반도에서는 발생하는 대규모 지진의 발생 빈도가 상대적으로 낮기 때문에 특정 단층대와 지진의 연관성을 규명하는 것은 쉽지 않다.
또한, 한국에서 발생하는 지진은 넓은 지역에 걸쳐 일정한 규칙 없이 산만하게 발생하는 것처럼 보이지만 같은 장소에서 반복적으로 발생하는 경우가 많다. 즉 지진은 지하에 새로운 단층을 형성하면서 발생하기보다는 기존에 존재하는 단층면을 따라서 발생하는 것이 일반적이다. 따라서 과거 지진을 분석하고, 현재의 지진 현황을 파악함으로써 향후 발생할 수 있는 대규모 지진의 위치와 규모를 유추할 수 있다.
지질도와 지질도폭(geological sheet)에서 보고되지 않고 지하에 숨어 있는 단층도 문제가 될 수 있다. 규모 4.1의 2022년 괴산 지진의 경우 지표에 있는 단층과는 크게 연관성이 없으며 지하의 숨겨진 단층대에서 지진이 발생한 것으로 드러났다. 이러한 사실은 한반도에 지진 안전 지대는 없다는 사실을 시사한다.

### 제4기단층
현재까지 국내에서 기재된 제4기 단층들 중에서 직접적으로 계기 지진과 관련된 단층의 사례는 아직 보고된 바 없다. 지표 단층이 나타날 수 있는 지진의 규모는 6 이상이어야 한다. 역사지진 자료를 이용하여 추정된 지진규모는 이를 넘기도 하지만, 지진과 직접적으로 관련된 단층 운동은 기록되지 않았으며, 계기지진의 경우에 비교적 규모가 컸던 지리산 쌍계사 지진, 속리산 지진(1978), 1978년 홍성 지진의 경우에도 지진에 의한 지표에서의 단층 활동과 관련된 지표의 파열현상은 발견되지 않았다. 배대석 외(2009)은 단층과 지진 발생과의 관계를 알아보기 위해, 169개의 역사지진과 126개의 계기지진 자료를 이용하였다. 역사지진에서 보여주는 규모 5 이상의 지진과 단층과의 관계에서는 일부 진앙지가 양산 단층대에 위치하고 있지만 진앙지와 양산 단층대와 직접적으로 연관성을 찾기 어려웠으며, 계기지진도 양산 단층과의 유의미한 상관관계를 보이지 않았다. 따라서 한반도 동남부에 양산 단층대와 같은 제4기 단층들이 발견되고 있지만 실질적으로 역사 시대 이래 지진 발생에 의한 단층의 활동도를 평가할 때 지진 발생이 특정 단층과 직접적인 관계를 보여주기 보다는 오히려 배경지진의 특성으로 볼 수 있는 것처럼 분산된 양상을 보였다.

### 단층면해
지진은 지각에 축적된 지구조적 응력이 단층의 운동을 통해 해소될 때 발생한다. 큰 규모의 지진은 대부분 새로운 단층을 형성하기보다는 기존에 발달한 단층을 따라 다시 재활하는 경우가 많으며, 이러한 이유로 현생 응력 조건에서 활동했던(=지진을 일으킨) 단층은 다시 동일한 지구조적 응력조건에서 재활할 가능성이 높다. 한반도는 지역에 따라 약간의 차이는 있지만, 제4기 단층의 기하와 운동학적 특성 및 수압파쇄(hydraulic fracturing) 결과 및 단층면해 연구 결과 등을 종합하면 현재 한반도는 동-서(E-W), 서북서-동남동(WNW-ESE) 내지 동북동-서남서(ENE-WSW) 방향으로 최대 주응력이 작용하는 것으로 해석되고 있다. 또한 다수의 고응력 및 구조발달사 연구들은 신생대 후기 마이오세부터 현재까지 거의 비슷한 조건이 유지되었을 가능성이 높은 것으로 판단하고 있다. 그 결과로 한반도에서 발생한 대부분의 지진이 주향 이동성 및 역단층성의 단층 면해를 나타내며 이는 지진을 유발시킨 단층이 주향이동 내지 역단층성 운동을 나타내는 것을 의미한다. 특히, 동해와 서해 연안에서 관찰되는 지진은 주로 역단층 운동에 의한 것이 우세하다. 동해안 일대에서 발생하는 역단층성 지진들은, 대륙 연변부에 발달한 기존 정단층이 동해가 생성될 때 동해가 닫히는 과정에서 태평양판이 유라시아판으로 섭입하며 발생한 압축 응력이 다시 발생되면서 역단층의 특성을 갖는 지진이 동해 연안에 발생하는 것으로 보인다. 다만 황해 및 황해도 지역과 일부 지역에서는 국부적으로 정단층성의 단층면해를 보이는 곳이 있다.
대표적인 예로, 2016년 경주 지진은 주향이동 단층의 운동, 2017년 포항 지진은 역단층성 우수향 주향이동단층으로 인한 것으로 분석되었다. 또한, 2020년 5월 11일 강원도 평강군에서 발생한 규모 3.8의 지진은 주향 이동 단층의 운동으로 인한 것으로 분석되었다. 그 전해 같은 지역에서 발생한 규모 3.5의 지진 역시 같은 것으로 나타났다. 해당 지역은 추가령 구조곡이 지나가는 지역이다. 그러나 2004년 9월 15일 서울특별시 남쪽 9km에서 발생한 지진은 면선각 -90도인 정단층 운동을 보였다.
2020년에 발생한 해남 군발 지진 당시 한국지질자원연구원은 보도자료에 "해남지진은 이 지역에 발달하고 있는 서북서-동남동 방향의 단층계에 속하는 단층의 좌수향 주향이동운동에 의해 발생한 것으로 한반도에 작용하는 지체응력(Tectonic Stress) 환경에 부합하는 현상으로 판단된다"라고 설명하였다.

### 단층 연구의 필요성
...지진은 지각 내 발달되어 있는 단층을 따라 서서히 누적된 판구조 운동에 따른 응력 에너지가 한순간 단층(전단)운동에 의해 갑자기 방출되는 현상이다. 따라서 단층운동은 지진을 일으키는 근본 원인에 해당한다. 대부분의 중·대규모 지진들은 기존에 발달하고 있는 대규모 단층시스템(대단층계)를 따라 발생하므로, 중·장기적인 지진 대비책 마련을 위해서는 현재 한반도에 발달된 대단층계의 분포와 발달특성을 파악하는 것이 가장 중요하다.— 한국지질자원연구원, "국토 대단층계(양산단층 중부지역) 위험요소 평가연구"

### 원자력 발전소 주변의 활성 단층
한국의 활성단층에 대한 연구는 1980년대에 시작되었다. 80년대 초반까지도 원전 관련 시설을 제외하고는 이러한 활성 단층에 대한 중요성을 크게 인식하지 못하여 체계적이고 폭넓은 연구가 수행되지는 못하였다. 이러한 열악한 연구 여건에도 불구하고 원전시설은 극도의 안전성이 요구되기 때문에 부지의 선정과 평가 및 내진 설계를 위하여 원전 부지 주변에 대한 조사는 관련된 규정에 따라 수행되어 왔다. 특히 1970~2000년대까지는 우리나라의 경제 발전에 따른 전력수요 증가로 원전산업도 호황기를 누렸기 때문에, 발전소의 증설이 계속적으로 추진되었으며, 이러한 원전 관련 부지의 조사가 활성 단층에 대한 연구를 일부 가능하게 하였다. 원자력 발전소 주변의 활성 단층은 지진을 일으킬 가능성이 있기 때문에 다른 단층들보다 매우 위험하다고 할 수 있는데, 우리나라의 원전 부근에는 거의 다 활성단층이 존재한다. 현재 대한민국의 원자력 발전소 주변에서 보고된, 제4기에 활동한 활성 단층은 다음과 같다.
한울원자력발전소
한울원자력발전소는 울진군 북면 덕천리에 소재하며, 주변에서 제4기에 활동한 마분동 단층과 검성동 단층이 보고된 바 있다. 영남 지괴에 속하는 울진군 지역은 대부분 선캄브리아기의 암석으로 구성되어 있긴 하지만 제4기에 활동했음이 확인된 매화 단층을 포함 10개 이상의 단층이 확인된 곳이다. 2004년 울진 해역 지진은 규모가 5.2에 달했다.
- 마분동 단층은 한울원자력발전소가 위치한 울진군 북면 덕천리에 위치한 북서 주향의 단층이다. 평균적으로 북서 40-50°의 주향과 남서 70-80°의 경사를 보이는 주향 이동 단층으로 우수향 및 좌수향 운동 감각이 우세하나 경사 이동을 지시하는 단층조선도 관찰된다. ESR 연대측정 결과 F99 지점(N37°05'08.2", E129°22'30.4")에서 약 30만 년 전(308±30 ka)에 최후기 단층 운동을 하였으며 F225 지점(N37°04'59.83", E129°23'15.50")에서는 약 40~60만 년 전(407±69 ka, 648±147 ka) 등 제4기에 최소 두 번 활동한 것으로 확인되었다.[44]
- 검성동 단층은 울진군 북면 부구리를 중심으로 남-북 방향으로 발달하는 단층이다. 한울원자력발전소에서 서쪽으로 5 km 지점에 위치하며 ESR 연대측정 결과는 1,050±144 ka이므로 최후 운동 시기는 제4기 플라이스토세에 해당하는 약 105만년 전으로 해석된다.[44]

월성원자력발전소
월성원자력발전소는 경주시 문무대왕면 봉길리에 소재하며, 이곳에서 불과 1.8 km 남쪽에 제4기 활성단층인 읍천 단층과 수렴 단층이 지나고 있다. 이들은 각각 경주시 양남면 읍천리와 수렴리를 중심으로 발달하는 소규모 단층이며 제4기 해안 단구층을 절단하고 있다.
- 읍천 단층은 1998년 당시 신축 중이던 나산초등학교의 절개 사면에서 최초로 발견되었으며, 발견된 직후 실시되었던 간이 트렌치 조사에서 제4기 해안 단구층이 단층에 의해 명확하게 절단되어 있는 것이 확인되면서 인근에 가동 중인 월성원자력발전소 뿐만 아니라 신규 원자력발전소의 건설부지의 지진 안전성 문제가 대두되어 이 단층에 대한 정밀한 평가가 요청되었다. 그 일환으로 2002년 초 한국전력기술의 주관 하에 나산초등학교 단층 노두와 바로 인접한 지점을 다시 굴착하여 트렌치 단면에 노출된 제4기 단층의 기하학적 특성과 개략적인 변위량이 밝혀지게 되었다.[46] 이 단층은 원래 백악기/제3기의 정단층이지만 제4기에 와서 주기적인 활성화에 의하여 역단층운동으로 재활성되어 해빈퇴적층, 육상토양층 상부 일부까지 절단하면서 나타난다. 계기지진 관측 이래 읍천 단층과 직접 관련된 지진은 발생하지 않은 것으로 판단된다.[47] 길이는 약 1.5 km 로 보고되었으나 읍천 지역의 항공사진 판독과 야외조사 결과 읍천 단층을 중심으로 북북동-남남서 방향으로 약 2.5 km의 선상 구조가 확인되며 이 선상 구조는 북동쪽으로 원자력 발전소가 위치한 나아리로 이어지고 있다. 또한 읍천 지역의 추정 단층선의 연장도 원자력 발전소를 포함하고 있으며, 이러한 사실들은 나아리의 원자력 발전소 구역에 단층선이 통과할 가능성이 있음을 강하게 시사하고 있다.[48] 현재 한국수력원자력에서는 이 단층에 감시시스템을 설치하여 단층의 거동 특성을 관찰하고 있으며, 읍천단층 인근 지진발생 시 단층 감시시스템에서 관측된 자료는 현재 한수원 중앙연구원에서 운영중인 지진관측시스템 관측자료와 연계하여 정밀분석 중에 있다.[49]
- 수렴 단층은 1998년 수렴리에서 발견된 단층으로, 발견 지점은 해발고도 50~60m의 해안단구 중위면이며 제3단구 상위의 퇴적층을 절단하는 제4기 단층이다.[48][50]월성원자력발전소로부터 약 4km 거리에 위치하고 있으며 제4기 지층을 절단하고 있다.[51]

고리원자력발전소

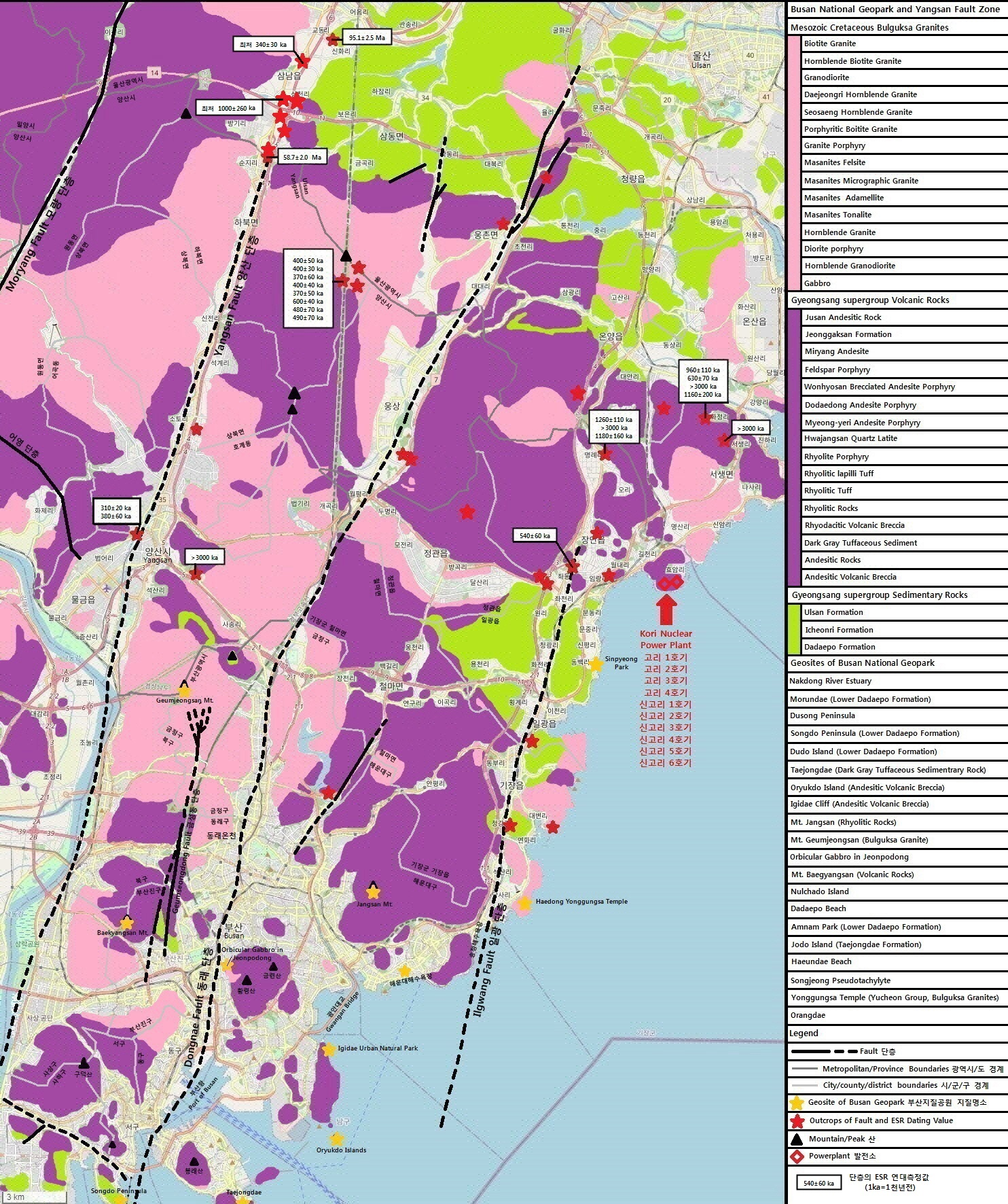
고리원자력발전소 부근을 지나는 일광 단층의 모습.

고리원자력발전소는 부산광역시 장안읍 고리에 소재하며, 불과 5km 이내에 양산 단층대의 주요 단층 중 하나이며 일광읍을 중심으로 북북동 방향으로 발달하는 일광 단층이 지난다. 고리 원전에 가장 가까운 이 단층은 단층대 내 소규모 단층들이 노출되는 일부 지점에서 실시한 ESR 연대측정 결과 일광 단층과 그 주변 단층들의 최후기 운동 시기는 약 200~300만년 전 이후이며, 이 시기 이후에도 수 회의 단층 운동을 하였다. 즉, 약 50-60 만년의 주기로 제4기 단층 활동을 한 것으로 보고된 바 있다.
- 기장군 장안읍 좌동리는 고리원자력발전소에서 서쪽으로 5 km 정도 떨어져 있다. 이곳은 일광 단층의 연장이 지나는 곳으로서 국도 제14호선 도로변에서 실시한 트렌치 조사 결과 단층핵에 산출하는 단층비지의 ESR 연대측정 결과는 540±60 ka(약 54만 년 전=제4기 플라이스토세)로 측정되었다.[44]
- 기장군 장안읍 좌천리는 고리원자력발전소에서 서쪽으로 5 km 정도 떨어져 있다. 이곳의 장안고등학교로부터 약 400 m 북서쪽 지점에 단층의 노두가 노출되었고, 이 지점은 동해고속도로와 정관로가 교차하는 곳이다. 정확한 단층의 운동 시기를 추정하기 어려우나, 단층대 및 제4기 퇴적층의 변형을 바탕으로 이 단층은 역단층의 경사 이동 운동을 최후기에 겪은 제4기 단층으로 판단된다.[44]

영광원자력발전소
영광원자력발전소는 영광군 홍농읍 계마리에 소재하며, 인근에서 발견된 대규모의 단층이나 활성 단층은 아직까지 없다. 다만, 홍농읍에서 동쪽으로 10~30 km 떨어진 고창군 일대에는, 2001년 고창 지질도폭에 의해 화강암 분포지역 내에 정단층, 역단층 그리고 주향 이동 단층 운동 등의 다양한 움직임에 의한 단층(주향 북북동 내지 북북서)이 있다는 것이 보고되었고, 영광군 남동부 지역에는 영광군 염산면 서해안에서 불갑저수지를 지나 장성 분기점까지 이어지는 영광 단층이 지난다. 영광 단층은 원전에서 남쪽으로 약 22 km 떨어져 있다.
원전의 안정성
원자력 발전소는 지진에 대한 충분한 안전성이 요구되기 때문에 원전을 세울 때는 부지 주변 지역의 지질 구조나 단층 등을 정밀 조사한다. 이때 원전 부지 주변에 활동성 단층이 있는 경우에는 단층의 연장이나 부지로부터의 거리에 따라 원전에 미치는 영향을 평가하여 내진 설계에 반영하게 된다. 한국의 원전은 부지에서 예상되는 최대 지진과 충분한 여유도가 고려되어 큰 지진에도 견딜 수 있도록 내진 설계가 되어 있다. 실제로, 우리나라의 원전은 설계 시 과거의 지진 기록 등을 참고하여 지반가속도 0.2g를 채택한 내진 설계로, 리히터 규모 7도 견딜 수 있도록 설계되었다. 월성원자력발전소 1호기의 경우, 1643년 1월 울산 앞바다에서 발생한 역사 지진이 (원전에서) 75 km 떨어진 지점에서 발생한다는 가정과, 양산 단층에 의해 규모 6급 지진이 부지에서 22.5 km 떨어진 지점에서 발생한다는 가정 하에서, 지반가속도가 0.15g로 산출되었으나 실제 설계에는 지반가속도 0.2g가 적용되었다.

### 댐·저수지 주변의 단층과 지진 안전성
지진에 의해 댐이 무너진다면, 대량의 물이 강 주변 지역을 초토화 시키며 그 피해는 수백 km 떨어진 곳까지 이어지며 대규모의 피해를 일으킬 것이다. 따라서 댐 또한 원자력 발전소와 마찬가지로 지진에 대한 안전성이 요구된다. 한국의 댐에 내진 설계 기준이 도입된 것은 1993년으로, 그 이전에는 외국의 내진 기준을 차용하여 건설되었다. 1997년의 고베 지진 이후 강화된 내진 설계 기준에 따라 당시 K-water가 관리 중인 27개 전체 다목적댐 및 용수댐에 대해 내진 성능 평가를 실시한 결과, 27개 댐 모두 강화된 내진 기준에서 안전하다고 판명되었으며, 댐 설계시 적용된 지진 규모는 6.0 정도이지만, 성능 평가 결과 이보다 더 큰 규모의 지진에도 견딜 수 있을 것으로 추정된다. 그러나 한국의 댐은 아직까지 실제 지진에 의한 가시적인 피해를 경험해 본 적이 없기 때문에 실제 강진이 내습할 경우 어떤 피해가 발생할 지는 모른다. 한국수자원공사에서는 실시간 안전관리를 위해 충주댐과 안동댐 등 20개의 댐에 지진계를 설치하고 댐만을 전문적으로 감시하는 지진 감시시스템을 구축하여 운영하고 있다.
현재 K-water에서는 한반도에서 규모 4.0 이상의 지진이 발생하면 지진재난 위기대응 표준매뉴얼에 따라 작성된 K-water의 지진위기대응 실무매뉴얼에 따라 3시간 이내에 K-water가 관리 중인 모든 댐에 대한 현장 긴급 점검 및 6시간 이내 현장 확인 점검을 수행하고 국토교통부에 그 상황을 보고하도록 되어 있다. 예를 들어, 2013년 9월 11일에 발생한 지진은 전남 신안군 가거도 남남동쪽 60 km의 해역에서 발생하였으며, 진앙지로부터 상당히 떨어져 있는 평화의 댐(562.4 km), 달방댐(549.0 km), 소양강댐(534.4 km), 광동댐(529.8 km), 군남댐(526.2 km)에서는 지진이 감지되지 않았음에도 불구하고 현장 긴급 점검 및 확인 점검을 수행하였다. 현재 K-Water가 관리하는 전국 댐 32개 가운데 12개가 단층대 위에 건설됐으며, 12개 댐 중에서도 안동댐과 임하댐 등 9개 댐은 단층대가 댐의 기초를 통과하는 것으로 분석되었다.
동강댐

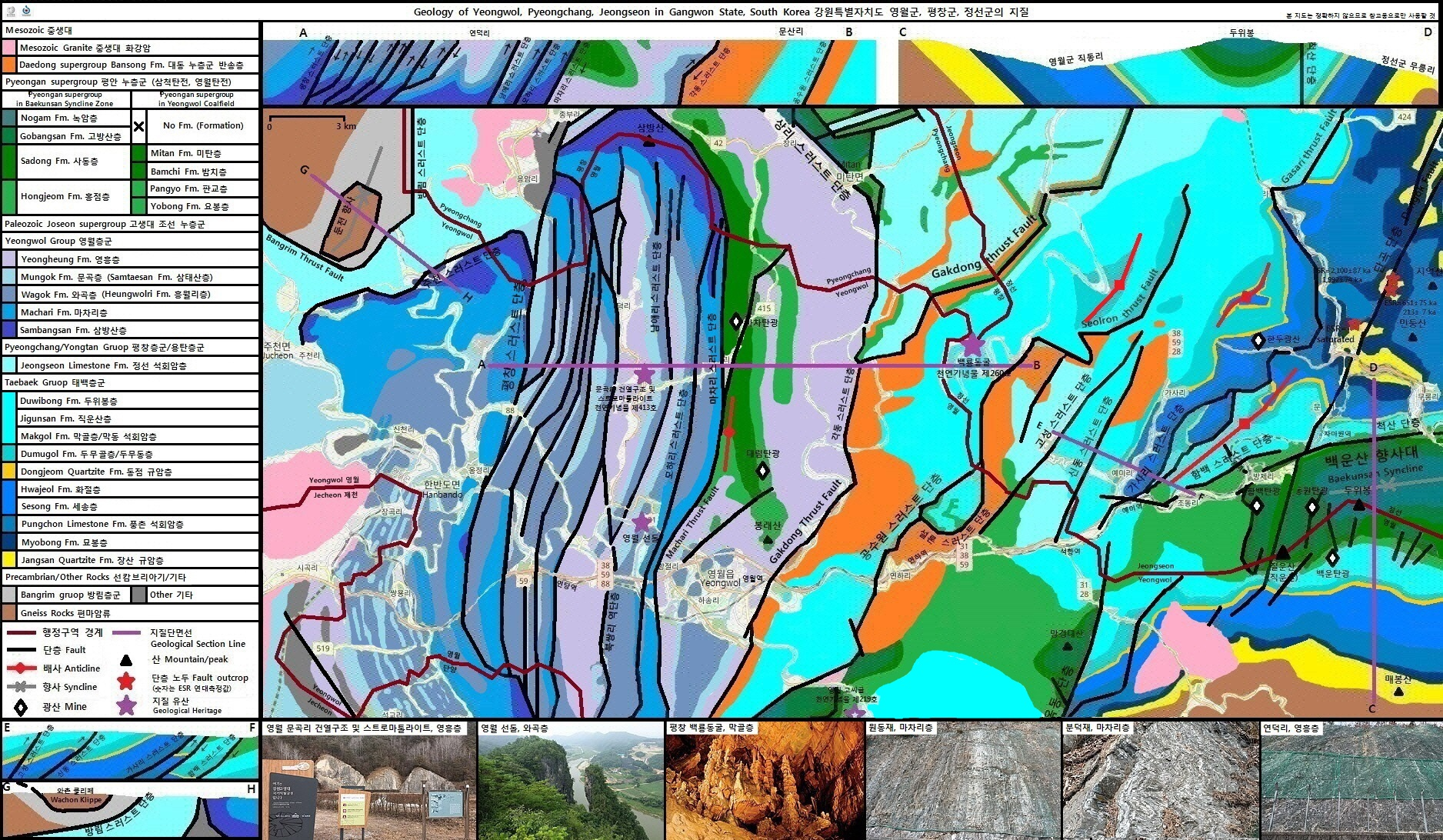
동강댐이 들어설 예정지였던 영월군 영월읍 거운리(그림 중앙) 주변 지역에는 조선 누층군의 석회암 지층과 수많은 단층들이 분포해 댐을 짓기에 부적절하다. 그림 오른쪽에 표시된 빨간색 별은 단곡 단층의 노두 위치를 표시한 것으로, ESR 연대측정 최소값은 213±7 ka으로 보고되었다.

1990년대 말 동강댐 건설을 추진할 당시에도 댐 건설 예정지 주변의 단층이 문제가 된 적 있다. 당시 전문가들의 지질조사에서 영월과 평창, 정선 일대에는 단층이 심하게 뒤틀리거나 기복이 심한곳이 많고 동강댐 건설 예정지에서 불과 300 m 떨어진 곳에 단층대가 지나가는 것이 확인되었다. 한나라당 김형오 의원은 "동강댐 건설 예정지인 영월, 평창, 태백, 정선지역의 지진발생은 78년 이후 18번이나 된다"며 안전성에 의문을 제기했다. 한양대학교 김소구 지진연구소장은 1404년부터 1998년까지 영월, 평창, 정선 등 영월 동강댐 예정지 인접 지역에서 규모 2.0 이상 242회, 4.0 이상 204회, 5.0 이상 135회, 6.0 이상 지진이 19회나 발생했다며 댐 건설 이후에도 지진이 일어날 가능성을 배제할 수 없는 곳이라고 지적했다. 또한 정선군 남면 문곡리 지역에 존재하는 단곡 단층도 문제가 되었다. 1999년 3월 강원대학교의 이희권 교수는 정선군 남면 문곡리 일대에 북북동-남남서 주향으로 발달하는 단곡 단층을 대상으로 ESR 연대측정을 실시하였는데 약 20만년전에 이곳 단층이 규모 5.0 이상으로 활동했음을 밝혀내었다. 이 지역은 동강댐 건설 예정지에서 불과 직선거리로 20 km 거리에 있으며 보통 제4기에 활동한 단층을 활성단층으로 규정하기 때문에 이희권 교수는 단곡 단층대가 가까운 과거에 활동을 계속 했다면 동강댐 건설 후보지도 지진의 가능성을 전혀 배제할 순 없다고 설명했다. 단층과 지진 문제 때문에 동강댐 건설이 백지화된 것은 아니었지만 만약 동강댐이 실제로 건설되었을 경우 지진 문제가 발생했을 수도 있었을 것이다.
안동댐과 안동 단층
안동 단층이 지나는 경상북도 안동시 지역은 학계의 우려 대상 중 하나이다. 이미 1970년 중평동 지질도폭에서 안동댐 위치 선정을 위한 기초 암반 조사를 위한 시추시 상당량의 파쇄(破碎) 코어(Core)가 채취되었고 편마암의 발달이 단절되었으며 하천의 이상 굴곡이 단층의 존재를 암시한다고 하여 용점산 단층이라는 이름으로 가상 단층이 설정되었다. 정확한 단층 길이는 조사되지 않았지만 안동댐은 폭 13 m, 임하댐은 폭 2 m의 단층이 지나가는 것으로 연구되었다. 실제로 지난 2010년 이후 안동 지역에서 발생한 규모 2.0 이상의 지진 7차례 가운데 6차례가 안동 임하댐 주변에서 발생한 것으로 나타났다.
충주댐
충청북도 충주시의 충주댐의 경우, 1985년 준공 당시 규모 5.4의 지진까지 버틸 수 있도록 설계되어 있는 것으로 알려져 있다. 2016년 경주 지진이 규모 5.8이었음을 고려하면 충주댐도 안전하다고는 할 수 없는데, 대지진 발생으로 댐이 붕괴할 경우 가옥과 농지가 수몰되고 기존 하천의 범람도 예상된다. 정부는 이미 지진으로 인한 충주댐의 붕괴 시나리오를 만들었지만 확률상 희박한 시나리오를 공개할 경우 혼란과 재산권 침해를 야기할 수 있다며 비공개했다.
저수지
저수지 또한 제방의 붕괴에 대비해 내진 설계가 필요한 곳이다. 그러나 많은 저수지, 특히 경북 지역의 저수지 대부분은 1970년대 이전에 축조된 것으로 내진 설계가 되어 있지 않다. 2001년부터 농어촌공사가 관리하는 저수지는 총 저수량 50만㎥, 제방 높이 15 m 이상인 경우 내진설계를 하도록 하고 있다. 최근에 지진이 발생한 경주시와 포항시의 경우 내진 설계가 이루어진 저수지는 얼마 없는 것으로 드러났다. 특히 경주시 외동읍 사곡저수지의 경우 2016년 경주 지진으로 2 cm의 미세한 균열이 발생해 긴급 조치가 이뤄지기도 했다. 경북 지역에는 저수지 이외에도 안동댐 등 7곳의 다목적댐과 영천댐 등 3곳의 용수전용댐이 있다. 이들 10곳 댐 중 9곳은 규모 6.1~6.4의 지진에 견딜 수 있도록 설계되어 있다.
댐·저수지 주변에서 보고된 단층
- 댐/저수지의 실제 저수량은 총 저수용량보다 적다.

| 댐                               | 위치                   | 총 저수용량 (m3)                    | 주변 지역의 단층                                  | 댐(저수지) 붕괴시 피해 지역                                                         | 비고                                                         |
| -------------------------------- | ---------------------- | ----------------------------------- | ------------------------------------------------- | ----------------------------------------------------------------------------------- | ------------------------------------------------------------ |
| 팔당댐                           | 경기도 하남시/남양주시 | 2억 4400만 톤                       | 경강 단층, 경안 단층 (3 km 이내)                  | 한강 하류 (하남시, 서울특별시, 김포시, 고양시)                                      |                                                              |
| 청평댐                           | 경기도 가평군          | 1억 8500만 톤                       | 경강 단층 (2 km 이내)                             | 한강 하류 (가평군, 남양주시, 하남시, 서울특별시, 김포시, 고양시)                    |                                                              |
| 오남저수지                       | 경기도 남양주시        | 271만                               | 왕숙천 단층                                       | 오남천, 왕숙천 (남양주시 오남읍)                                                    | 인근 오남리에서 왕숙천 단층의 노두가 발견됨                  |
| 낙생저수지                       | 경기도 용인시/성남시   | 85만 5천                            | 신갈 단층                                         | 동막천 (성남시 분당구)                                                              |                                                              |
| 기흥저수지                       | 경기도 용인시          | 1163만                              | 신갈 단층                                         | 오산천 (동탄신도시, 오산시)                                                         |                                                              |
| 이동저수지                       | 경기도 용인시          | 2090만                              | 용인 단층                                         | 진위천 (용인시 남사읍, 평택시 진위면 등)                                            |                                                              |
| 고삼저수지                       | 경기도 안성시          | 1521만                              | 원삼 단층                                         | 한천, 안성천 (안성시)                                                               |                                                              |
| 금광저수지                       | 경기도 안성시          | 1204만                              | 남-북 주향의 단층 3개 발달                        | 조령천, 안성천 (안성시)                                                             |                                                              |
| 화천댐                           | 강원도 화천군          | 10억 1800만                         | 경강 단층 (5 km 이내)                             | 한강 중·하류 (화천군, 춘천시, 가평군, 남양주시, 하남시, 서울특별시, 김포시, 고양시) |                                                              |
| 횡성댐                           | 강원도 횡성군          | 8690만 톤                           | 금왕 단층 (5 km 이내)                             | 섬강 (횡성군, 원주시)                                                               |                                                              |
| 광동댐                           | 강원도 삼척시          | 1313만                              | 북북동 주향의 단층                                | 한강 상류 (정선군)                                                                  |                                                              |
| 영덕호                           | 강원도 양양군          | 상부 : 520만 톤 하부 : 1030만 톤    | 양양 단층                                         | 후천 (양양군 양양읍)                                                                |                                                              |
| 충주댐                           | 충청북도 충주시        | 27억 5천만                          | 관봉 단층 (10 km 이내), 동-서 주향의 단층         | 한강 하류 (충주시, 여주시, 양평군, 남양주시, 하남시, 서울특별시, 김포시, 고양시)    |                                                              |
| 신덕저수지                       | 충청북도 충주시        | 446만 5천톤                         | 금왕 단층 (10 km 이내)                            | 요도천 (충주시 신니면, 주덕읍, 대소원면)                                            |                                                              |
| 괴산댐                           | 충청북도 괴산군        | 1500만 톤                           | 흑석리 횡단층, 북동 주향의 단층                   | 달천 (괴산군, 충주시)                                                               |                                                              |
| 백곡저수지                       | 충청북도 진천군        | 2150만                              | 남-북 및 북서 주향의 단층, 금왕 단층 (11 km 이내) | 백곡천 (진천군 진천읍)                                                              |                                                              |
| 초평저수지                       | 충청북도 진천군        | 1385만                              | 금왕 단층                                         | 미호강 (청주시)                                                                     |                                                              |
| 원남저수지                       | 충청북도 음성군        | 950만 톤                            | 금왕 단층                                         | 초평천 (초평면, 초평저수지)                                                         |                                                              |
| 맹동저수지                       | 충청북도 음성군        |                                     | 금왕 단층                                         | 초평천 (초평저수지)                                                                 |                                                              |
| 금석저수지 무극저수지 용계저수지 | 충청북도 음성군        | 383만 8천톤 306만 8천톤 425만 9천톤 | 금왕 단층                                         | 응천 (음성군 금왕읍, 생극면)                                                        |                                                              |
| 대청댐                           | 대전광역시/청주시      | 14억 9천만                          | 후곡 단층, 묘암리 단층 (5 km 이내)                | 금강 중·하류 (대전광역시, 세종특별자치시, 공주시, 부여군, 군산시 등)                |                                                              |
| 고복저수지                       | 세종특별자치시         | 442만 9천톤                         | 공주 단층                                         | 월하천 (연서면)                                                                     |                                                              |
| 보령댐                           | 충청남도 보령시        | 1억 1690만                          | 북북동 주향의 단층들                              | 웅천천 (웅천읍)                                                                     |                                                              |
| 청천저수지                       | 충청남도 보령시        | 2만톤                               | 예산 단층                                         | 대천천 (보령시)                                                                     |                                                              |
| 예당저수지                       | 충청남도 예산군        | 4710만                              | 예산 단층                                         | 무한천 (예산군, 삽교호)                                                             |                                                              |
| 계룡저수지                       | 충청남도 공주시        | 471만                               | 계룡산 단층                                       | 노성천 (상월면, 노성면, 논산시)                                                     |                                                              |
| 탑정저수지                       | 충청남도 논산시        | 3161만                              | 성평천 추정 단층                                  | 논산천 (논산시)                                                                     | 논산에는 논산천 등 수계를 따라 단층이 발달                   |
| 안동댐                           | 경상북도 안동시        | 12억 4800만                         | 안동 단층, 태곡 단층, 중평 단층                   | 낙동강 중·하류 (안동시, 구미시, 칠곡군, 의령군, 창녕군, 부산광역시 등)              |                                                              |
| 임하댐                           | 경상북도 안동시        | 5억 9500만                          | 안동댐과 동일                                     | 안동댐과 동일                                                                       |                                                              |
| 경천호                           | 경상북도 문경시        | 2822만톤                            | 옥동 단층                                         | 금천 (산양면)                                                                       |                                                              |
| 영주댐                           | 경상북도 영주시        | 1억 8110만                          | 예천전단대                                        | 내성천 (예천군)                                                                     |                                                              |
| 청송호                           | 경상북도 청송군        | 상부 : 712만톤 하부 : 1020만톤      | 안동 단층                                         | 신흥천 (청송군 파천면)                                                              |                                                              |
| 성덕댐                           | 경상북도 청송군        | 2790만                              | 가음 단층 (7 km 이내)                             | 보현천, 길안천 (청송군 안덕면)                                                      |                                                              |
| 가음저수지                       | 경상북도 의성군        |                                     | 가음 단층                                         | 쌍계천 (의성군 가음면)                                                              |                                                              |
| 군위댐                           | 경상북도 군위군        | 4870만                              | 북서 주향의 단층, 가음 단층 (8 km 이내)           | 위천 (군위군, 의성군)                                                               |                                                              |
| 오태저수지                       | 경상북도 상주시        |                                     | 북장사 단층                                       | 동천 (공검면, 사벌국면)                                                             | 2019년 상주 지진이 인근에서 발생                             |
| 상판저수지                       | 경상북도 상주시        | 577만 3천                           | 영동 단층 (3 km 이내)                             | 반계천, 석천 (모동면, 영동군 황간면)                                                |                                                              |
| 무을저수지                       | 경상북도 구미시        |                                     | 신령 단층                                         | 대천 (구미시 무을면)                                                                |                                                              |
| 대원저수지                       | 경상북도 구미시        |                                     | 낙동 단층, 신령 단층                              | 감천 (선산읍)                                                                       |                                                              |
| 보현산댐                         | 경상북도 영천시        | 2210만                              | 가음 단층                                         | 금호강 (영천시, 대구광역시)                                                         |                                                              |
| 영천댐                           | 경상북도 영천시        | 9640만 톤                           | 가음 단층 (9 km 이내)                             | 금호강 (영천시, 대구광역시)                                                         |                                                              |
| 묘곡저수지                       | 경상북도 영덕군        |                                     | 양산 단층, 남-북 주향 단층 (5 km 이내)            | 남천 (영해면)                                                                       |                                                              |
| 용연저수지                       | 경상북도 포항시        |                                     | 양산 단층 (3 km 이내)                             | 곡강천 (포항시 흥해읍)                                                              | '17년 포항 지진 당시 진앙에서 가장 가까운 곳(약 7 km)에 위치 |
| 유계저수지                       | 경상북도 포항시        |                                     | 양산 단층                                         | 서정천 (포항시 청하면)                                                              |                                                              |
| 보문댐                           | 경상북도 경주시        | 985만                               | 양산 단층, 울산 단층                              | 북천, 형산강 (경주시, 포항시)                                                       |                                                              |
| 안계저수지                       | 경상북도 경주시        | 1850만                              | 양산 단층                                         | 형산강 (포항시)                                                                     |                                                              |
| 가창댐                           | 대구광역시 달성군      | 910만                               | 가창 단층                                         | 신천 (달성군 가창면, 대구광역시 시가지)                                             |                                                              |
| 운문댐                           | 경상북도 청도군        | 1억 6160만                          | 자인 단층                                         | 동창천, 밀양강 (밀양시)                                                             |                                                              |
| 밀양댐                           | 경상남도 밀양시        | 7360만                              | 밀양 단층, 모량 단층 (5 km 이내)                  | 단장천 (밀양시)                                                                     |                                                              |
| 대암호                           | 울산광역시 울주군      | 1280만                              | 양산 단층 (7 km 이내)                             | 태화강 (울산광역시)                                                                 |                                                              |
| 사연댐                           | 울산광역시 울주군      | 3170만                              | 양산 단층 (7 km 이내)                             | 태화강 (울산광역시)                                                                 |                                                              |
| 대곡댐                           | 울산광역시 울주군      | 3680만                              | 양산 단층 (7 km 이내)                             | 대곡천, 태화강 (사연댐, 울산광역시)                                                 |                                                              |
| 회야호                           | 울산광역시 울주군      |                                     | 동래 단층 (5 km 이내)                             | 회야강 (울주군 온산읍)                                                              |                                                              |
| 회동저수지                       | 부산광역시 금정구      | 1850만 7천톤                        | 동래 단층 (3 km 이내)                             | 수영강 (금정구 회동동, 금사동, 반여동 등)                                           |                                                              |
| 용담댐                           | 전라북도 진안군        | 8억 1500만 톤                       | 광주 단층                                         | 금강 (무주군, 금산군, 영동군, 옥천군, 대전광역시 등)                                |                                                              |
| 옥정호                           | 전라북도 정읍시/임실군 | 4억 6600만 톤                       | 전주 단층 (12 km 이내)                            | 섬진강 (순창군, 곡성군, 구례군 등)                                                  |                                                              |
| 구이저수지                       | 전라북도 완주군        |                                     | 전주 단층 (구이 단층)                             | 삼천 (전주시 시가지)                                                                | 구이저수지를 통과하는 구이단층에 대한 ESR 연대는 13만년      |
| 상관저수지                       | 전라북도 완주군        |                                     | 전주 단층                                         | 전주천 (전주시 시가지)                                                              |                                                              |
| 수청저수지                       | 전라북도 정읍시        |                                     | 전주 단층                                         | 동진강 (태인면, 신태인읍)                                                           |                                                              |
| 입암저수지                       | 전라북도 정읍시        |                                     | 정읍 단층                                         | 천원천 (정읍시)                                                                     |                                                              |
| 장성댐                           | 전라남도 장성군        | 8970만 톤                           | 전주 단층                                         | 황룡강 (장성군, 광주광역시)                                                         |                                                              |
| 백운저수지                       | 전라남도 광양시        | 454만 1천톤                         | 광양 단층 (3 km 이내)                             | 광양서천 (광양읍)                                                                   |                                                              |

## 지진 발생 지역

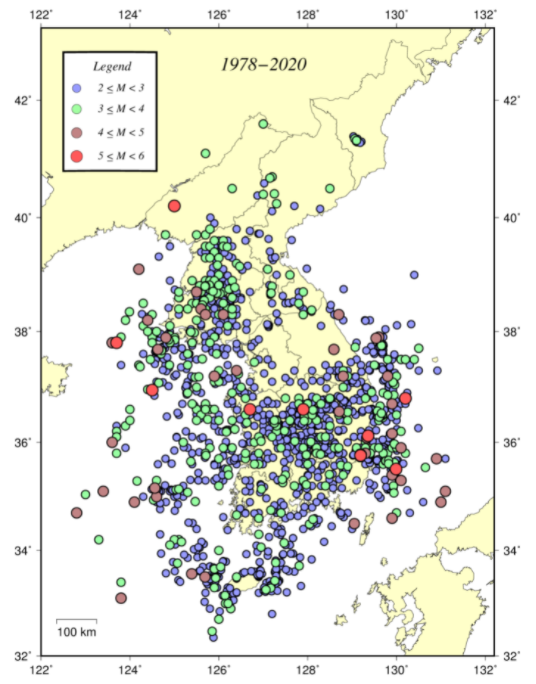
1978년부터 2020년까지의 지진분포도. 'L'자형의 밀집현상을 보이고 있다.

1978년 이후 대한민국에서의 지진은 'L'자형의 밀집현상을 보이고 있다. 한반도의 지진은 지체 구조와 연관되어 특정 지역에 집중하여 발생하는 경향이 있으며, 동해와 서해 해역, 평남 분지에 해당하는 평안남도와 황해도, 옥천 습곡대와 영남 육괴, 경상 분지에 해당하는 충청남도와 포항시를 잇는 선을 따라 진앙이 집중된다. 경상 분지 역시 지진 활동성이 강한 편이다. 동해에서는 해안선을 따라 남북으로 집중되는 경향을 보이며 서해도 지진이 활발한 편이다. 특히 동해와 서해에서는 육지에서 잘 발생하지 않는 규모 4 이상의 지진이 수시로(10년에 3~4회 정도) 발생한다. 반면 한반도 북부, 경기도 및 강원도 내륙 지역은 지진이 드물다. 그러나 지진활동이 (실제로도) 저조한 강원도에서 규모 4.8의 오대산 지진이 발생하는 등 내륙 지역에도 지속적으로 지진이 발생하고 있으며 한반도에도 다수의 단층이 존재하므로 우리나라 모든 지역이 지진에 대해 안전하다고는 할 수 없다.

### 한반도 지진의 진앙
경재복(1993)은 한반도 남부의 지진분포가 뚜렷한 밀집 현상이나 대상 분포를 보이지 않으며, 지진 발생은 구조선의 밀집도가 높은곳, 특히 산악지대와 저지대의 인접지에서 많은 것으로 해석하였다. 김성균과 백장선(2000)은 한반도의 지진 활동을 공간분석기법을 통해 분석하여 지진 발생은 무작위적이지 않고 군집적인 분포를 가지고 있으며, 진앙 분포의 집중도는 역사 지진의 경우 수도권, 충남, 전북, 대구 지역에서 높게 나타나며 계기 지진의 경우 황해도-충남 앞바다-경북 내륙을 연결하는 L자 형태를 나타낸다고 하였다. 윤순옥 등(2001)은 한반도의 지진 발생 지역과 기반암과의 상관관계를 분석하였지만, 지진 발생 지역이 특정 기반암에 집중적으로 분포하지는 않고, 다만 경상 누층군이 분포하는 대구, 성주, 하양, 영천, 경주, 진보 등의 경상도 지역에서 지진 활동이 활발하다고 설명하였다. 박수진(2007)은 한반도에서 지진 규모는 공간적으로 무작위성에 가까운 분포를 보이는 반면, 진앙의 분포는 뚜렷한 공간적 밀집 현상을 보이고 있고, 평안남도와 황해도, 서산, 포항을 잇는 선을 따라 L자형의 밀집 분포를 보인다고 하였다. 김대영(2018)은 공간통계기법을 활용하여 한반도의 지진 발생이 L자 형태를 나타낸다는 것을 확인하였다. 이를 종합해보면 한반도의 진앙 분포는 밀집 현상을 보이고 있고, 평안남도와 황해도 그리고 한반도 남동부에서 서북서 방향으로 지진활동이 활발히 나타나는 L자 형태의 밀집 현상을 보이고 있다.

### 내륙
동해나 서해 해역과 비교해 내륙에서는 중대형 지진이 덜 발생해는 편이다. 그러나 역사기록물에 따르면 한반도에는 많은 중대형 지진이 발생했음을 확인할 수 있다. 이러한 사실은 앞으로도 한반도에 중대형 지진이 발생할 가능성이 있음을 시사하며, 이러한 중대형 지진은 한반도와 같이 인구가 밀집한 지역에서는 경주 지진과 포항 지진처럼 많은 피해를 초래할 수 있다. 대표적인 예로 1936년의 지리산 쌍계사 지진(M=5.3), 1952년 평양-강서 지진(M=6.3), 1978년의 속리산 지진(M=5.2)과 1978년 홍성 지진(M=5.0), 1978년의 재령 지진(M=4.5), 1982년의 사리원 지진(M=4.5), 1996년 영월 지진(M=4.5), 1997년 경주 지진(M=4.2), 2001년의 안동 지진(M=4.0), 2007년의 오대산 지진(M=4.8), 2016년 경주 지진(M=5.8), 2017년 포항 지진(M=5.4), 2018년 포항 지진(M=4.6), 2019년의 상주 지진(M=3.9) 등이 있다.
이중 적어도 대한민국 육상에서 발생한 중대형 지진은 거의 다 단층 부근에서 발생했다. 지진의 진앙지에 근거해, 1978년의 속리산 지진과 1978년 홍성 지진은 각각 용유리 단층과 홍성 단층, 1996년 영월 지진은 단곡 단층, 1997년 경주 지진은 울산 단층, 2001년의 안동 지진은 안동 단층, 2007년의 오대산 지진은 진부 (월정사) 단층, 2016년의 경주 지진은 양산 단층, 2019년의 상주 지진은 북장사 단층 부근에서 발생했다. 이에 관해서는 한국의 지진 목록 문서를 참조할 것.

### 수도권과 경기 지괴

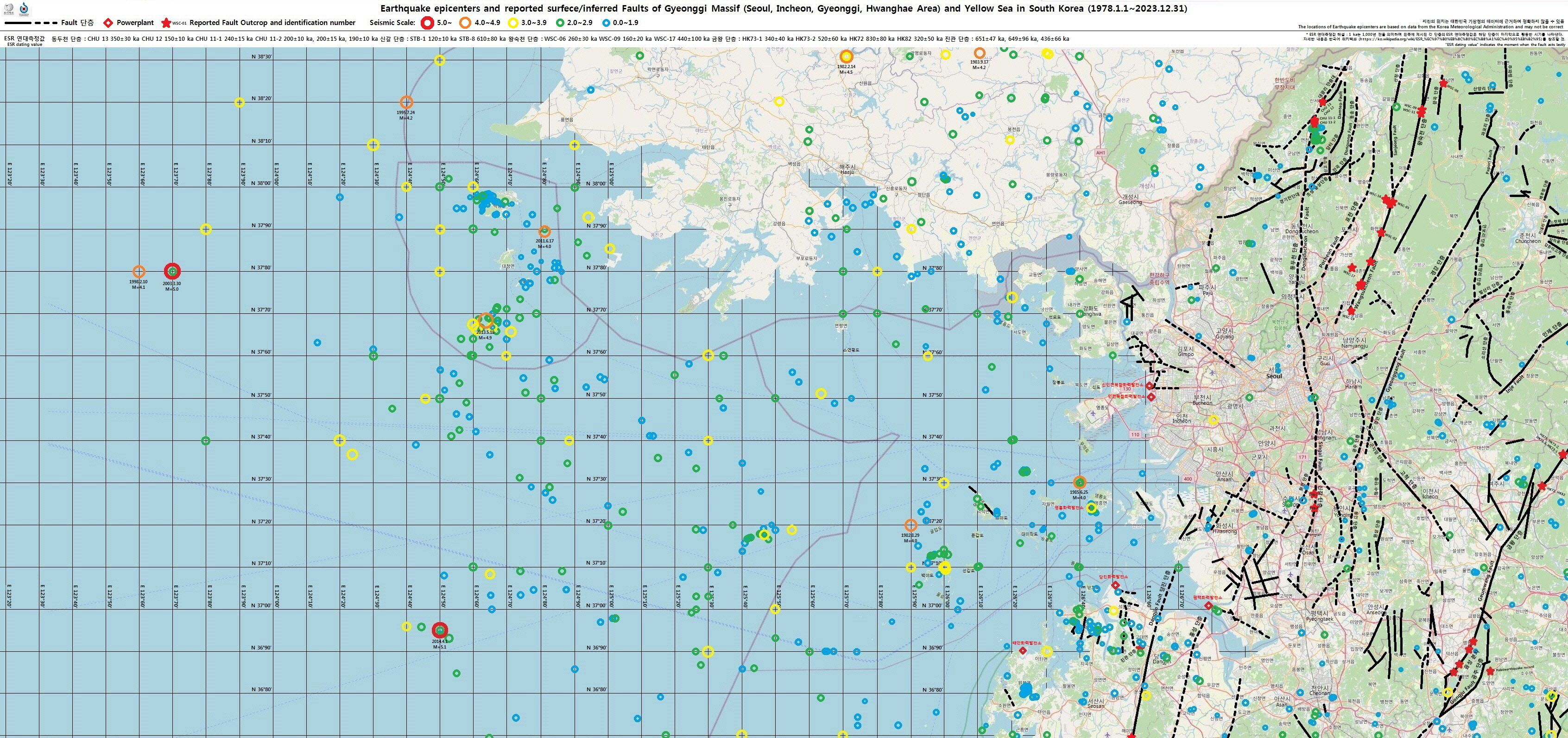
수도권 주변(서울특별시, 인천광역시, 경기도, 강원특별자치도)과 황해 해역의 지진(1978~2023)과 단층 분포도.

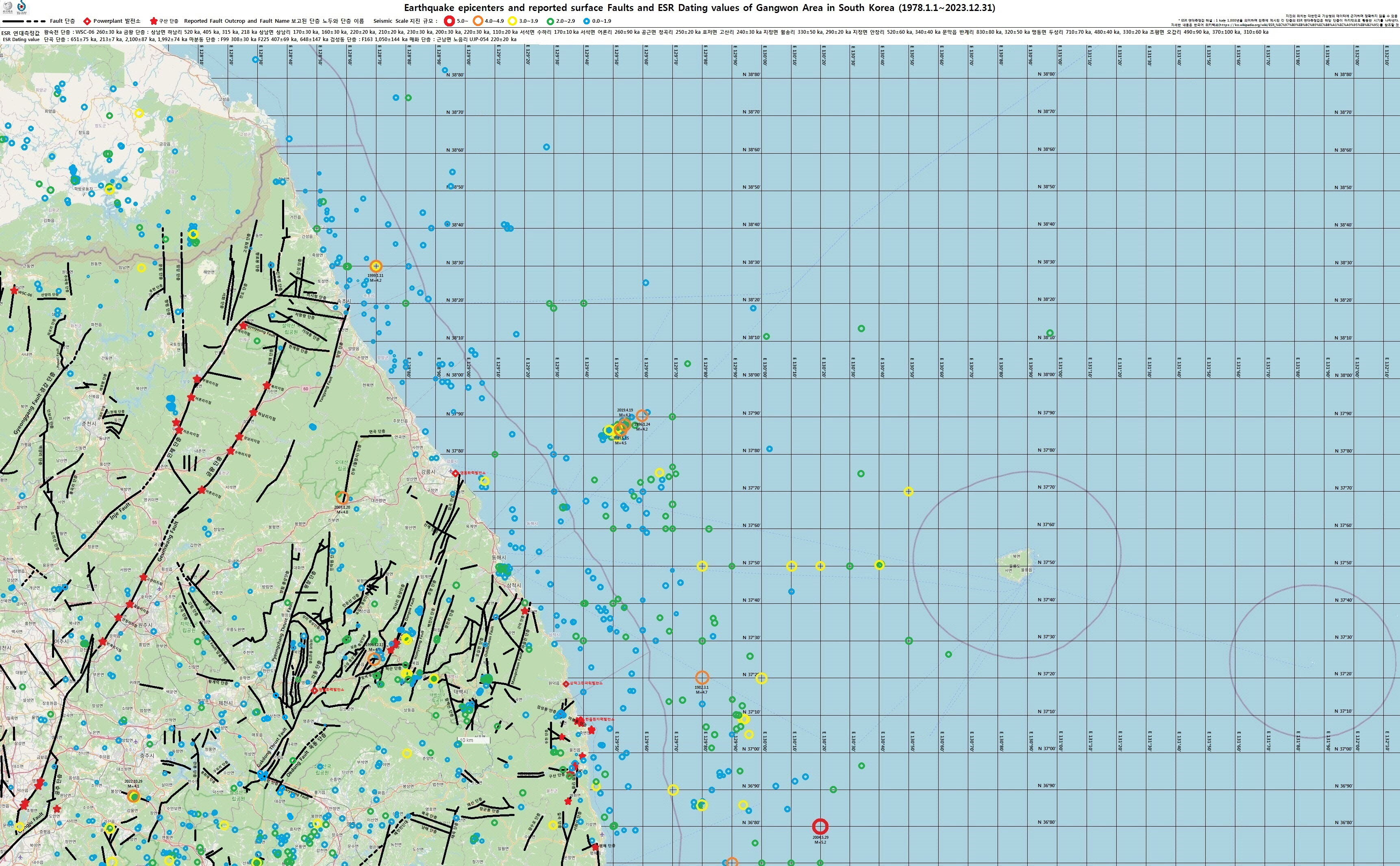
강원특별자치도와 동해 해역의 지진(1978-2023)과 단층 분포도.

수도권 지역은 타 지역에 비하면 지진의 규모와 빈도가 낮은 편이지만, 역사 문헌에는 과거 2000년간 수도권 일대에서 발생한 지진의 피해가 기록되어 있다. 서울에서는 기원후 27년 지진(진도 VIII)에 의해 가옥이 무너진 기록이 있으며, 89년 6월(음력)의 지진(진도 VIII-IX)에는 가옥이 무너지고 죽은 자가 많았다는 기록이 남아있다. 이후 조선시대 서울에는 1518년 6월 22일(음력 5월 15일) 큰 피해가 기록된 지진(진도 VIII-IX)이 발생한다. 기록에 의하면 경외(京外)의 땅이 4일 동안 크게 흔들려서 대궐 안의 담장이 넘어지고, 민가(民家)가 무너졌으며 발생 일에는 지진이 밤새도록 반복되었다고 기록되어 있다. 1613년 7월 16일의 지진(MMI=VIII)에 의해 큰 지진동과 소리가 있었으며, 가옥과 담장이 많이 무너졌고 경기도내 각 고을의 지붕의 기왓장이 모두 흔들렸다는 기록이 있다.
기원후 1세기에 서울에서 인명피해를 동반한 지진이 발생한 후 약 1400여 년간 큰 피해 지진이 발생하지 않는 휴지기가 이어지고, 그 후 1518년, 1613년에 다시 큰 지진이 발생하였다. 그 이후 현재까지 큰 피해 지진은 발생하지 않는 휴지기가 지속되고 있다. 이는 판 내부 지진의 경우 지진 발생이 불규칙한 특성을 지닌다 하더라도 서울 지역의 경우 피해 지진의 발생 간격이 1400년 이상 매우 길다는 것을 의미한다. 계기지진 관측은 1905년 이후 이루어지고 있지만 피해를 동반하는 규모 5 이상의 지진은 아직 발생한 바 없다. 최근에는 2010년 규모 3.0인 지진이 시흥 부근에서 발생하였으나 감진 영역이 상당히 넓어 수도권 주민들이 놀라는 일이 있었다.
지질학적 측면에서 보면, 서울특별시와 인천광역시, 경기도, 충청남도 서북부 일대를 포함하는 경기 지괴는 오래전에 생성된 선캄브리아기 암석으로 구성된 안정 지괴여서 지진의 빈도가 낮지만, 추가령 단층, 왕숙천 단층, 신갈 단층, 당진 단층, 인제 단층과 같은 수많은 단층들이 수도권 일대를 지나고 있어 지진으로부터 안전하다고 할 수는 없다.
특히 충청남도의 서북부에 해당하는 경기 지괴의 남서 부분은 한반도에서 지진 활동성이 가장 높은 곳들 중 하나이다. 이들 지역에서는 지진과 시니안 방향이 우세한 선구조(lineaments) 간의 상관관계가 존재하며, 높은 지진성은 추가령 단층(의 남단부) 및 공주 단층대와 연관되어 있다. 역사 지진 목록에 따르면 이 지역에서는 2회의 MMI IX 이상 지진을 포함한 144회의 역사 지진이 발생하였으며, 보다 최근에는 1978년 홍성 지진이 발생한 바 있다. 역사 지진의 진앙은 대부분 홍성군과 익산시, 강경읍, 공주시 인근에 위치한다. 이기화 외(1987)에 의하면 대부분의 응력 에너지가 경기 지괴의 서부와 남부의 북북동 방향의 단층들을 따라 방출되었으며 추가령 단층대 남부에 해당하는 이곳에서는 지진과 선구조(tectonic lineament) 간에 높은 상관관계를 보인다.(이기화 외는 홍성 단층도 추가령 단층대에 포함된다고 보았다.) 추가령 구조곡 북부의 지진 활동은 다소 낮은데 이 부분은 지진학적으로 오랜 기간 비활성으로 남아 (활성)단층의 특성을 상실한 것으로 추정된다.
홍성군, 홍성 단층, 1978년 홍성 지진
1978년 규모 5.0 의 홍성 지진이 발생한 홍성군은 주목할 만한 지역이다. 이기화(1986)는 자기 조사(magnetic survey) 결과 홍성 지역에서 북동 68° 주향의 단층이 존재하고, 방사선 조사(radiometric survey) 결과 단층 부근에서 감마선의 강도가 급격히 증가함을 보여 이 단층이 지진학적으로 활발함을 나타낸다고 설명하였다.
김건영(1999) 등은 홍성 단층대에서의 전기, 전자 탐사 연구에서 전기 비저항 탐사 결과 또한 홍성 단층이 활성 단층일 수 있다고 설명했다. 전기 비저항 탐사(Dipole-Dipole Array Geoelectric Survey)는 지표에서 발견되지 않는 단층 및 파쇄대를 조사하는 방법으로, 일반적으로 파쇄대 및 단층대는 점토 광물 및 지하수 등의 유체(流體)가 많이 함유되어 있고, 또 이렇게 존재하는 공극(孔隙)들은 서로 연결 상태가 좋기 때문에 전기를 잘 통하게 하는 전도체 역할을 하여 주변보다 상대적으로 전기 비저항이 낮다. 전기 비저항 탐사 결과 홍성군 내의 예상 단층 지역을 따라 뚜렷한 저(低)비저항대가 있음이 밝혀졌고, 이러한 결과는 홍성 단층이 과거의 큰 지진을 비롯해 최근까지도 지진을 일으킬 수 있는 활동 중인 단층이라는 추정과 일치하는 결과를 보여 주는 것이다. 단층이 지속적으로 활동하고 있으면 단층대를 따라 유체의 흐름이 더욱 활발히 일어나게 되고 이것으로부터 전기 비저항이 낮은 곳이 존재하게 될 수 있기 때문이다. 홍성 지역의 단층대에서 낮은 전기 비저항 분포를 보이는 부분이 수직으로 잘 발달해 있다는 것은 최근에 두 차례의 지진이 발생한 것처럼 이 지역 단층이 활동 중인 단층이라는 사실과 일치하는 결과를 보여주는 것이다.
홍성 단층은 2012년의 활성단층지도 보고서에서 언급된 단층으로, 기존의 한국지질자원연구원 1:5만 지질도폭에서는 그 존재가 보고된 적이 없지만, 1:25만 대전도폭 등에서는 홍성읍을 관통하는 단층으로 표시되었다. 단층의 노두상에서 확인된 바 없는 선형구조로 단층의 존재가 희미하지만 이 단층이 홍성읍을 지난다고 명시되어 있기 때문에 이 단층과 1978년 홍성 지진과의 연관성을 배제할 수 없다.
추가령 단층대
추가령 단층 또는 추가령 구조곡은 양산 단층과 함께 한반도에서 규모가 가장 큰 단층으로 서울에서 원산까지 북동 주향으로 달린다. 최소한 중생대 쥐라기 이전에 형성된 것으로 보이는 이 단층은 최후기의 활동시기는 10만년 내외이며, ESR 연대측정 결과 제4기동안 최소 3회 이상의 단층운동을 하였다. 추가령 단층대는 일련의 단층들의 집합체로서 정의되며, 동두천 단층, 대광리 단층, 동송 단층, 포천 단층, 왕숙천 단층 등을 포함한다. 이들 단층이 위험한 이유는 대한민국 전 인구의 절반이 집중된 수도권에 가까이 있을 뿐만 아니라, 연장이 수십 km 에 달하는 대규모 단층이고, 특히 추가령 단층과 왕숙천 단층은 제4기에 여러 차례 활동한 활성단층이기 때문이다. 대한민국의 대규모 지진이 거의 다 대규모 단층과 그 주변에서 발생했음을 고려해보면 수도권 지역에서 중대규모 지진이 발생할 가능성도 있다.
공주 단층과 금왕 단층
공주 단층과 금왕 단층은 경기 지괴의 남동쪽 경계를 이루고 있는 단층이며, 공주시에서 음성 분지를 거쳐 설악산까지 이어지는 총 연장 200 km가 넘는 대규모 단층으로 그 규모만 놓고 보자면 양산 단층과 비슷하다. 이들 단층은 (역사 지진을 제외하고) 아직 대규모 지진을 발생시킨 적은 없지만 공주 단층은 2012년의 활성단층 보고서에 의하면 제4기에 재활동한 제4기 플라이스토세의 활성단층이며 금왕 단층은 불과 11만 년 전까지 4~26만년의 주기로 활동해온 활성단층이다. 특히 이들 단층은 세종특별자치시, 공주시, 청주시, 원주시와 같은 도시들을 통과해 대규모 지진이 한번이라도 발생한다면 큰 피해를 초래할 것으로 예상된다.
다음은 공주 단층의 노두 위치이다. 단층의 전자자기공명법(Electric Spin Resonance) 즉 ESR 연대측정 결과는 제4기에 단층이 활동했음을 지시한다.
| 위치                                            | 좌표                                                    | 주향              | 경사              | 성향            | ESR 연대측정  | 비고             |
| ----------------------------------------------- | ------------------------------------------------------- | ----------------- | ----------------- | --------------- | ------------- | ---------------- |
| 공주시 우성면 귀산리 공주 나들목 진입로 양 사면 | N36°29'24.6", E127°07'28.8" N36°29'26.1", E127°07'28.1" | 북동 75° 북서 60° | 남동 80° 북동 50° | 좌수향 주향이동 | 200만년 이상  | 제4기에 활동안함 |
| 청원군 오창읍 구룡리                            | N36°42'48.33", E127°24'37.94"                           | 북동 48° 북동 15° | 북서 81° 남동 74° | 좌수향          | 53만년 51만년 |                  |

제4기에 활동한 진관 단층
당진시에서 발견된 '진관 단층'의 ESR 연대측정 결과 제4기에 활동한 활성단층임이 확인되었다. 진관 단층은 당진시 고대면 진관리와 정미면 옥현리 사이, 649번 지방도 가까이(당진솔담요양병원 맞은편)에 위치한다. 야산 지역을 절토하는 과정에서 드러났으며 ESR 연대측정 결과는 약 65만 년 전과 44만 년 전의 시점에 진관 단층의 운동이 있었던 것을 확실하게 지시하고 단층의 운동은 그 이후에도 있었을 것이다. 근처의 홍성군에서 1978년 홍성 지진이 발생했음을 고려하면 이 지역도 지진에 안전하다고 볼 수 없다.

### 수도권 지진 통계 및 수도권 주변의 단층
다음은 1978년 1월 1일부터 2022년 12월 31일까지 44년간 경기 지괴에 해당하는 수도권 주변 지역(서울특별시, 인천광역시, 경기도, 충청남도, 강원도의 금왕 단층 북서부 지역)의 규모 0 이상의 지진 발생 횟수를 나타낸 것이다. 지진 발생 횟수는 기상청의 "국내지진조회", 단층의 존재 여부는 한국지질자원연구원의 5만 지질도에 따르며, 행정 구역의 변경 등을 고려하지 않았기 때문에 소폭의 오류가 있을 수 있다. 아래 표를 보면 일부 지역(특히 인천광역시)은 지진 발생 횟수가 급격히 늘어나는 것처럼 보이나, 이는 실제 지진 발생 횟수가 늘어난 것이 아니라 지진 감지 기술이 발달하고 관측소의 수가 늘어나 감지되는 지진의 수가 늘어난 것이다.
- 기간 : 1978년 1월 1일부터 2022년 12월 31일까지
- (■): 단층 밀집 지역[106] 또는 활성단층 통과 지역
- (■): 규모 4.5 이상 대규모 지진 발생지역
- 금왕 단층과 공주 단층, 왕숙천 단층은 활성단층으로 간주한다. 뒤에 ? 가 붙은 단층은 해당 지역을 지나는지 불분명한 단층이다.
- '확인된 단층 없음' 은 한국지질자원연구원에 의한 지질 조사 결과 지표상에 드러난 단층이나 지질도[52]에 표시된 단층이 없다는 뜻이다. 이런 지역에서 지하에 숨은 단층이 존재할 가능성은 얼마든지 있다.
- 단층 중 볼드체 처리한 것은 연장 30 km 이상의 중·대규모 단층, 기울인 글씨는 활성단층이다.

| 지역                  | 지역                  | 지역                  | 지진 발생 횟수 | 지진 발생 횟수 | 지진 발생 횟수 | 지진 발생 횟수 | 지진 발생 횟수 | 지진 발생 횟수 | 지진 발생 횟수 | 지진 최대 규모 | 해당 지역의 단층 존재 여부                                        | 소속 지괴             |
| --------------------- | --------------------- | --------------------- | -------------- | -------------- | -------------- | -------------- | -------------- | -------------- | -------------- | -------------- | ----------------------------------------------------------------- | --------------------- |
| 도                    | 도                    | 시·군·구              | 총계           | 규모 3 이상    | 1978-1989      | 1990-1999      | 2000-2009      | 2010-2019      | 2020-2022      | 지진 최대 규모 | 해당 지역의 단층 존재 여부                                        | 소속 지괴             |
| 서울특별시            | 서울특별시            | 서울특별시            | 7              | 0              |                | 1              | 1              | 4              | 1              | 2.5            | 신갈 단층                                                         | 경기 지괴             |
| 인천광역시            | 인천광역시            | 인천광역시            | 324            | 43             | 14             | 19             | 32             | 201            | 58             | 5.0            | 인천서구 김포 복합분지상에 다수의 단층 발달                       | 경기 지괴             |
| 백령도 주변           | 백령도 주변           | 백령도 주변           | 216            | 28             | 2              | 13             | 19             | 157            | 25             | 5.0            |                                                                   | 경기 지괴             |
| 경 기 도              | 경 기 도              | 부천시                | 0              | 0              |                |                |                |                |                | -              | 확인된 단층 없음                                                  | 경기 지괴             |
| 경 기 도              | 경 기 도              | 김포시                | 1              | 0              |                |                |                |                | 1              | 1.5            | 김포 복합분지상에 다수의 단층 발달                                | 경기 지괴             |
| 경 기 도              | 경 기 도              | 고양시                | 1              | 0              |                |                |                |                | 1              | 1.2            | 확인된 단층 없음                                                  | 경기 지괴             |
| 경 기 도              | 경 기 도              | 파주시                | 8              | 0              |                | 1              |                | 1              | 6              | 2.5            | 임진강 단층대, 적성 전단대 (북부)                                 | 경기 지괴             |
| 경 기 도              | 경 기 도              | 양주시                | 1              | 0              |                |                |                |                | 1              | 1.0            | 추가령 단층                                                       | 경기 지괴             |
| 경 기 도              | 경 기 도              | 동두천시              | 0              | 0              |                |                |                |                |                | -              | 추가령 단층                                                       | 경기 지괴             |
| 경 기 도              | 경 기 도              | 연천군                | 44             | 0              |                |                | 4              | 23             | 17             | 2.9            | 추가령 단층                                                       | 경기 지괴             |
| 경 기 도              | 경 기 도              | 포천시                | 0              | 0              |                |                |                |                |                | -              | 왕숙천 단층, 포천 단층                                            | 경기 지괴             |
| 경 기 도              | 경 기 도              | 남양주시              | 0              | 0              |                |                |                |                |                | -              | 왕숙천 단층                                                       | 경기 지괴             |
| 경 기 도              | 경 기 도              | 구리시                | 0              | 0              |                |                |                |                |                | -              | 왕숙천 단층                                                       | 경기 지괴             |
| 경 기 도              | 경 기 도              | 의정부시              | 0              | 0              |                |                |                |                |                | -              | 추가령 단층                                                       | 경기 지괴             |
| 경 기 도              | 경 기 도              | 가평군                | 1              | 0              |                |                |                | 1              |                | 1.8            | 경강 단층                                                         | 경기 지괴             |
| 경 기 도              | 경 기 도              | 양평군                | 4              | 0              |                |                |                | 2              | 2              | 1.7            | 인제 단층, 소리산 단층                                            | 경기 지괴             |
| 경 기 도              | 경 기 도              | 여주시                | 11             | 0              |                |                |                | 7              | 4              | 2.2            | 금왕 단층 (동부)                                                  | 경기 지괴 옥천 습곡대 |
| 경 기 도              | 경 기 도              | 이천시                | 4              | 0              |                |                | 1              | 3              |                | 2.2            | 고척 단층                                                         | 경기 지괴             |
| 경 기 도              | 경 기 도              | 광주시                | 5              | 0              |                |                |                | 4              | 1              | 2.2            | 경안 단층, 곤지암 단층, 광주 단층, 인제 단층?                     | 경기 지괴             |
| 경 기 도              | 경 기 도              | 성남시                | 0              | 0              |                |                |                |                |                | -              | 신갈 단층                                                         | 경기 지괴             |
| 경 기 도              | 경 기 도              | 용인시                | 10             | 0              |                |                | 1              | 5              | 4              | 2.4            | 신갈 단층 (기흥구), 원천 단층 (수지구), 용인 단층, 인제 단층      | 경기 지괴             |
| 경 기 도              | 경 기 도              | 수원시                | 4              | 0              |                |                |                | 3              | 1              | 2.2            | 원천 단층                                                         | 경기 지괴             |
| 경 기 도              | 경 기 도              | 의왕시                | 1              | 0              |                |                |                | 1              |                | 1.7            | 확인된 단층 없음                                                  | 경기 지괴             |
| 경 기 도              | 경 기 도              | 과천시                | 0              | 0              |                |                |                |                |                | -              | 확인된 단층 없음                                                  | 경기 지괴             |
| 경 기 도              | 경 기 도              | 안양시                | 0              | 0              |                |                |                |                |                | -              | 확인된 단층 없음                                                  | 경기 지괴             |
| 경 기 도              | 경 기 도              | 군포시                | 1              | 0              |                |                |                | 1              |                | 0.4            | 확인된 단층 없음                                                  | 경기 지괴             |
| 경 기 도              | 경 기 도              | 광명시                | 0              | 0              |                |                |                |                |                | -              |                                                                   | 경기 지괴             |
| 경 기 도              | 경 기 도              | 시흥시                | 3              | 1              |                |                |                | 2              | 1              | 3.0            |                                                                   | 경기 지괴             |
| 경 기 도              | 경 기 도              | 안산시                | 1              | 0              |                |                |                |                | 1              | 1.1            | 지질도에 북서 및 북동 주향의 추정단층 표기됨                      | 경기 지괴             |
| 경 기 도              | 경 기 도              | 화성시                | 8              | 0              |                |                | 1              | 3              | 4              | 2.7            | 향남읍 주변에 다수의 단층 발달                                    | 경기 지괴             |
| 경 기 도              | 경 기 도              | 오산시                | 0              | 0              |                |                |                |                |                | -              |                                                                   | 경기 지괴             |
| 경 기 도              | 경 기 도              | 평택시                | 3              | 0              | 1              | 1              |                |                | 1              | 2.7            | 청북읍 주변에 다수의 단층 발달                                    | 경기 지괴             |
| 경 기 도              | 경 기 도              | 안성시                | 0              | 0              |                |                |                |                |                | -              |                                                                   | 경기 지괴             |
| 강 원 도              | 강 원 도              | 철원군                | 4              | 0              |                |                | 1              | 2              | 1              | 2.7            | 추가령 단층, 왕숙천 단층, 산정 단층                               | 경기 지괴             |
| 강 원 도              | 강 원 도              | 화천군                | 6              | 0              |                |                |                | 3              | 3              | 1.4            | 경강 단층, 파포리 단층                                            | 경기 지괴             |
| 강 원 도              | 강 원 도              | 춘천시                | 1              | 0              |                |                |                | 1              |                | 1.7            | 장자골 단층, 배후령 단층                                          | 경기 지괴             |
| 강 원 도              | 강 원 도              | 홍천군                | 16             | 0              |                |                |                | 12             | 4              | 1.6            | 금왕 단층, 인제 단층                                              | 경기 지괴             |
| 강 원 도              | 강 원 도              | 인제군                | 9              | 0              |                |                |                | 6              | 3              | 2.1            | 이 부분의 본문은 인제군의 지질 입니다.                            | 경기 지괴             |
| 강 원 도              | 강 원 도              | 양구군                | 17             | 2              | 1              |                | 1              | 15             |                | 3.0            | 양구 단층                                                         | 경기 지괴             |
| 충 청 남 도           | 충 청 남 도           | 천안시                | 12             | 0              |                | 2              |                | 7              | 3              | 2.8            |                                                                   | 경기 지괴             |
| 충 청 남 도           | 충 청 남 도           | 아산시                | 5              | 0              |                |                | 2              | 3              |                | 2.4            |                                                                   | 경기 지괴             |
| 충 청 남 도           | 충 청 남 도           | 당진시                | 25             | 1              |                | 1              | 3              | 11             | 10             | 3.6            | 당진 단층, 대호 단층, 석문 단층, 장고 단층, 진관 단층, 홍성 단층? | 경기 지괴             |
| 충 청 남 도           | 충 청 남 도           | 서산시                | 22             | 1              | 2              | 1              |                | 10             | 9              | 3.2            | 당진 단층                                                         | 경기 지괴             |
| 충 청 남 도           | 충 청 남 도           | 예산군                | 11             | 0              |                | 1              | 1              | 4              | 5              | 2.6            | 예산 단층, 홍성 단층                                              | 경기 지괴             |
| 충 청 남 도           | 충 청 남 도           | 홍성군                | 11             | 4              | 5              | 1              | 1              | 2              | 2              | 5.0            | 홍성 단층, 당진 단층                                              | 경기 지괴             |
| 충 청 남 도           | 충 청 남 도           | 청양군                | 14             | 0              |                |                | 1              | 3              | 10             | 2.2            | 남-북 주향 단층 분포, 공주 단층 (동부)                            | 경기 지괴             |
| 충 청 남 도           | 충 청 남 도           | 공주시                | 72             | 2              |                | 1              | 3              | 47             | 21             | 3.4            | 공주 단층, 의당 단층, 계룡산 단층                                 | 경기 지괴 옥천 습곡대 |
| 세종특별자치시 연기군 | 세종특별자치시 연기군 | 세종특별자치시 연기군 | 12 1           | 0              |                |                | 1              | 5              | 7              | 1.7            | 공주 단층                                                         | 경기 지괴 옥천 습곡대 |

### 동해 지진

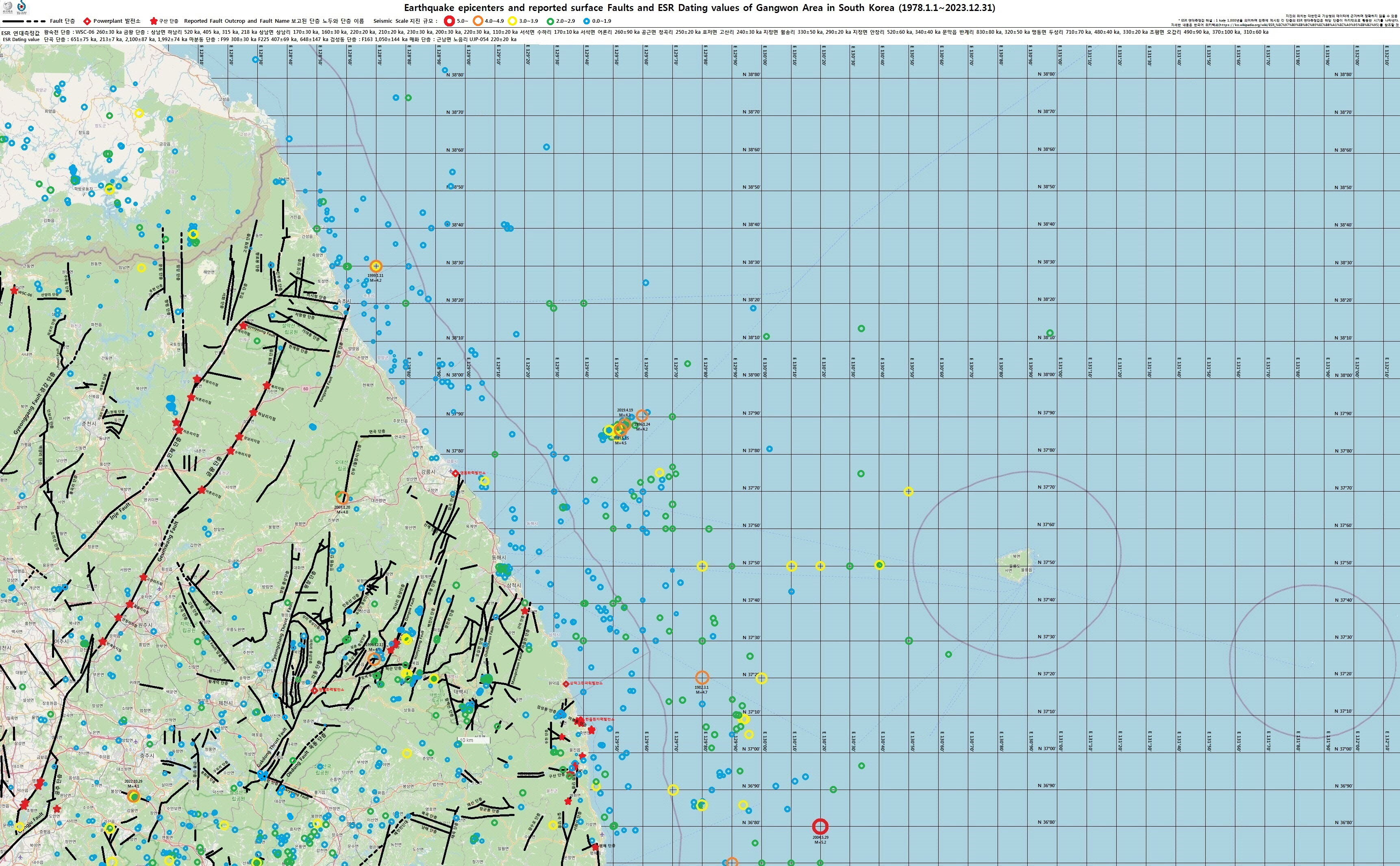
강원특별자치도 동부 해역의 지진

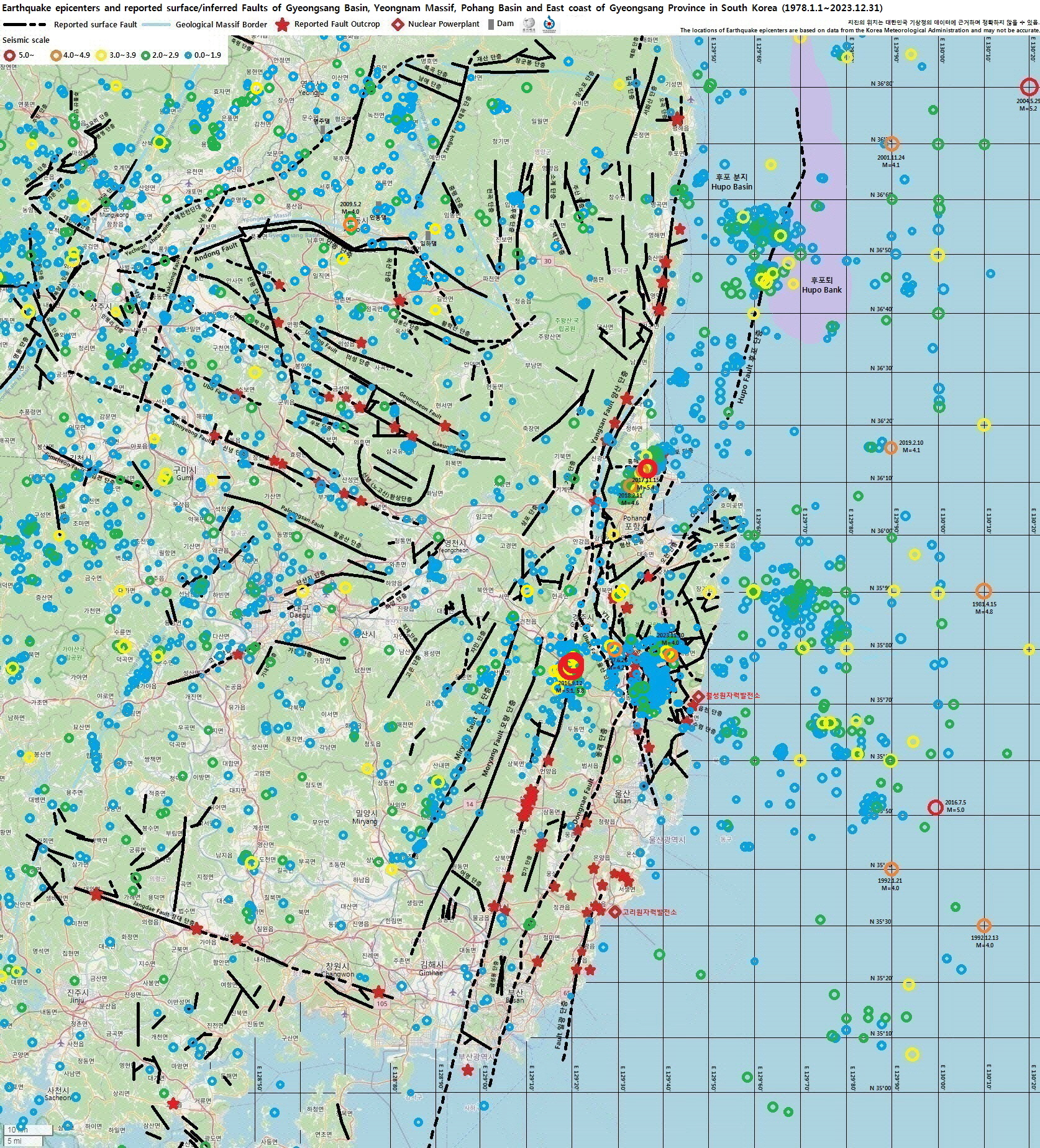
경상 분지 동부 해역의 지진

동해에는 이미 조선시대부터 중·대규모 지진들이 수시로 발생해 왔다. 지진은 동해 연안의 활성으로 의심되는 단층에서 많이 발생하고 있다. 대표적인 예로 1643년 울산 해역 지진(M=6.5~7.4), 1681년 양양 해역 지진(M=7.5), 1981년 포항 해역 지진(M=4.8), 1982년 울진 해역 지진(M=4.7), 1985년 부산 해역 지진(M=4.2), 1992년 2회의 울산 해역 지진(M=4.0), 1994년 3회의 울산 해역 지진(M=4.1/4.5/4.6), 1996년 양양 해역 지진(M=4.2), 1999년 속초 근해 지진(M=4.2), 2000년 영덕 해역 지진(M=3.7), 2001년 울진 해역 지진(M=4.1), 2004년 울진 해역 지진(M=5.2), 2013년 영덕 해역 지진(M=3.6) 2016년 울산 해역 지진(M=5.0), 2019년 포항과 동해 해역 지진 등이 있다.(M=4.1/4.3)주향 이동 단층과 역단층성 지진들은 동해안과 인접한 울릉분지의 서쪽 급경사면을 따라서 남북 혹은 북동-남서 방향으로 밀집된 분포를 보인다.
동해에서는 북부보다 중·남부인 울진군, 영덕군과 포항시, 울산광역시 해역에서 더 많은 지진이 발생하고 있음을 볼 수 있다. 영덕군은 과거 지진 발생 현황을 살펴보면 영덕 앞 바다 20 km × 20 km의 해역에서 특히 많은 수의 지진이 발생하고 있음을 확인 할 수 있다. 영덕 해역에 존재하는 것으로 알려진 주요 해저 지질구조에는 140 km 이상의 길이를 가진 후포 단층대가 있으며, 이 단층대는 본 연구지역의 동편을 북북동-남남서 방향으로 지나가는 영덕 해역의 주요 단층대이다. 진앙의 위치를 고려하면 이 지역에서 발생하는 지진들은 후포단층대를 구성하고 있는 지질구조와 연관성이 있는 것으로 보인다.
특히, 영덕군 앞바다에는 많은 수의 지진이 발생하고 있다. 주로 영덕군 동쪽 20~30km 해역에서 지진이 수시로 발생하고 있으며, 이곳의 동편에 후포 단층이 존재하는 것으로 추정된다.
울산광역시와 경주시 해역 또한 지진이 빈번하게 발생하는 지역이다. 한반도 남동부에 위치한 울산 해역은 판 내부 지역임에도 불구하고 한반도 전체에서 상대적으로 지진이 빈번하게 발생하는 곳으로, 기상청(KMA)의 결과에 따르면 지난 10년 동안 매년 규모 3.0 이상의 지진이 지속적으로 발생하였다. 이 지역 일대의 지진들은 울릉 분지의 남서부 경계(또는 울릉 단층)와 돌고래 스러스트 단층대에서 발생하고 있다. 부산, 울산과 가까운 대마도의 서쪽 해안에는 북북동-남남서 방향의 쓰시마-고토 단층대(Tsushima-Goto fault zone)가 위치한다. 이 단층대는 한반도 동남부의 주요 구조선인 양산 단층대와 평행하게 배열되며 동해 확장을 주도한 울릉 분지의 서쪽 경계 단층인 동한 단층의 남쪽 연장으로 알려져 있고, 울릉 분지 중심부로 이어지며 스러스트 단층으로서 심한 횡압력을 받아 형성된 것으로 주로 주향 이동 운동을 한 것으로 보고되었다. 1990년대의 조사 결과 경주시 감포 앞바다의 경우 감포 동쪽 앞바다 10 및 30km 지점과 같이 특정 지점에서 지진이 한정된 기간에 집중적으로 발생하는 현상이 나타났다. 이는 이 일대에 작용하는 조구조력(Tectonic Force)에 의해 축적된 에너지가 지진에 의해 조금씩 방출되는 것으로 진원지 부근의 매질의 특성을 나타내는 것이다. 이외에도 지진이 꾸준히 발생하고 있는 지진 다발 지역이 여러 곳 존재한다.
동해상의 지진이 단층에 의한 것임은 이미 확인되었다. 기존의 발진기구의 해석에 따르면 동해 대륙단 지진은 특정 단층이 아니라 다양한 단층에 의한 것으로 확인되었고 인접한 지진들도 서로 다른 형태의 단층이 연관된 것으로 알려져 있다. 2500만 년 전 동해가 생성된 후 현재는 1년에 1 cm 정도 좁아지고 있는데, 이 압축력을 받으며 기존의 단층들이 재활성되어 역단층성 지진들이 발생하는 것으로 추정된다. 수직 운동을 동반하는 역단층성 지진은 지진해일을 유발할 가능성이 있다. 동해상에는 울릉 단층, 후포 단층, 쓰시마-고토 단층 등이 알려져 있으며, 2004년, 2006년 발생한 지진과 2013년 동안 동해 해역에서 발생한 지진의 위치들은 모두 울릉 단층대 위에 놓이고 있어 울릉단층은 활동성 지구조 운동을 하는 단층으로 생각된다. 후포 단층은 2004년 울진 해역 지진과 2019년 포항시 해역에서 발생한 규모 4.1 지진의 원인으로 추정되며, 쓰시마-고토 단층은 2016년 울산 해역 지진과 2022년 울산 먼바다에서 발생한 규모 4.6 지진의 원인으로 보인다.

### 서해 지진

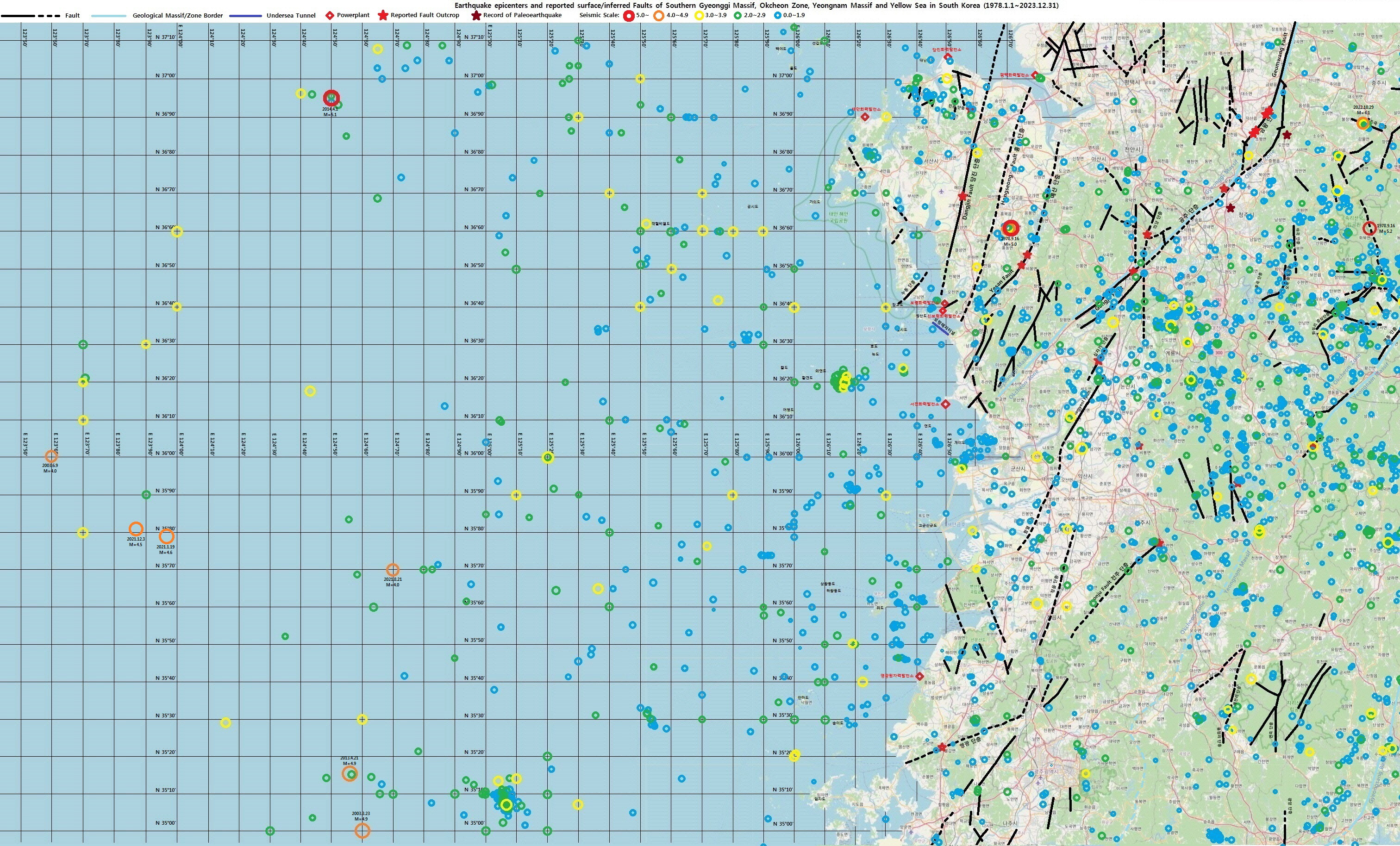
황해의 지진

한반도 서쪽에 위치한 황해는 지진활동이 매우 활발하며 1978년부터 극히 최근까지 중규모 지진들이 자주 발생해 왔다. 대표적인 예로 1982년 덕적도 해역 지진(M=4.0), 1985년 옹진군 해역 지진(M=4.0), 1992,1993,1994년의 신안 해역 지진(M=4.4/4.5/4.9), 1995년의 백령도 해역 지진(M=4.2), 1998년의 백령도 해역 지진(M=4.1), 2002년의 흑산도 해역 지진(M=4.0), 2003년의 백령도, 신안 해역, 서격렬비도 지진(M=5.0/5.0/4.0), 2011년의 백령도 해역 지진(M=4.0), 2013년의 신안군 및 백령도 해역 지진(M=4.9/4.9/4.0), 2013년 보령 해역 군발 지진(M=최대 3.5), 2014년의 서격렬비도 해역 지진(M=5.1), 2019년 백령도 해역 지진(M=3.7), 2021년 황해 중부 해역 지진(M=4.6), 2021년 신안 해역 지진(M=3.7), 2021년 군산 어청도 해역 지진(M=4.0) 등이 있다.
서해 지진의 원인 1 - 퇴적 분지의 단층
서해는 친링-다비-술루 충돌대에 의해 북쪽과 남쪽 해역으로 나뉘어진다. 이 충돌대는 중생대 초기에 양쯔 지괴(남중국 지괴)가 북중국 강괴에 붙음으로써 생긴 봉합대이며, 충돌한 대륙의 동쪽 경계부는 중생대 초기에 섭입대가 되었으며 이 섭입작용에 의해 대륙의 안쪽으로 인장력이 발생하여 대륙지각의 리프팅(rifting)에 의해 서해상에 군산 분지와 같은 오늘날의 많은 수의 열개분지가 형성되었고, 이들 분지는 단층작용에 의해 형성된 퇴적 분지이므로 지진 활동은 한반도보다 더 활발할 것으로 해석된다. 현재 발생하는 지진들도 이들 단층에서 발생하고 있을 것으로 예상된다. 유인창(2002) 등에 의하면 쥐라기 남중국 지괴의 섭입으로 인해 퇴적 분지가 소멸되고 인장력의 발생으로 단층분지인 열개 분지(rift basin)와 인리형 분지가 형성되었다.
따라서, 서해상의 단층대가 존재하고 이 단층에서 지진이 발생하는 것으로 생각되지만 서해에 분포하는 단층에 대한 연구 자료가 미비해 알 수 없다. 현재까지 황해 상에 알려진 단층으로는 오늘날에는 한반도 서해안 연안 가장자리의 단층(West Marginal Fault, WMF)으로 잔존해 있는 황해 변환단층(Yellow Sea Transform Fault, YSTF)이 거의 유일하다. 다만 서해안 육지에는 당진 단층 등 북동-남서 방향의 단층선이 다수 평행하게 발달되어 있으며, 이들의 대부분은 서해 해저까지 연장될 것으로 생각되며, 이러한 일련의 단층들의 존재는 지진의 발생과 관련이 있을 것으로 생각된다. 2004-2006년 한반도 중부 지역과 해역에서 발생한 지진들의 발진기구를 분석한 결과 정단층성 지진이 관측되었으며 서해에서 발생하는 정단층성 운동의 지진은 북중국 강괴와 남중국 지괴의 충돌에 의한 황해 분지의 발달로 인한 것으로 해석된다.
황해 해저에는 몇 개의 단층이 숨어 있는 것으로 밝혀졌다. 황해 군산 분지 서부 해역의 퇴적 분지는 백악기에서 팔레오세에 진행되었던 지각 열개에 의해 형성되었으며 분지에는 동-서, 북동-남서 및 북서-남동 주향의 대규모 단층들이 발달한다. Chun-Feng (2012) 등은 중국의 탄루 단층, 자샹(Jiaxiang) 단층, 창난(Changnan) 단층이 황해를 건너 한반도로 연결되어 있을 것으로 판단하였다.
서해에 존재하는 열개분지(rift basin) 중 대표적인 것으로 한반도의 남쪽 부분에 가까이 있으면서 한국의 서해 해역에서 상당 부분을 차지하는 군산 분지는 북부 황해 분지의 동쪽 지역이다. 실제로, 2014년 4월 1일 태안군 서격렬비도 서북서쪽 100km 해역에서 발생한 규모 5.1의 지진과, 최근인 2021년 1월 19일 서해 중부에서 발생한 규모 4.6의 지진은, 백악기 때 형성된 군산 분지 경계부에서 발생한 것으로 분석됐다.
서해 지진의 원인 2 - 아무르판

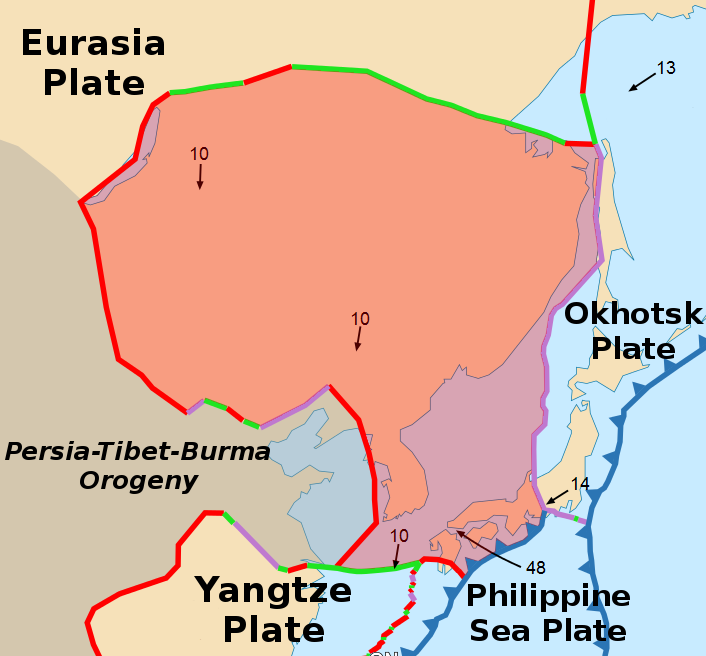
아무르판의 서쪽 경계는 서해상을 지나는 것으로 추정된다.
발산형 경계
보존형 경계
수렴형 경계

아무르판은 유라시아판의 하위 판으로, 1981년 그 존재가 보고되었다. 그 남서쪽 경계는 아직도 명확하지 않지만, 여러 연구들을 통해 한반도의 서쪽에 있는 서해상을 지나는 것으로 여겨지고 있다. 그 경계는 그 속도가 연간 1~5 mm 인 열개(裂開;Rift) 경계로 간주되고 있으며, 동서로 열리는(Rifting) 운동은 북동-남서 방향 또는 북서-남동 방향 주향 이동 단층 운동을 일으킬 수 있다. 서해 지진은 주향 이동 단층의 운동일 가능성이 높으며, 서해에서 (주기는 매우 길겠지만) 큰 지진이 발생할 가능성이 있다. 특히 아무르판의 서측 경계가 보고된 것과 같이 실질적으로 동경 125~126°사이에 존재한다면 지질 재해의 가장 주요한 요인 중의 하나가 될 가능성이 있다.
하나 특기할 사항은 서해에서 발생하는 지진의 발진기구가 주향 이동 단층 운동이라면 이러한 지진에 의해서 지진 해일이 만들어질 가능성은 거의 없다. 역단층이나 정단층 또는 수직 운동에 의해 해수를 대규모로 위아래로 움직여야 지진 해일이 생길 수 있는데 주향 이동 단층의 운동에는 이러한 효과를 기대할 수는 없다. 2021년 규모 4.0의 군산 어청도 해역 지진은 북서-남동 또는 북북동-남남서 방향의 주향 이동 단층 운동에 의해 발생된 것으로 분석되었다.
최근의 연구는 아무리아판이 약 500만년전부터 동북동 방향으로 운동하면서 우리나라와 그 주변의 지체구조적 변형을 일으키고 있음을 제시하고 있다. 아무리아판은 유라시아판 및 오호츠크판과 경계를 이루고 있으며 한반도를 중심으로 발달해 있다. 일부에서는 아무리아판의 동쪽 경계가 동해의 일본쪽 주변부로서 여기에서 아무리아판이 일본열도 아래로 섭입한다고 해석하고 있다. 이에 반해 아무리아판의 서쪽 경계는 서해를 지나고 있다고 해석하지만 이를 직접 구명하지 못하고 있다. 따라서 서해에서 아무리아판의 경계를 구명하고 판경계에서의 지구조운동을 정확히 해석하는 것은 서해 지체구조연구의 중요한 과제가 될 수 있다.— 서해 해역의 지진지체구조 및 단층활동 특성조사연구 (2014)

최근에 발생한 백령도와 태안지진의 진앙을 표시했을 때 리프팅에 의해 맨틀이 융기되고 단층대가 형성된 경기만 내 해역에서 발생했을 것으로 해석된다. 2013, 2014년에 발생한 백령도지진과 격렬비도 지진의 위치인데 맨틀이 융기한 것으로 보이는 이상대와 일치하며 이것은 리프팅(rifting)에 의한 구조가 있음을 지시한다— 한반도 주변해역 해저단층분포도 제작을 위한 기획연구 (2014)

과거 서해에서 발생한 지진들의 진앙은 모두 남-북 방향의 분포를 보이고 있으며, 따라서 지진의 진앙이 아무르판의 경계에 놓여있거나 인접하고 있을 가능성이 높다.

### 해역 지진 통계
동해, 서해 모두 지진이 빈번하지만 모든 해역에서 지진이 활발한 것은 아니고, 아래쪽의 통계에서 보듯이 지진 발생 횟수가 비정상적으로 높은 곳은 몇 군데에 한정되어 있다.
서해에서 지진이 활발한 대표적인 해역으로는 신안군이 있다. 신안군은 규모 4.9에 달하는 대규모 지진이 1978년부터 2020년까지 3차례나 발생했으며, 규모 3.0이상의 지진만도 16회나 발생했다. 대표적인 것으로는 2013년 신안 해역 지진 등이 있는데, 흑산도에서 101km나 떨어진 해역에서 발생해 피해는 없었다. 가장 심한 곳은 백령도인데, 1978년부터 2021년 12월 현재까지 미소지진을 포함 무려 207회나 발생했다. 이는 다른 해역과 비교해 보아도 비정상적으로 높은 수치이다. 가장 큰 규모의 지진은 2003년의 규모 5.0의 지진이었다. 규모 2.0 이상의 지진은 74회, 규모 3.0 이상 지진은 28회 발생했다.
대한민국 기상청에 따르면, 1978년부터 2021년까지 규모 0 이상의 지진 중 해안 지역과 해역에서 발생한 지진은 다음과 같다.
- (■): 50회 이상
- (■): 100회 이상
- (■): 규모 4.5 이상 대규모 지진 발생지역 (역사지진 포함)

| 서해 지역 | 서해 지역 | 지진 발생 횟수 | 지진 최대 규모 | 동해 지역 | 동해 지역 | 지진 발생 횟수 | 지진 최대 규모 |
| --------- | --------- | -------------- | -------------- | --------- | --------- | -------------- | -------------- |
|           | 백령도    | 207            | 5.0            |           | 고성군    | 21             | 2.9            |
|           |           |                |                |           | 고성군    | 21             | 2.9            |
|           | 인천      | 296            | 5.0            |           | 속초시    | 24             | 4.2            |
|           |           |                |                |           | 속초시    | 24             | 4.2            |
|           | 태안군    | 109            | 5.1            |           | 양양군    | 10             | 2.3/7.5        |
|           |           |                |                |           | 양양군    | 10             | 2.3/7.5        |
|           | 보령시    | 64             | 3.5            |           | 강릉시    | 17             | 3.1            |
|           | 서천군    | 20             | 2.0            |           | 동해시    | 51             | 4.3            |
|           | 군산시    | 77             | 3.9            |           | 삼척시    | 83             | 3.7            |
|           | 부안군    | 42             | 3.6            |           | 울진군    | 78             | 5.2            |
|           | 부안군    | 42             | 3.6            |           |           |                |                |
|           | 고창군    | 14             | 2.9            |           | 영덕군    | 199            | 3.7            |
|           | 영광군    | 39             | 3.4            |           | 포항시    | 921/41         | 5.4            |
|           | 신안군    | 151            | 5.0            |           | 경주시    | 3642/21        | 5.8            |
|           |           |                |                |           | 경주시    | 3642/21        | 5.8            |
|           | 해남군    | 76             | 3.1            |           | 울산시    | 156            | 5.0/7.4        |
|           | 진도군    | 16             | 3.6            |           | 부산시    | 26             | 4.2            |
|           | 제주도    | 226            | 4.9            |           | 울릉군    | 12             | 3.7            |
|           |           |                |                |           | 울릉군    | 12             | 3.7            |
| 합계      | 합계      |                | -              | 합계      | 합계      |                | -              |

### 충청도와 옥천 습곡대

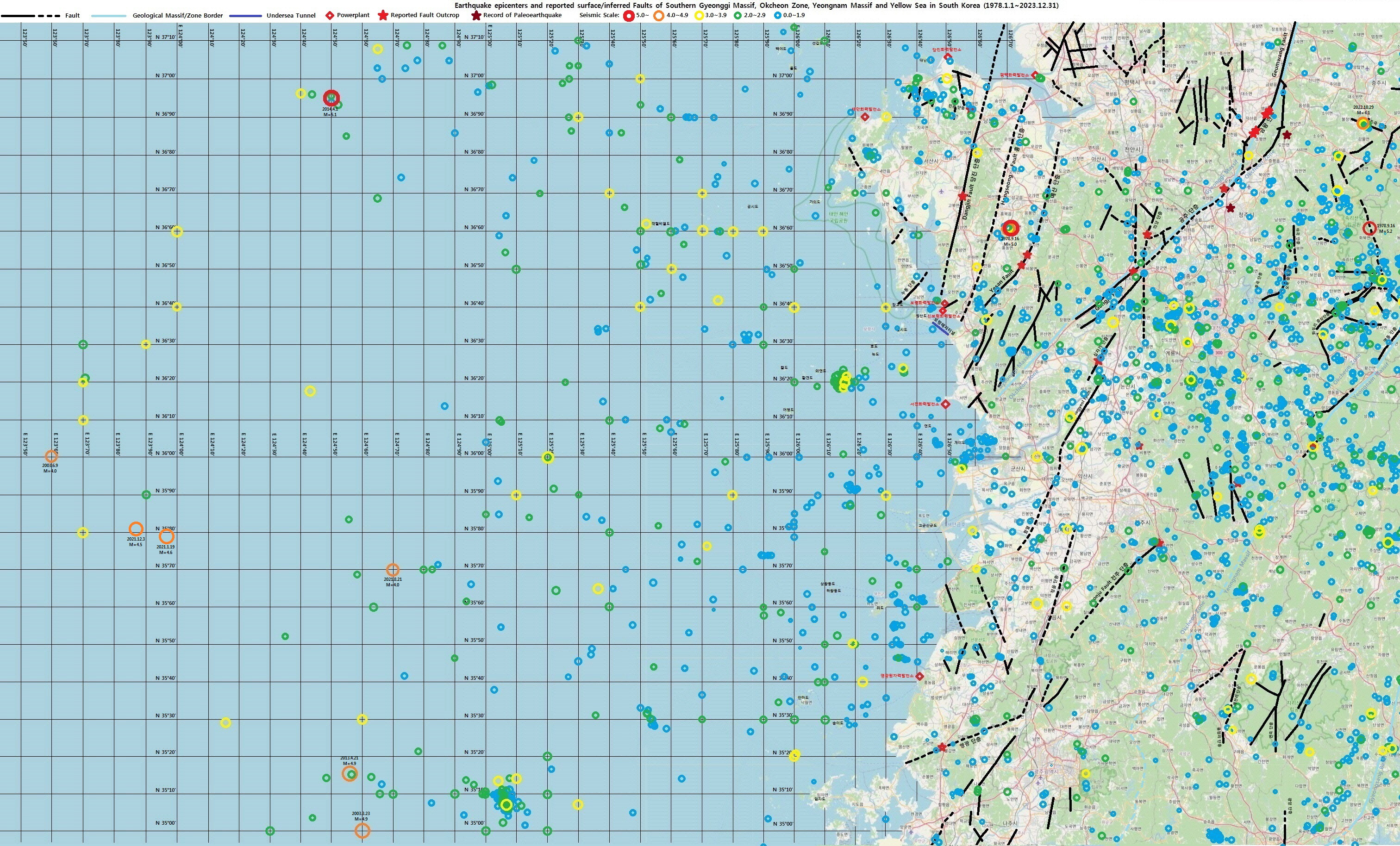
옥천대 중부 및 경기 지괴 남부 지역에서 발생한 지진의 진앙(1978-2021)과 지질
그림 가운데의 공주 단층을 기준으로 그 북서쪽은 경기 지괴, 남동쪽은 옥천 습곡대에 해당한다.
주요 단층 : 공주 단층, 금왕 단층, 의당 단층, 당진 단층, 홍성 단층, 예산 단층, 십자가 단층, 함열 단층 등

옥천대(沃川帶; Okcheon belt) 또는 옥천 습곡대(Okcheon folded Zone)는 한반도 중·남부 지역에 북동-남서 방향으로 발달하고 남동쪽 영남 지괴와 북서쪽 경기 지괴 사이에 자리잡고 있으며 고생대에 형성된 지괴(地塊; 땅덩어리)이다. 지리적으로 강원도 평창군에서 영월군, 단양군, 충주시, 괴산군, 옥천군 등을 지나 전라남도 남서부 지역까지 이어지고, 충청북도, 충청남도 남동부, 대전 및 세종특별자치시 등을 포함한다. 제천시와 문경시를 잇는 선을 경계로 북동쪽의 옥천 비변성대(non-metamorphosed zone/neogeosynclinal zone, 태백산 분지)와 남서쪽의 옥천 변성대(metamorphosed zone/paleogeosynclinal zone)로 나누어진다.
옥천 습곡대 서부 및 경기 지괴 남서부에 해당하는 대한민국 중부 및 서부지역은 상대적으로 지진 활동이 활발한 지역에 해당한다. 옥천대는 내부의 소지괴 간 경계가 변환 단층이기 때문에 에너지가 모이면 지진이 발생할 수밖에 없는 구조로서 지진이 자주 발생하는 것으로 추정되며, 한국지질자원연구원이 2012년 발간한 보고서에 따르면 대전ㆍ충청권에 공주 단층, 십자가 단층, 당진 단층, 홍성 단층, 의당 단층, 예산 단층 등 활성단층 6개가 존재하는 것으로 나타났다. 옥천 습곡대에서 발생한 주요 지진으로는 1978년의 속리산 지진(M=5.0), 1996년 영월 지진(M=3.5), 2015년 익산 지진(M=3.9) 그리고 2022년 괴산 지진(M=4.1) 등이 있다. 이기화 등(1988, 1993)은 옥천대 내에는 북동 0~40°, 북서 0~30°및 80~90°방향의 지체 구조선(tectonic lineament)이 우세하게 발달하고, 북동부의 옥천 비변성대보다 남서쪽의 옥천 변성대에서 더 많은 지진이 발생하며 많은 수의 지진이 옥천대 중부 지역에 집중되어 있으며 이는 해당 지역의 지각이 심하게 파쇄되어 있다는 것을 나타낸다고 설명하였다. 또한 역사 지진과 계기 지진은 옥천대의 지진 활동이 인접한 경기 지괴와 영남 지괴보다 높음을 보여주며, 특히 옥천대의 남동부 영남 지괴와의 경계에서 지진이 밀집된 지진대가 나타나고 이는 두 지괴 간의 경계가 활성 단층대임을 나타낸다고 설명한 바 있다. 옥천대의 남동부 경계는 문경시에서 상주시, 영동군을 거쳐 전라남도로 이어지며, 이중 상주시와 문경시는 현재까지도 지진이 활발한 지역에 해당한다. 옥천 습곡대에서는 관측년도에 관계없이 오래전부터 지진이 다발적으로 발생하고 있으며, 이는 이 습곡대 내부의 복잡한 지체구조와 연관되어 있는 것으로 생각된다.
(역사 지진) 북측의 경기 육괴와의 경계선인 공주단층선의 서천과 전의 남쪽과의 구간과 그리고 남쪽의 영남 육괴와의 경계선인 단층선상에서 속리산 동쪽 지점으로부터 남서쪽으로 내려 감에 따라 영동을 지나 무주에 도달하는 구간과 무주에서 서쪽으로 지체구의 경계선에서 갈라져 나온 단층선상에서 용담을 지나 태인 남쪽 지점에 이르는 구간에 의하여 본 구역의 북측과 남측이 각각 경계 지워졌다. 태백-옥천대의 양쪽의 지체 경계선의 방향은 북동 방향이며 양 경계면인 단층면상에서 강·중·약진들이 발생하였다....지진이 발생한 구조선(lineament)은 태백-옥천대의 양측 경계선 뿐만 아니라 구조대 내에 발달한 비교적 짧은 단층선 예컨대 전북의 임피, 함열, 충남의 아산을 연결한 북동 방향의 단층선(함열 단층과 공주 단층)과 충남의 진산과 충복의 옥천·보은 근처를 지나는 동북 방향의 단층선들을 비롯하여 지도에 기입 안된 많은 미확인 단층과 지하의 매복 단층들이라고 생각된다.

(계기 지진 자료분석) 태백산-옥천대에서는 비교적 많은 지진이 발생하였으며, 이 대(帶)의 방향인 NE-SW (북동-남서) 방향으로 분포함을 볼 수 있다. 특히 이 대 남서부 대전 근방에서 많은 지진들이 발생하였으며, 이들은 이 지역을 통과하는 단층 혹은 경기 육괴와 태백산-옥천대의 경계와 연관되리라 생각된다.— 한반도의 지진활동에 관한 연구

진앙의 분포는 옥천대와 경기 지괴 등 주위 지체 구조와의 경계들을 따라 발생하면서 옥천대 내에 집중되어 전체적으로 북동-남서 방향을 나타낸다. 한반도 남부 지역에서는 옥천 습곡대가 그 남쪽의 영남 육괴와 태백산 분지와 접하는 부분에서 다수의 지진 밀집지역이 나타나고 있다. 강원 영월군과 삼척시, 경북 상주시, 충남 논산시 등의 지진 밀집대는 옥천습곡대 내에 위치하며, 경북 상주시와 성주군의 경우에는 영남 육괴와 옥천대 태백산 분지의 지체구조 경계선이 지나는 지역이다. 특히 남서부 대전광역시 근방에서도 많은 지진이 발생하였으며, 이들은 이 지역을 지나는 단층 혹은 경기 육괴와 옥천대의 경계와 연관되리라 생각된다.
이기화(1993) 등은 옥천대의 지진 데이터를 분석한 결과 옥천대와 영남 육괴와의 경계부를 북위 36도 및 37.2도를 기준으로 북부, 중부, 남부로 나누고, 남부 구역의 이동률은 1.112mm/yr인데 이는 판 경계 부위에 위치한 판 내부(intraplate) 활성단층에 해당하고, 중부와 북부의 이동률은 각각 0.021mm/yr과 0.042mm/yr인데 이는 판 중앙부에 위치한 판 내부 활성단층에 속한다고 보았다.
대전광역시의 지진과 유성 선구조
단층으로 확인되지는 않았으나 단층의 가능성을 완전히 배제할 수는 없는 가칭 유성 선구조(Yuseong lineament)는 화강암이 넓게 분포하는 지역에 동-서 방향으로 뚜렷한 선구조(lineament)를 형성하고 있다. 단층의 증거는 없으나 부분적으로는 관입 맥암이 선구조를 관통하지 못하는 경우도 있어 단층의 가능성을 암시하고 있다. 이 선구조를 따라 하천이 발달하여 두꺼운 충적층이 퇴적되고 있어 기반암 확인은 불가능하고, 따라서 단층의 존재도 쉽게 확인되지 않는다. 기상청이 지진을 관측하기 시작한 1978년 이후 대전지역에서 규모 2.0 이상의 지진이 발생한 건수는 총 11건에 달한다. 1994년과 1998년에는 유성구에서 각각 규모 3.4와 3.5의 지진이 발생했으며, 2006년 서구에서는 2.9 지진이 일어났다. 잇따른 대전 및 충청권 지역의 지진을 두고 한국지질자원연구원은 "한반도 지진 환경이 변화하고 있는 증거"로 분석하기도 했다.
2022년 괴산 지진
2022년 괴산 지진이 발생한 이후 한국지질자원연구원의 조사 결과, 진앙에서 8km 이상 이어진 이 계곡에서 단층이 확인되었다. 연구진은 이곳의 단층이 괴산 지진을 일으킨 단층 중 하나로 강력히 의심된다고 설명했다. 하늘에서 바라본 단층은 서북서-동남동 방향이고 단층의 길이는 7 km가 넘는 것으로 나타났다.

### 영남 지괴

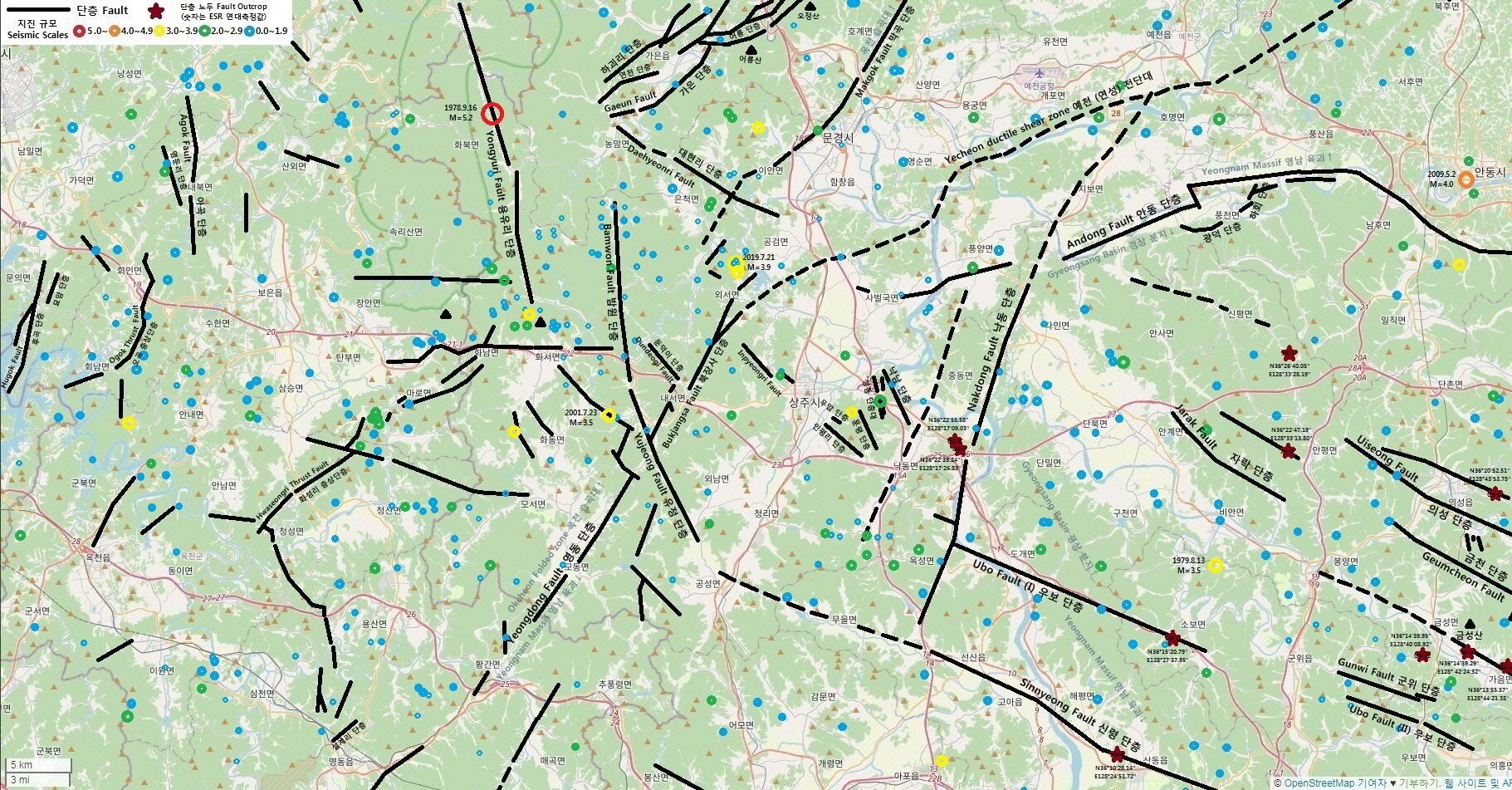
상주시의 지질과 지진
영남 지괴 중부에 위치한 상주시에는 많은 단층이 지나며, 상주시 내에 서부의 옥천 습곡대와 동부의 경상 분지와의 경계를 모두 포함하고 있어 이 지역에서 영남 지괴의 폭이 가장 좁다. 오른쪽에 경상 분지가 영남 지괴 쪽으로 튀어나온 돌출부의 서쪽 끝 부분이 보인다. 이 돌출부에 의해 영남 지괴는 북동부의 태백산 구역과 남서부의 지리산 구역으로 나누어진다. 이 돌출부는 안동 단층의 서쪽 연장으로 야기된 것이다.
주요 단층 : 안동 단층, 영동 단층, 낙동 단층, 가음 단층대

선캄브리아기 암석으로 구성된 영남 육괴는 그 북서부의 옥천대와 남동부의 경상 분지 사이에서 북동-남서 방향으로 발달하며, 지리적으로 울진군에서 영주시, 예천군, 상주시, 김천시, 거창군, 지리산 등을 지나 광양시, 순천시까지 이어진다. 이 지역은 오래 전부터 지진이 활발함이 알려졌다. 이기화 등은 1980년 성주, 선산, 상주의 강진들이 영남 육괴 남동부의 경상 분지와의 지체구조 경계선과 일치하는 단층면에서 발생하였고, 김천, 문경 등지의 지진들은 하동군에서 시작하여 거창을 지나온 북북동 주향의 (추정) 단층선에서 발생하였다고 언급하였다. 1989년의 보고에서는 영남 지괴의 중부 지역과 그 남부인 경상 분지와의 경계 지역이 지괴 내에서 지진 활동이 높으며, 지진 활동이 영남 지괴 내에 존재하는 다수의 단층 및 높은 지체 구조선(lineament)의 밀도와 연관된다고 설명했다. 1세기부터 1984년까지, 영남 지괴에서 15회의 진도 VII 이상의 파괴적인 지진을 포함한 240회의 지진이 발생한 것으로 보고되었으며, 그 원인은 한반도에 작용하는 동-서 방향의 응력으로 인해 중생대에 형성된 영남 지괴 내부의 단층이 지진을 일으키면서 파열되며 발생하는 것으로 보인다. 지진은 특히 경상북도 상주시와 안동시 일대에 존재하는, 경상 분지가 영남 지괴 쪽으로 튀어나온 돌출부에서 높은 빈도를 보인다.
1. 상주시
경상북도 상주시는 영남 지괴 중앙부에 위치하며 영남 지괴에서도 지진이 가장 활발한 곳이다. 이 지역에서 1978년 규모 5.0의 속리산 지진이, 2019년 규모 3.9의 지진이 발생했으며 그 외에도 미소 지진을 포함한 크고 작은 지진들이 1978년 이후 2021년까지 무려 117회나 발생했다. 이는 인접한 지역인 김천시(84회)나 문경시(56회), 의성군(45회)에서 같은 기간 발생한 지진에 비해 매우 높은 수치이다. 기상청은 2019년의 상주 지진이 응력이 작용함에 따라 지하의 단층이 움직여 발생한 지진이라고 설명했다. 상주시 일대에는 상당수의 단층이 분포함이 이미 알려졌으며, 상주시 일부 지역에서 소규모 지진이 집중적으로 발생하는 곳이 존재하며 이는 지표에 드러나지 않은 지하 단층의 존재 가능성을 시사한다.
강기훈(2021)은 낙동, 상주, 옥산동 지질도폭 지역에서 진앙의 분포와 지질 분석을 바탕으로 지표 단층들과 단열계에 대한 야외 지질조사를 수행하여 진앙의 분포와 이들 단층들 사이의 상관관계를 고찰하였다. 낙동 지역에서 노두 규모의 단층들은 (북)북동 이외에 동북동과 (서)북서 방향의 단층들이 발달하고, 북서~서북서 방향의 단층은 진앙분포의 선상구조 방향과 일치한다. 낙동 지역 북북동 방향과 북서 방향의 불연속면은 한반도의 현생 동북동-서남서 방향의 압축 응력장 하에서 활동 가능성이 가장 높은 것으로 추정되었고, 이들 방향은 한국의 지진들의 일반적인 단층 면해의 단층방향과도 일치한다.
2. 안동시
경상북도 안동시 또한 높은 지진 빈도를 보이는 곳이다. 1978년부터 2021년까지 미소 지진 포함 총 88회의 지진이 발생했으며, 이중 가장 큰 규모는 2009년의 규모 4.0의 지진이었다. 안동 단층은 이 지진의 진앙지에서 남서로 5km 거리에 있으며, 안동 단층이 북북동으로 경사하는 역단층이라는 점, 해당 지역이 경상 분지와 영남 지괴와의 지체구조 경계 지역이라는 점 등을 고려하면 안동 단층의 단층면에서 지진이 발생했을 가능성도 있다. 진앙은 정확히 북위 36.5562°, 동경 128.7122°이며, 진원 깊이는 10km, 단층 면해 분석 결과 역단층 성분을 포함한 주향이동단층 특성을 보이고 주응력 방향은 동북동-서남서 방향(북동 70°방향)이다. 안동시는 상주시와 마찬가지로 안동 단층을 비롯한 수많은 단층이 존재하는 곳이다.
3. 지리산과 구례군-광양시 지역
지리산-광양시 지역도 주목할 만한 지역이다. 이 지역도 모두 영남 지괴에 포함되는데, 광양시에는 1989년 광양도폭에서 보고된 남-북 주향의 광양 단층이, 지리산 지역에는 1970년 화개도폭에서 보고된 남-북 주향의 연곡 단층이 존재한다. 지질도 상으로 광양 단층은 광양시 옥룡면에서 광양읍 용강리와 초남리를 지나며 여수시까지, 연곡 단층은 남원시 산내면에서 지리산 중앙부를 지나 구례군 간전면까지 이어진다. 광양도폭 설명서에 따르면 광양 단층은 북쪽의 하동도폭(1989) 지역으로도 일부 연장됨이 확인된다. 특히, 더 위쪽(약 20 km)의 화개도폭과 운봉도폭(1964)에서는 광양 단층의 북쪽 연장선상에 연곡 단층을 위시한 일련의 남-북 또는 북북동 주향의 단층이 발달되어 있으며, 이중 화개도폭에서는 남-북 주향의 단층이 연곡 단층이라 명명되어 있고, 따라서 광양 단층은 연곡 단층의 남쪽 연장일 것으로 보이며 이들은 중생대에 발달한 남-북 주향의 규모가 큰 단층의 일부일 것으로 생각된다고 언급되었다. 이러한 설명으로 보아, 광양 단층과 연곡 단층은 각 지역에 고립된 소규모의 단층이 아닌 서로 이어지는 하나의 대규모 단층일 가능성이 있다.
The stress fields over the Korean Peninsula is nearly compressive in the E-W direction. This E-W trending compression appears to have been rupturing some of the faults of the Ryeongnam Massif formed mostly during the Mesozoic Orogenies, generating earthquakes. Lee et al. (1980) noted a north-south seismic trend north of Kwangyang from analysis of instrumental earthquake data and suggested this trend, which approximately coincides with the inferred N-S striking fault of this area, may indicate the presence of an active fault.
- (번역) 한반도의 이러한 응력장은 거의 동-서 방향의 압축력이다. 이 동-서 방향 압축력은 주로 중생대 조산기에 형성된 영남육괴의 일부 단층을 파열시켜 지진을 발생시킨 것으로 보인다. Lee et al. (1980)은 계기지진자료 분석을 통해 광양 이북에서 남-북 방향인 지진의 경향을 지적하였고, 이 지역의 추정 남-북 방향 단층(광양 단층)과 거의 일치하는 이러한 경향이 활성단층의 존재를 나타낼 수 있음을 시사하였다.— Seismicity of the Korean Peninsula: 5. Seismicity of the Ryeongnam Massif

이들 광양 단층과 연곡 단층은 지진과도 연관이 있어 보인다. 위 논문에서 보듯 광양시의 광양 단층에서 지진이 일부 발생함이 확인되었다. 특히, 지리산 일대 구례군 토지면-하동군 화개면 일대에는 남-북 주향의 연곡 단층 외 3개의 북북동 주향 단층이 존재한다. 1936년 지리산 쌍계사 지진의 진앙지가 알려진 대로 지리산 쌍계사 인근이라면 이들 단층과 관련성을 의심해 볼 수 있다. 연곡 단층은 진앙지인 쌍계사에서 서쪽으로 5.7 km 떨어진 지역을 지난다.
4. 순천시 이상지진역
아래쪽의 표에서 보듯이, 전라남도 지역은 지진 활동이 활발한 곳이 아니다. 그러나 전라남도 남동쪽 끝에 있는 순천시 지역의 경우, 2009년부터 2020년까지 총 64회의 지진이 발생했으며 이는 전라남도의 다른 지역에 비해 매우 높은 수치이다. 이 중 대부분이 규모 2.0 이하의 미소 지진이다. 특히 이 중 상당수의 미소 지진이 순천 서북서쪽 9~11 km 지역(상사호 주변)에서 꾸준히 오랜 기간에 걸쳐 군집되는 형태로 발생되고 있다. 기상청의 국내지진조회 등을 보면 순천시 지역에서 2002년 3월 규모 2.4의 지진이 발생한 이후 2009년 이전까지 별다른 지진 활동은 없는 것처럼 나타난다. 하지만 이것은 해당 논문에서 미소 지진 목록을 2009년부터 활용하였기에 나타나는 결과로 2009년 이전에 미소 지진 활동이 존재하지 않았다고 단정 지을 수 없다. 또한 2017년~2018년 이후 지진의 발생 빈도가 갑자기 증가한 것처럼 나타나는데, 이는 실제로 지진의 발생 빈도의 절대적인 증가보다는 미소 지진 분석에 활용되는 근거리 관측소의 수가 증가했기 때문일 가능성이 높다. 단층면해 분석 결과, 7개의 지진 모두 주향 이동 단층의 특성을 나타내며, 주 응력방향의 위치가 동북동-서남서 방향인 것이 확인되었다. 전반적인 한반도의 주 응력 방향인 동북동-서남서 혹은 동서방향과도 일치한다.
순천시에는 대규모의 단층은 확인되지 않았지만, 1989년 순천도폭에 의하면 순천도폭 내 지역에서 판독된 선구조는 총 188개에 달하며 거의가 북동 방향(50.72%)과 북서 방향(46.28%)이다. 선구조의 대부분은 500 m~2500 m의 연장을 가진다. 빈도도 높고 길이도 긴 북서 10°~북동 20°방향과 북서 80°~동서, 북동 80°~동서의 구조선들은 단층이나 절리와 연관된 것들이 많으며 연장 길이가 긴 구조선들도 거의 같은 방향성을 갖는 것으로 판단된다.

### 영남 지괴 및 옥천대 지역의 지진 정보
다음은 1978년 1월 1일부터 2022년 12월 31일까지 43년간 옥천 습곡대 및 영남 육괴에 해당하는 대한민국 중·서부 지역(강원도, 경기도 동남부, 충청북도, 충청남도, 전라북도, 전라남도)의 규모 0 이상의 지진 발생 횟수를 나타낸 것이다. 지진 발생 횟수는 기상청의 "국내지진 목록", 지체구조 구분은 한국지질자원연구원의 한반도 지체구조도, 단층의 존재 여부는 한국지질자원연구원의 5만 지질도에 따르며, 행정 구역의 변경 등을 고려하지 않았기 때문에 소폭의 오류가 있을 수 있다. 단층 중 볼드체 처리한 것은 연장 50 km 이상의 중·대규모 단층, 기울인 글씨는 ESR 연대 측정 등을 통해 확실하게 활성단층으로 인정된 단층이다.
아래 표를 보면 일부 지역(특히 신안군)은 지진 발생 횟수가 급격히 늘어나는 것처럼 보이나, 이는 실제 지진 발생 횟수가 늘어난 것이 아니라 지진 감지 기술이 발달하고 관측소의 수가 늘어나 감지되는 지진의 수가 늘어난 것이다. 즉 옛날에는 발생해도 감지되지 않았던 규모 2 이하의 미소 지진들이 다수 감지되는 것이다.
- (■): 단층 밀집 지역[266] 또는 활성단층 통과 지역
- (■): 규모 4.5 이상 대규모 지진 발생지역
- 금왕 단층과 공주 단층은 활성단층으로 간주한다. 뒤에 ? 가 붙은 단층은 해당 지역을 지나는지 불분명한 단층이다.

| 지역           | 지역           | 지역           | 지진 발생 횟수 | 지진 발생 횟수 | 지진 발생 횟수 | 지진 발생 횟수 | 지진 발생 횟수 | 지진 발생 횟수 | 지진 발생 횟수 | 지진 최대 규모 | 해당 지역의 단층 존재 여부                                                                      | 소속 지괴           |
| -------------- | -------------- | -------------- | -------------- | -------------- | -------------- | -------------- | -------------- | -------------- | -------------- | -------------- | ----------------------------------------------------------------------------------------------- | ------------------- |
| 도             | 도             | 시·군·구       | 총계           | 규모 3 이상    | 1978-1989      | 1990-1999      | 2000-2009      | 2010-2019      | 2020-2022      | 지진 최대 규모 | 해당 지역의 단층 존재 여부                                                                      | 소속 지괴           |
| 강 원 도       |                | 속초시         | 28             | 2              |                | 4              | 1              | 15             | 8              | 4.2 (해역)     | 미시령 단층, 가야동 단층, 단목령 단층 울릉 단층 (해역)                                          |                     |
| 강 원 도       |                | 인제군         | 9              | 0              |                |                | 1              | 5              | 3              | 2.1            | 대규모 : 인제 단층, 금왕 단층 · 소규모 : 서화 단층, 진부령 단층, 간성 단층, 미시령 단층 등 다수 |                     |
| 강 원 도       |                | 양양군         | 12             | 0              |                |                |                | 8              | 4              | 2.3            | 한계령 단층, 단목령 단층                                                                        |                     |
| 강 원 도       |                | 강릉시         | 18             | 1              | 2              |                |                | 8              | 8              | 3.1            | 오류: 문서 이름이 지정되지 않았음 (help). 진부 (월정사) 단층, 연곡 단층, 임곡 단층              |                     |
| 강 원 도       |                | 평창군         | 9              | 1              |                | 1              | 3              | 2              | 3              | 4.8            | 진부 (월정사) 단층, 평창 스러스트 단층                                                          | 옥천대              |
| 강 원 도       |                |                |                |                |                |                |                |                |                |                |                                                                                                 |                     |
| 강 원 도       |                | 홍천군         | 16             | 0              |                |                |                | 12             | 4              | 1.8            | 금왕 단층, 인제 단층                                                                            |                     |
| 강 원 도       |                | 횡성군         | 5              | 0              |                |                |                | 3              | 2              | 1.8            | 금왕 단층, 안흥 단층, 당골 단층, 강림 단층, 부곡 단층                                           |                     |
| 강 원 도       |                | 원주시         | 7              | 0              |                |                | 1              | 3              | 3              | 2.5            | 금왕 단층, 당골 단층                                                                            |                     |
| 강 원 도       |                | 영월군         | 15             | 0              |                |                | 1              | 6              | 8              | 2.3            | 평창, 마차리, 각동, 공수원 스러스트 단층 등                                                     | 옥천대              |
| 강 원 도       |                | 정선군         | 52             | 6              | 2              | 13             | 8              | 15             | 14             | 4.5            | 단곡 단층 외 다수                                                                               | 옥천대              |
| 강 원 도       |                |                |                |                |                |                |                |                |                |                |                                                                                                 |                     |
| 강 원 도       |                | 태백시         | 13             | 0              |                | 1              | 2              | 8              | 2              | 2.5            | 오십천 단층, 철암 단층 등                                                                       | 옥천대              |
| 강 원 도       |                | 삼척시 지역    | 55/102         | 0              |                | 4              | 1              | 21             | 29             | 2.4            | 오십천 단층, 마읍천 단층, 근덕 단층                                                             | 영남 지괴/옥천대    |
| 강 원 도       |                | 삼척시 해역    | 47/102         | 2              | 1              | 4              | 4              | 22             | 16             | 3.7            | 울릉 단층, 후포 단층                                                                            |                     |
| 강 원 도       |                | 동해시         | 51             | 3              |                |                |                |                |                | 4.3            | 울릉 단층, 후포 단층                                                                            | 옥천대              |
| 경 기 도       | 경 기 도       | 여주시         | 11             | 0              |                |                |                | 7              | 4              | 2.2            | 금왕 단층                                                                                       | 경기 지괴/옥천대    |
| 경 기 도       | 경 기 도       | 이천시         | 4              | 0              |                |                | 1              | 3              |                | 2.2            | 고척 단층                                                                                       | 경기 지괴           |
| 충 청 북 도    | 충 청 북 도    | 단양군         | 14             | 0              |                |                |                | 11             | 3              | 2.0            | 옥동 단층, 각동 단층, 죽령 단층 등                                                              | 옥천대              |
| 충 청 북 도    | 충 청 북 도    | 제천시         | 14             | 0              |                |                |                | 5              | 9              | 2.4            | 당골 단층, 황계덕 단층, 관봉 단층 등                                                            | 옥천대              |
| 충 청 북 도    | 충 청 북 도    | 충주시         | 16             | 0              |                |                | 1              | 11             | 4              | 2.1            | 하천 단층, 인등산 단층                                                                          | 옥천대              |
| 충 청 북 도    | 충 청 북 도    | 괴산군         | 72             | 2              | 2              | 1              | 1              | 19             | 49             | 4.1            | 용유리 단층?, 조곡 단층                                                                         | 옥천대              |
| 충 청 북 도    | 충 청 북 도    | 음성군         | 2              | 0              |                |                |                | 2              |                | 1.0            | 금왕 단층                                                                                       | 경기 지괴/옥천대    |
| 충 청 북 도    | 충 청 북 도    | 진천군         | 4              | 1              | 1              |                |                | 2              | 1              | 3.0            | 금왕 단층, 공주 단층                                                                            | 경기 지괴/옥천대    |
| 충 청 북 도    | 충 청 북 도    | 증평군         | 2              | 0              |                |                |                | 2              |                | 1.0            |                                                                                                 | 옥천대              |
| 충 청 북 도    | 충 청 북 도    | 청주시         | 26             | 0              |                |                |                | 11             | 15             | 1.7            | 공주 단층 (북서부)                                                                              | 옥천대              |
| 충 청 북 도    | 충 청 북 도    | 청원군         | 13             | 0              |                | 1              | 2              | 2              | 8              | 2.4            |                                                                                                 | 옥천대              |
| 충 청 북 도    | 충 청 북 도    | 보은군         | 48             | 0              |                | 3              | 3              | 23             | 19             | 2.5            | 동부에 단층 존재                                                                                | 옥천대              |
| 충 청 북 도    | 충 청 북 도    | 옥천군         | 41             | 1              | 1              | 1              | 1              | 25             | 13             | 3.0            | 이 부분의 본문은 옥천군의 지질 입니다.                                                          | 옥천대              |
| 충 청 북 도    | 충 청 북 도    | 영동군         | 60             | 0              |                | 1              | 4              | 30             | 25             | 2.9            | 영동 단층                                                                                       | 영남 지괴/옥천대    |
| 대 전 광 역 시 | 대 전 광 역 시 | 동구           | 12/55          | 0              |                |                |                | 4              | 8              | 1.6            |                                                                                                 | 옥천대              |
| 대 전 광 역 시 | 대 전 광 역 시 | 대덕구         | 1/55           | 0              |                |                |                |                | 1              | 1.4            |                                                                                                 | 옥천대              |
| 대 전 광 역 시 | 대 전 광 역 시 | 중구           | 7/55           | 0              |                | 2              | 1              | 1              | 3              | 2.7            |                                                                                                 | 옥천대              |
| 대 전 광 역 시 | 대 전 광 역 시 | 서구           | 14/55          | 0              |                |                | 2              | 11             | 1              | 2.9            |                                                                                                 | 옥천대              |
| 대 전 광 역 시 | 대 전 광 역 시 | 유성구         | 21/55          | 2              | 1              | 1              | 2              | 14             | 3              | 3.5            | 유성 선구조?                                                                                    | 옥천대              |
| 세종특별자치시 | 세종특별자치시 | 세종특별자치시 | 12             | 0              |                |                |                | 5              | 7              | 1.5            | 공주 단층, 의당 단층                                                                            | 경기 지괴/옥천대    |
| 충 청 남 도    | 충 청 남 도    | 연기군         | 1              | 0              |                |                | 1              |                |                | 2.0            | 공주 단층, 의당 단층                                                                            | 경기 지괴/옥천대    |
| 충 청 남 도    | 충 청 남 도    | 천안시         | 12             | 0              |                |                | 2              | 7              | 3              | 2.8            | 소규모 단층 존재                                                                                | 경기 지괴           |
| 충 청 남 도    | 충 청 남 도    | 아산시         | 5              | 0              |                |                |                | 2              | 3              | 2.4            | 예산 단층 (서부)                                                                                | 경기 지괴           |
| 충 청 남 도    | 충 청 남 도    | 당진시         | 25             | 1              |                | 1              | 3              | 11             | 10             | 3.6            | 당진 단층, 홍성 단층, 대호 단층, 진관 단층 등                                                   | 경기 지괴           |
| 충 청 남 도    | 충 청 남 도    | 서산시         | 22             | 1              | 2              | 1              |                | 10             | 9              | 3.2            | 당진 단층                                                                                       | 경기 지괴           |
| 충 청 남 도    | 충 청 남 도    | 태안군 지역    | 24/138         | 1              | 1              |                | 3              | 3              | 17             | 3.5            | 누동 단층 (안면도)                                                                              | 경기 지괴           |
| 충 청 남 도    | 충 청 남 도    | 태안군 해역    | 114/138        | 22             | 9              | 14             | 10             | 54             | 27             | 5.1            |                                                                                                 | 경기 지괴           |
| 충 청 남 도    | 충 청 남 도    | 예산군         | 11             | 0              |                | 1              | 1              | 4              | 5              | 2.6            | 예산 단층                                                                                       | 경기 지괴           |
| 충 청 남 도    | 충 청 남 도    | 홍성군         | 11             | 4              | 5              | 1              | 1              | 2              | 2              | 5.0            | 당진 단층, 홍성 단층                                                                            | 경기 지괴           |
| 충 청 남 도    | 충 청 남 도    | 보령시 지역    | 23/69          | 1              |                |                |                | 16             | 7              | 3.5            | 당진 단층, 홍성 단층의 연장                                                                     | 경기 지괴           |
| 충 청 남 도    | 충 청 남 도    | 보령시 해역    | 46/69          | 5              |                |                | 1              | 40             | 5              | 3.5            |                                                                                                 | 경기 지괴           |
| 충 청 남 도    | 충 청 남 도    | 청양군         | 14             | 0              |                |                | 1              | 3              | 10             | 2.2            | 공주 단층 (남동부)                                                                              | 경기 지괴/옥천대    |
| 충 청 남 도    | 충 청 남 도    | 공주시         | 72             | 2              |                | 1              | 3              | 47             | 21             | 3.4            | 공주 단층, 의당 단층, 계룡산 단층                                                               | 경기 지괴/옥천대    |
| 충 청 남 도    | 충 청 남 도    | 논산시         | 56             | 2              | 1              | 3              | 7              | 25             | 20             | 3.0            | 계룡산 단층                                                                                     | 옥천대              |
| 충 청 남 도    | 충 청 남 도    | 계룡시         | 1              | 0              |                |                |                | 1              |                | 1.2            |                                                                                                 | 옥천대              |
| 충 청 남 도    | 충 청 남 도    | 금산군         | 64             | 1              | 1              |                | 3              | 36             | 24             | 3.1            | 확인된 단층 없음                                                                                | 옥천대              |
| 충 청 남 도    | 충 청 남 도    | 부여군         | 28             | 0              |                | 1              |                | 7              | 20             | 2.4            | 십자가 단층                                                                                     | 경기 지괴/옥천대    |
| 충 청 남 도    | 충 청 남 도    | 서천군         | 36             | 0              |                |                | 2              | 18             | 16             | 2.0            |                                                                                                 | 경기 지괴/옥천대    |
| 전 라 북 도    | 전 라 북 도    | 군산시 지역    | 11/77          | 1              |                |                |                |                |                | 3.5            | 함열 단층, 군산시내 통과 단층                                                                   | 옥천대              |
| 전 라 북 도    | 전 라 북 도    | 군산시 해역    | 66/77          | 9              |                |                |                |                |                | 4.0            |                                                                                                 | 옥천대              |
| 전 라 북 도    | 전 라 북 도    | 익산시         | 18             | 2              |                | 2              | 1              | 12             | 3              | 3.9            | 함열 단층                                                                                       | 옥천대              |
| 전 라 북 도    | 전 라 북 도    | 김제시         | 13             | 1              |                | 1              |                | 4              | 8              | 3.3            | 함열 단층, 정읍 단층                                                                            | 옥천대              |
| 전 라 북 도    | 전 라 북 도    | 전주시         | 3              | 0              |                | 1              |                | 1              | 2              | 2.8            | 전주 단층                                                                                       | 옥천대              |
| 전 라 북 도    | 전 라 북 도    | 완주군         | 28             | 0              |                | 1              | 1              | 14             | 12             | 2.8            | 전주 단층, 구이 단층                                                                            | 옥천대              |
| 전 라 북 도    | 전 라 북 도    | 무주군         | 32             | 1              |                | 1              | 2              | 21             | 8              | 3.9            | 북동 주향의 단층 존재                                                                           | 영남 지괴/옥천대    |
| 전 라 북 도    | 전 라 북 도    | 진안군         | 55             | 1              |                |                | 3              | 19             | 33             | 3.3            | 광주 단층                                                                                       | 영남 지괴/옥천대    |
| 전 라 북 도    | 전 라 북 도    | 장수군         | 27             | 0              |                |                | 1              | 12             | 14             | 2.8            |                                                                                                 | 영남 지괴           |
| 전 라 북 도    | 전 라 북 도    | 임실군         | 7              | 0              |                |                |                | 5              | 2              | 1.6            | 광주 단층                                                                                       | 옥천대              |
| 전 라 북 도    | 전 라 북 도    | 정읍시         | 8              | 2              | 1              | 2              | 2              | 2              | 1              | 3.9            | 정읍 단층                                                                                       | 옥천대              |
| 전 라 북 도    | 전 라 북 도    | 부안군 지역    | 12/46          | 1              |                |                | 1              | 8              | 3              | 3.0            | 함열 단층, 반월 단층, 종암 단층 외 다수                                                         | 옥천대              |
| 전 라 북 도    | 전 라 북 도    | 부안군 해역    | 34/46          | 1              |                | 1              | 9              | 20             | 4              | 3.6            |                                                                                                 | 옥천대              |
| 전 라 북 도    | 전 라 북 도    | 고창군         | 24             | 0              |                | 1              |                | 10             | 13             | 2.9            | 이 부분의 본문은 고창군의 지질 입니다.                                                          | 옥천대              |
| 전 라 북 도    | 전 라 북 도    | 순창군         | 4              | 0              |                |                |                | 3              | 1              | 2.1            | 광주 단층?                                                                                      | 옥천대              |
| 전 라 북 도    | 전 라 북 도    | 남원시         | 6              | 1              | 1              |                | 2              |                | 3              | 3.5            | 연곡 단층 등                                                                                    | 영남 지괴           |
| 광주광역시     | 광주광역시     | 광주광역시     | 17             | 1              | 1              |                |                | 13             | 3              | 3.2            | 광주 단층                                                                                       | 옥천대              |
| 전 라 남 도    | 전 라 남 도    | 영광군 지역    | 9/50           | 0              |                |                | 1              | 3              | 5              | 2.8            | 영광 단층                                                                                       | 옥천대              |
| 전 라 남 도    | 전 라 남 도    | 영광군 해역    | 41/50          | 4              | 1              | 4              | 4              | 14             | 18             | 3.4            |                                                                                                 | 옥천대              |
| 전 라 남 도    | 전 라 남 도    | 장성군         | 4              | 0              |                | 1              |                | 2              | 1              | 2.0            | 전주 단층                                                                                       | 옥천대              |
| 전 라 남 도    | 전 라 남 도    | 담양군         | 3              | 0              |                |                |                | 2              | 1              | 2.3            | 광주 단층?                                                                                      | 옥천대              |
| 전 라 남 도    | 전 라 남 도    | 화순군         | 5              | 0              |                |                | 1              | 1              | 3              | 2.7            | 화순 단층                                                                                       | 옥천대              |
| 전 라 남 도    | 전 라 남 도    | 곡성군         | 9              | 0              |                |                |                | 8              | 1              | 2.0            |                                                                                                 | 영남 지괴           |
| 전 라 남 도    | 전 라 남 도    | 구례군         | 13             | 2              |                |                | 1              | 7              | 5              | 3.2            | 연곡 단층, 용정리 단층 등                                                                       | 영남 지괴           |
| 전 라 남 도    | 전 라 남 도    | 함평군         | 8              | 0              | 1              |                | 1              | 2              | 4              | 2.8            | 전주 단층                                                                                       | 옥천대              |
| 전 라 남 도    | 전 라 남 도    | 나주시         | 1              | 0              | 1              |                |                |                |                | 2.6            | 광주 단층?                                                                                      | 옥천대              |
| 전 라 남 도    | 전 라 남 도    | 무안군         | 5              | 0              |                |                |                | 4              | 1              | 1.9            | 전주 단층                                                                                       | 옥천대              |
| 전 라 남 도    | 전 라 남 도    | 신안군         | 207            | 23             | 1              | 8              | 27             | 62             | 109            | 4.9            | 전주 단층,                                                                                      | 옥천대              |
| 전 라 남 도    | 전 라 남 도    | 목포시         | 3              | 0              |                |                |                | 2              | 1              | 1.8            |                                                                                                 | 옥천대              |
| 전 라 남 도    | 전 라 남 도    | 영암군         | 13             | 0              |                | 1              | 2              | 3              | 7              | 2.3            | 서북서-동남동 주향의 단층 존재                                                                  | 옥천대              |
| 전 라 남 도    | 전 라 남 도    | 진도군         | 19             | 1              | 1              |                |                | 2              | 16             | 3.6            | 확인된 단층 없음                                                                                | 옥천대              |
| 전 라 남 도    | 전 라 남 도    | 해남군         | 77             | 1              |                |                |                |                | 77             | 3.1            | 광주 단층, 전주 단층                                                                            | 옥천대              |
| 전 라 남 도    | 전 라 남 도    | 완도군         | 7              | 1              | 1              |                |                | 6              |                | 3.2            | 확인된 단층 없음                                                                                |                     |
| 전 라 남 도    | 전 라 남 도    | 강진군         | 4              | 0              |                |                |                | 3              | 1              | 1.9            |                                                                                                 | 영남 지괴/옥천대    |
| 전 라 남 도    | 전 라 남 도    | 장흥군         | 12             | 1              |                |                | 2              | 3              | 7              | 3.1            |                                                                                                 |                     |
| 전 라 남 도    | 전 라 남 도    | 보성군         | 22             | 1              |                |                | 3              | 9              | 10             | 3.3            |                                                                                                 | 영남 지괴           |
| 전 라 남 도    | 전 라 남 도    | 고흥군 지역    | 26/45          | 0              |                | 1              | 2              | 13             | 10             | 3.0            |                                                                                                 |                     |
| 전 라 남 도    | 전 라 남 도    | 고흥군 해역    | 19/45          | 1              |                | 1              | 3              | 7              | 8              | 2.9            |                                                                                                 |                     |
| 전 라 남 도    | 전 라 남 도    | 순천시 지역    | 64/69          | 0              |                |                | 1              | 38             | 25             | 2.4            |                                                                                                 | 영남 지괴           |
| 전 라 남 도    | 전 라 남 도    | 순천시 해역    | 5/69           | 0              |                |                |                | 3              | 2              | 1.5            |                                                                                                 |                     |
| 전 라 남 도    | 전 라 남 도    | 여수시 지역    | 5/103          | 0              |                |                |                | 3              | 2              | 2,5            | 광양 단층?                                                                                      | 영남 지괴/경상 분지 |
| 전 라 남 도    | 전 라 남 도    | 여수시 해역    | 98/103         | 4              |                | 1              | 7              | 38             | 52             | 3.7            |                                                                                                 |                     |
| 전 라 남 도    | 전 라 남 도    | 광양시         | 11             | 0              |                |                |                | 4              | 7              | 2.7            | 광양 단층                                                                                       | 영남 지괴/경상 분지 |

### 경상 분지(경상도)

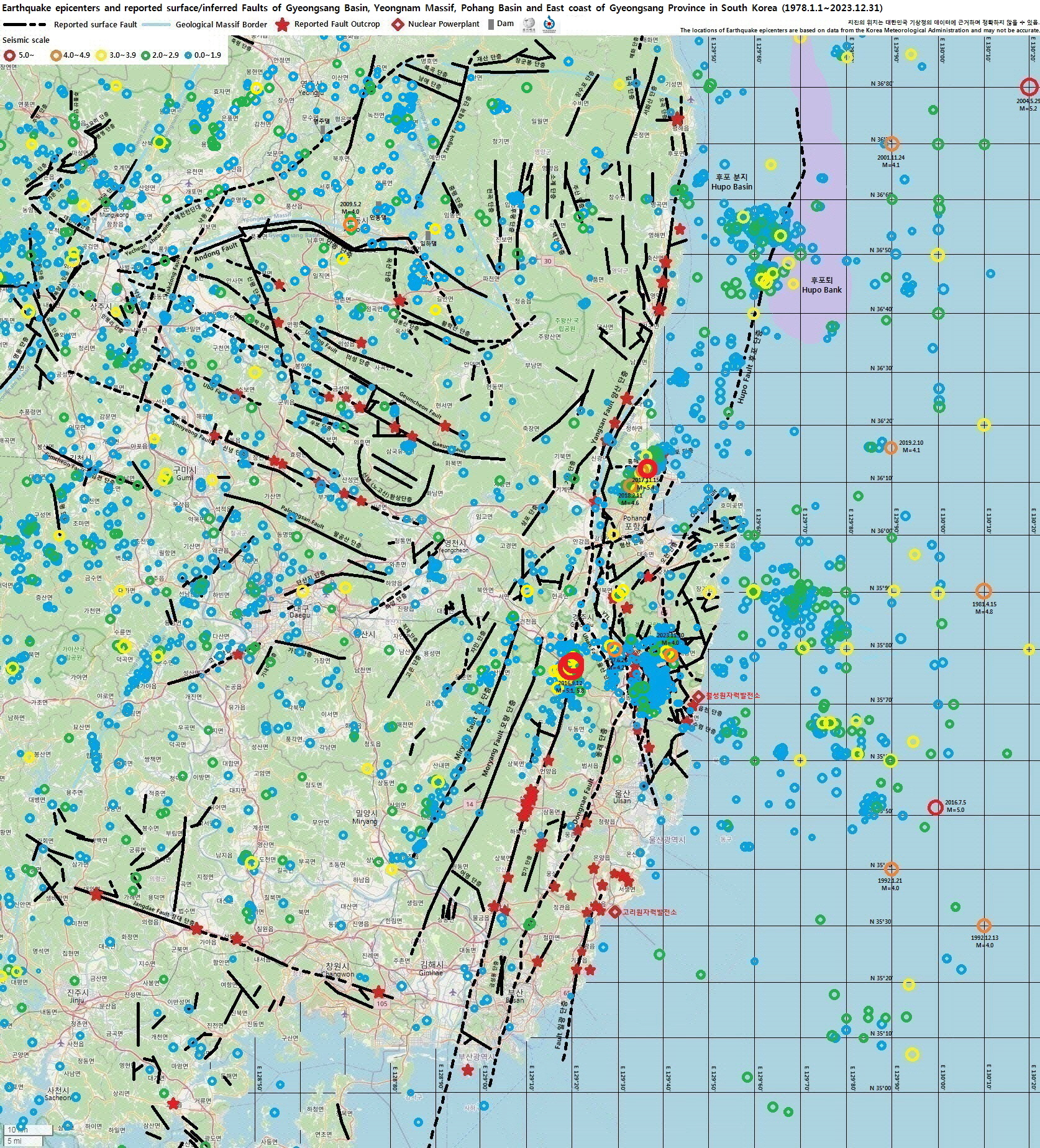
경상 분지 및 영남 지괴 중·북부 지역의 지진(1978-2023)과 지질
주요 단층 : 양산 단층대, 울산 단층대, 가음 단층대. 안동 단층대, 장대 단층, 후포 단층, 읍천 단층, 수렴 단층, 연일구조선, 와읍 분지

한반도 남동부에 분포하는 경상 분지는 중생대에 형성되었으며, 뚜렷한 연장을 보여주고 있는 대규모의 양산 단층대, 울산 단층을 비롯 가음 단층대, 장대 단층, 안동 단층 등 수많은 단층이 분포하고 있다. 역사지진 자료에 근거하여 한반도에서 발생한 역사지진중 최고 진도(MMI = VIII)중 반 이상이 이곳에 집중되어 있고, 지진의 재래주기도 타 지역에 비해 짧은 것으로 나타났다. 경상 분지에서는 진도 V 이상의 역사지진이 총 259회 발생했으며 그 중 진도 VIII 이상의 역사 지진은 총 23회에 달한다. 대표적으로 서기 100년 경주 지진, 123년 경주 지진, 304년 경주 지진, 510년 경주 지진, 779년 경주 지진 등의 진도 VIII 이상 대규모 지진이 삼국사기에 기록되어 있으며, 이들 지진은 경주시를 지나는 양산 단층에서 발생한 것으로 보인다. 최근에도 1997년 경주 지진이 울산 단층, 2016년 경주 지진이 경상 분지 내 양산 단층대 부근에서 발생했다.
경상도 지역에서 지진이 많이 발생한다는 것은 1979년 처음 확인되었다. 당시 서울대학교 지질학과의 정봉일 교수는 삼국시대에서 1907년까지의 역사 지진 기록들을 분석하고 대동강·낙동강·금강·영산강 등의 하안지역에서 지진발생 빈도가 높다고 설명하였다. 특히 비교적 새로운 지층으로 구성된 낙동강 유역은 지진 다발이 확연히 나타나고 있는데, 상주 33회, 성주 28회, 김해 25회, 안동 24회인데 비해 기장 12회, 언양 11회, 울진 7회 등으로 해안은 지진 발생 빈도가 낮은 것으로 나타났다. 이곳에 지진이 자주 발생하는 것은 경상 분지 지역에 분포하는 퇴적암 지층 경상 누층군이 중생대 중기에 형성되었다는 것에 기인한다고 설명하였다.
지진의 진앙은 주로 동해 해역 및 동부 경주시 지역과 서부의 문경-상주지역에 집중되어 있다. 서부에 집중된 지진은 그 서쪽의 영남 지괴와의 지체구조 경계 때문인 것으로 보인다. 동해 연안에서 지진이 많이 발생되는 이유는 해저 단층에 의한 것이라 생각된다. 그 외에 지진이 집중적으로 발생된 지역은 경주-울산을 잇는 울산 단층대, 경주를 중심으로 한 양산 단층대의 50 km 구간, 경주시 양남면, 구룡포, 영덕과 울진, 감포와 평해 앞바다, 대구광역시 근방, 경상 분지 경계 바깥 부분이다. 1990년대의 조사 결과 진앙지 분포는 문경시와 상주시를 중심으로 남남서 방향으로 지리산 동측으로 연장되면서 대략 경상 분지의 서측 경계와 평행한 분포를 보이며 이는 1936년 발생한 지리산 쌍계사 지진의 진앙이 속하는 지역이다. 이들은 현재 진행중인 조구조운동의 결과일 가능성이 높다. 1994년부터 1998년까지 조사 결과 경상 분지 내륙에서 지진이 가장 심했던 지역은 경주시 양남면 석읍리, 석촌리 및 효동리 일대 지역으로 인근인 외동읍 마방리와 개곡리 지역에서 이미 활성단층이 보고된 바 있다. 이 외에 경상 분지 서측의 문경시, 상주시, 김천시 등의 지역에 지진이 집중되었으나 이들은 특정 지질구조와의 관련성을 보이지 않았다.
한반도에서 발생한 지진의 절반 정도가 이 지역에서 발생하였는데, 규모 2.5 이하의 미소 지진은 한반도 전체 지역에 비하여 매우 많이 발생하는 편이지만, 규모가 3.0 이상인 중규모 지진의 횟수는 한반도 전체 지역에 비하여 적다. 이는 활성단층이 많이 분포하는 연구지역의 특성상 응력이 쌓여서 한번에 분출되는 큰 규모의 지진보다 활성단층이나 주변의 미세한 단층들이 미끄러지며 응력이 분산되어 작은 규모의 지진이 많이 발생되는 것으로 추정된다.
경주, 포항, 감포 일대와 평해 일대, 동해안 일대에 지진 에너지 방출량이 상당히 높다는 것을 알 수 있는데, 이는 경상 분지 일대에 발달한 단층과 상당한 연관이 있을 것이라 사료된다. 지진 방출량이 높게 나타나는 지역에는 많은 소규모의 단층들이 분포하고 제4기에 움직였던 단층들과 단층 노두가 많이 나타나는데 이러한 단층들에 의해 오늘날 지진 활동이 일어나고 있고, 앞으로 유발될 지진 활동과도 깊은 연관성이 있을 것이다. 또한 조사된 바에 의하면 동해안의 해저에는 후포 단층이 분포하고 있고, 포항 북부에도 연안을 따라 발달된 단층들이 존재하므로 이러한 단층들과 지진의 발생이 밀접한 관련이 있다고 생각하였다. 또한 경도 130° 부근에서 남북 방향으로 지진의 활동이 활발하게 나타난 것을 보아 해저에 단층의 분포 가능성이 있다는 것을 알 수 있다. 그러나 경도 130° 부근 지역에 대한 상세한 해저 단층의 분포는 알려진 바가 부족하여 앞으로 많은 연구가 필요할 것으로 보인다.— 경상분지 일대의 지진 활동과 단층과의 관계 분석 (2015)

기상청의 실제 지진 자료는, 대구-경북 지역―대부분이 경상 분지에 포함된다―의 지진 발생 횟수가 타 지역보다 높음을 보여준다. 한국의 지진 목록 문서에도 나와 있지만, 2016년과 2017년을 제외하고도 일부를 제외한 거의 모든 연도에서 대구-경북 지역의 지진 발생 횟수가 타 지역보다 높은 것을 알 수 있다. 지진 중에는 2016년 경주 지진과 같이 대규모의 지진도 있지만, 대부분은 소규모 지진이다. 1999년~2015년 연평균 발생 횟수는 5.8회로 한반도 전체 지역에서 가장 발생 횟수가 많은 것으로 나타났다. 다만, 아래 표에서 보듯이 경상 분지 남부에 해당하는 소위 '부울경'(부산-울산-경남) 지역은 울산광역시 해역을 제외하고는 지진이 활발하지 않다. 이는 아마도 이 지역의 단층 밀도가 낮기 때문인 것으로 생각된다. 이 지역에서 단층은 동부의 양산 단층대와 울산 단층대, 장대 단층을 제외하고는 거의 없다.
지진에 의한 피해는 지진의 규모에 따라 크게 좌우되지만, 같은 규모의 지진이라도 천부 지반구조에 따라 크게 변할 수도 있다. 특히 분지의 경우, 지진 에너지가 분지 내에 갇혀 증폭되어 큰 피해를 입는 경우가 흔하다. 경상 분지의 경우 퇴적 분지로 이루어져 있어 다른 지역에 비해 동일 규모의 지진에 대한 위험도가 다른 지역에 비해 높다고 할 수 있다.
경주시와 양산 단층
경주시는 2016년 규모 5.8의 지진이 발생한 곳이며, 양산 단층과 울산 단층 등 대규모 지진이 발생한 곳이다. 최근 연구에 따르면, 양산 단층과 덕천 단층 사이에서 2016년 경주 지진을 유발한 단층이 새로 발견되었다. 이 단층의 이름은 내남 단층으로 깊이 10~16 km 에 있는 소규모 단층인데, 여러 조각으로 쪼개져 복잡한 구조를 띠고 있다. 연구팀은 경상도 부근에 작용하고 있는 힘이 내남 단층이 활동하기에 유리한 방향으로 가해지고 있다며 2016년 지진 규모를 넘는, 최대 규모 6.1의 지진이 발생할 가능성도 있다고 분석했다. 월성원자력발전소는 내남 단층은 약 25 km 떨어져 있으며, 내남 단층에서 규모 6.1의 지진이 발생한다고 가정했을 때 원전에 도달하는 에너지는 0.134g로 월성 원전 내진 설계 0.2g보다는 낮은 수준으로 평가되었다. 따라서 내남 단층에서 규모 6.1의 지진이 난다고 해도 원전 시설에는 무리가 없을 것으로 보인다.
밀양 단층
밀양 단층은 타 단층에 비해 미소 지진이 상당히 많이 발생하는 편이다. 2009년부터 2016년까지 매년 밀양 단층 일대에서 평균 5회의 지진이 발생한 것으로 집계되고 발생 지진이 지표조사로 알려진 밀양 단층의 방향을 따라 선형적인 배열을 보인다. 2013년에는 20회의 지진이 밀양 단층 전역에서 발생하여 지하에 밀양 단층 혹은 아직 알려지지 않은 미지의 활성단층의 존재를 암시한다.
2019년 12월 29일 15시 32분 밀양시 밀양 단층 가까이에서 리히터 규모(ML) 3.5의 지진이 발생하였다. 이후 부산대학교에서 본진 후 발생하는 여진을 정밀 분석하기 위하여 임시지진관측소 개소를 설치하였다. 본진 3일 후인 2020년 1월 1일 여진이 발생했는데, 두 지진의 진앙은 비슷하나 PS시 분석 결과 본진은 지하 19.49 km, 여진은 지하 9.93 km 지점에서 발생한 것으로 분석되어 지진을 발생시킨 단층이 상하로 10 km 이상 연장될 가능성을 지시한다.
부산대학교(2022)는 2016년 경주 지진 이후 부산대학교 지구물리연구실과 원자력안전위원회가 운영한 임시 지진 관측망을활용해 밀양 단층 일대의 지진 활동을 분석하였다. 지진은 특정 깊이에 집중되지 않고 지하 5~20 km 깊이에서 발생하며 지표조사를 통해 확인된 밀양 단층의 서편에서 발생한다. 지진의 분포 특성에 따라 밀양 단층을 남부(S1)와 북부(S2)로 구분하였으며, 전반적으로 지표 조사로 확인된 밀양 단층과 유사한 진원분포가 나타난다.
부산광역시와 울산광역시
울산광역시와 부산광역시는 각각 울산 단층과 양산 단층대가 지나가는 대도시이며, 고리 및 월성원자력발전소 또한 이 지역에 위치한다. 그 중에서도 부산광역시는 특히 위험한 지역인데, 양산 단층대가 지나는 부산광역시는 조선 시대 규모 3~4의 지진이 몇 차례 발생한 바 있으며, 최근까지도 미소 지진이 부산 내륙에서 꾸준히 발생하고 있음이 확인되었고, 이러한 미소 지진의 발생은 지하에 지진을 유발하는 (단층) 구조의 존재 가능성을 의미한다. 부산광역시는 양산 단층과 동래 단층 그리고 일광 단층의 단층선을 따라 도심지가 발달하였고, 무계획적으로 경사지나 매립지가 개발되어 있으며 인구밀도가 높고 노후 건물이 많은 지역이다. 이들 지하 단층에서 중규모 이상의 지진이 발생할 경우 산사태, 연약지반에서의 지반 증폭 효과 등이 동반될 가능성이 크므로 지진에 매우 위험하고 취약한 지역이라 할 수 있다.
울산 단층 동편 지진다발지역

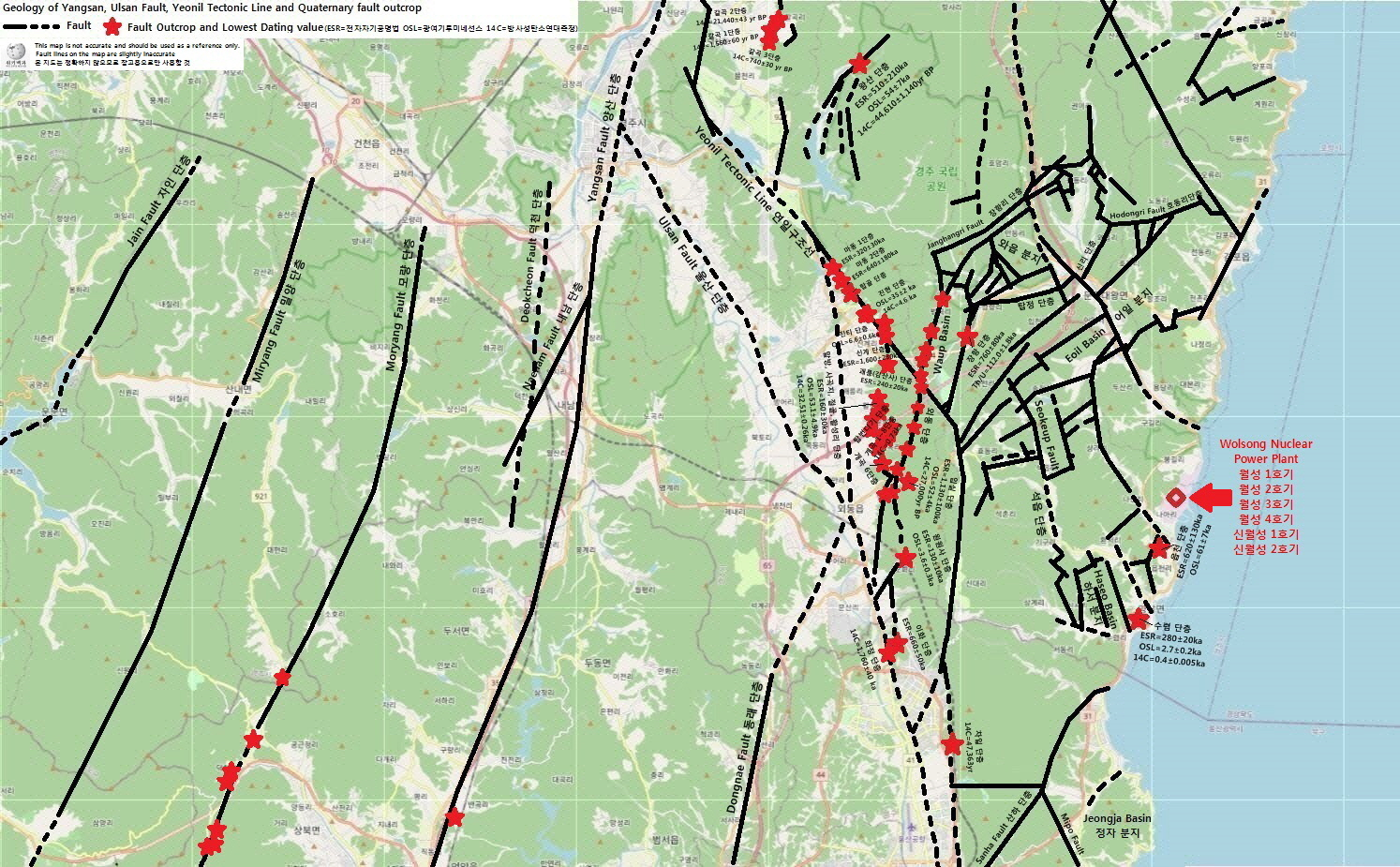

울산 단층은 경주시에서 울산만까지 이어지는 북북서 주향의 단층으로, 울산 단층의 동편에서는 말방, 개곡, 입실, 원원사, 이화, 읍천, 수렴 단층 등 총 27곳의 지점에서 제4기 단층이 발견되었다. 울산 단층의 동편에서는 신생대의 동해 확장 시기 수많은 단층 파쇄대가 형성되었으며, 동해 확장이 끝나고 한반도의 주응력 방향이 압축력으로 바뀌어 동해 확장과 동시에 형성된 많은 수의 정단층과 단층 파쇄대가 재활성화되어 지진이 활발하게 발생하는 것으로 알려져 있다.
경주 미소지진 다발지역 또는 울산단층 동편 지진다발지역은 기상청의 지진 분포를 통해 경주시 문무대왕면과 양남면 일대에 해당하는 북위 35.65~35.84°및 동경 129.3~129.45° 범위에서 꾸준한 지진 발생이 확인되는 지역으로, 지질학적으로는 연일구조선과 울산 단층의 동편에 위치한다.
- 한민희 외(2016, 2017)는 울산 단층 동쪽에서 2010~2014년 사이 미소 지진활동[379]에 대한 분석을 수행하여, 지표조사를 통해 확인된 연일구조선의 남측 분절과, 석읍 단층, 와읍 분지의 경계 단층을 따라 지진이 발생하고 있다는 사실을 밝히고 이곳을 경주 미소지진 다발지역으로 명명하였다. 석읍 단층은 연일구조선 동쪽 4 km 지역에서 연일구조선과 평행하게 달리는 북북서 주향의 단층이다. 311회의 미소 지진을 분석한 결과 지진의 깊이는 연일구조선의 남측 분절에서 8~11 km, 석읍 단층에서 11~12 km, 와읍 분지에서 6~14 km에 이르는 것으로 분석되었다. 그리고 이 지역의 지하에 최소 4개 이상의 지하단층이 존재한다는 사실이 밝혀졌다.[380][381]
- 서우석(2021)은 기상청의 지진 분포를 통해 경주시 문무대왕면과 양남면 일대에(북위 35.65~35.84°및 동경 129.3~129.45° 범위)에서 다수의 미소 지진들이 발생하는 것을 확인하고 이를 울산단층 동편 지진다발지역으로 명명하였다. 이 지역에서 최근 10년(2010~2020) 사이 발생한 최대 규모의 지진은 2014년 발생한 규모 3.5의 지진으로, 현재 발생하는 지진 대부분은 규모 2 이하의 미소 지진이다. 이 지역에서 발생하는 지진활동을 분석한 결과 동쪽으로 갈수록 지진 발생 깊이가 깊어지는 동쪽 경사를 보이며, 이는 신생대 동해 확장 당시 형성된 단층의 경사 방향과 유사하다. 동해 확장 이후 한반도의 응력 방향은 북동-남서 혹은 동-서 방향의 압축력이 우세한 것으로 알려져 있는데, 이는 당시 형성된 동쪽 경사를 가진 단층이 재활되어 현재 지진이 발생하고 있는 것으로 해석된다. 울산 단층 동편 지진다발지역은 대부분이 산지로 사람은 많이 거주하지 않지만, 월성원자력발전소 및 중저준위 방사성 폐기물 처리장이 존재하며 인근에서 대규모 지진이 발생하여 해당 시설에 큰 피해가 발생한다면 되돌릴 수 없는 피해가 예상된다.[382]
- 2023년 경주 지진은 이 '울산단층 동편 지진다발지역'에서 발생하였다. 해당 문서 참조.

경상도 북부 (영양군)
1978년 이후 영남권 북부 영역에서 발생된 규모 3.0 이상 진앙 분포지는 안동 단층, 예천전단대, 옥천대와 영남 육괴와의 경계 단층 등 동-서 내지 북북동 방향의 단층을 따라 인지된다. 특히 미소지진이 발생하는 영양군 입암면 지역에서는 남-북~북북동 및 북동, 동북동 주향의 단층들이 다수 발달한다. 미소지진 진앙 자료로부터 분석한 입암면 지역의 선상구조(lineament) 및 단열(斷列)은 남-북~북북동, 북서 방향이며, 이들 방향은 현생 응력장의 영향 하에 활동하고 있을 가능성이 가장 높은 것으로 분석되었다.
경상 분지에서 발생한 역사 지진 목록
| 날짜             | 위도 | 경도  | 지역              | MMI   | 기록                         | 연관성이 의심되는 단층           |
| ---------------- | ---- | ----- | ----------------- | ----- | ---------------------------- | -------------------------------- |
| 100년 10월       | 35.8 | 129.3 | 경주시            | IX    |                              | 양산 단층                        |
| 123년 5월        | 35.8 | 129.3 | 경주시            | IX    | 집이 무너지고, 연못이 생겨남 | 양산 단층                        |
| 304년 8,9월      | 35.8 | 129.3 | 경주시            | IX    | 남문이 무너짐                | 양산 단층                        |
| 458년 2월        | 35.8 | 129.3 | 경주시            | VIII  | 남문이 무너짐                | 양산 단층                        |
| 471년 3월        | 35.8 | 129.3 | 경주시            | IX    | 지표 균열                    | 양산 단층                        |
| 510년 5월        | 35.8 | 129.3 | 경주시            | IX    | 가옥 붕괴, 인명 피해         | 양산 단층                        |
| 630년 1월        | 35.8 | 129.3 | 경주시            | IX    | 왕궁 내에서 지표 균열        | 양산 단층                        |
| 766년 2월        | 35.8 | 129.3 | 경주시            | IX    | 지표 균열, 연못이 생겨남     | 양산 단층                        |
| 768년 6월        | 35.8 | 129.3 | 경주시            | VIII  | 샘이 마름                    | 양산 단층                        |
| 779년 3월        | 35.8 | 129.3 | 경주시            | IX    | 가옥 붕괴, 100명 사망        | 양산 단층                        |
| 1418년 11월 8일  | 35.2 | 129.1 | 부산광역시 동래구 | II~IV | 동래구에서 지진 발생         | 동래 단층                        |
| 1430년 5월 18일  | 35.5 | 128.3 | 의령군 부림면     | VIII  | 60개 장소에서 감지됨         | 알 수 없음                       |
| 1431년 6월 14일  | 35.3 | 129.2 | 부산광역시 기장군 | IV    | 기장군에서 발생              | 일광 단층                        |
| 1471년 9월 14일  | 35.1 | 128.8 | 진해시            | VIII  | 경상도에서 감지됨            | 장대 단층                        |
| 1480년 3월 29일  | 35.1 | 128.9 | 김해시            | II~IV | 김해시 인근에서 발생         | 양산 단층                        |
| 1548년 9월 22일  | 35.3 | 129.2 | 부산광역시 기장군 | V     | 기장군에서 발생              | 일광 단층                        |
| 1553년 3월 2일   | 35.9 | 128.1 | 성주군            | VIII  | 심각한 피해                  | 영남 지괴와의 지체구조 경계 지역 |
| 1554년 9월 18일  | 35.2 | 128.9 | 부산광역시        | V     |                              | 양산 단층                        |
| 1641년 11월 12일 | 35.2 | 129.1 | 부산광역시 동래구 | II~IV | 동래구에서 지진 발생         | 동래 단층                        |
| 1643년 6월 9일   | 35.6 | 128.2 | 합천군            | VIII  | 2명 사망                     | 영남 지괴와의 지체구조 경계 지역 |
| 1643년 7월 24일  | 35.8 | 129.2 | 울산광역시        | X     |                              | 울산 단층                        |
| 1692년 12월 24일 | 35.6 | 128.2 | 합천군            | VIII  |                              |                                  |
| 1757년 10월 23일 | 35.9 | 129.5 | 포항시            | IX    | 지표 균열                    |                                  |

### 경상 분지 및 영남 지괴 지역의 지진 정보
다음은 1978년 1월 1일부터 2022년 12월 31일까지 44년간 경상 분지 및 영남 지괴 지역에 해당하는 영남 지방과 호남 지방(경상북도, 경상남도, 대구광역시, 부산광역시, 울산광역시 및 전라남도 일부 지역)의 규모 0 이상의 지진 발생 횟수를 지역별로 나타낸 것이다. 지진 발생 횟수는 기상청의 "국내지진조회", 단층 정보는 한국지질자원연구원의 5만 지질도에 따르며, 행정 구역의 변경 등을 고려하지 않았기 때문에 소폭의 오류가 있을 수 있다. 단층 중 볼드체 처리한 것은 대규모 단층(연장 50km 이상), 기울인 글씨는 활성단층이다.
아래 표를 보면 일부 지역(특히 신안군)은 지진 발생 횟수가 급격히 늘어나는 것처럼 보이나, 이는 실제 지진 발생 횟수가 늘어난 것이 아니라 지진 감지 기술이 발달하고 관측소의 수가 늘어나 감지되는 지진의 수가 늘어난 것이다. 즉 옛날에는 발생해도 감지되지 않았던 규모 2 이하의 미소 지진들이 다수 감지되는 것이다.
- (■): 연장 30km 이상 대규모 단층이 3개 이상 지나거나 지질도 상으로 5개 이상의 단층이 보이는 단층 밀집 지역 또는 활성단층 통과 지역
- (■): 규모 4.5 이상 대규모 지진 발생 지역

| 경상북도 및 대구광역시 | 경상북도 및 대구광역시       | 지진 발생 횟수 | 지진 발생 횟수 | 지진 발생 횟수 | 지진 발생 횟수 | 지진 발생 횟수 | 지진 발생 횟수 | 지진 발생 횟수 | 지진 최대 규모                         | 해당 지역의 단층 존재 여부                                  | 소속 지괴             |
| ---------------------- | ---------------------------- | -------------- | -------------- | -------------- | -------------- | -------------- | -------------- | -------------- | -------------------------------------- | ----------------------------------------------------------- | --------------------- |
| 경상북도 및 대구광역시 | 경상북도 및 대구광역시       | 총계           | 규모 3 이상    | 1978-1989      | 1990-1999      | 2000-2009      | 2010-2019      | 2020-2022      | 지진 최대 규모                         | 해당 지역의 단층 존재 여부                                  | 소속 지괴             |
|                        | 울진군 지역                  | 22/99          | 0              |                | 3              | 3              | 6              | 10             | 2.9                                    | 검성동 단층, 마분동 단층, 매화 단층 외 다수                 | 영남 지괴             |
|                        | 울진군 해역                  | 77/99          | 12             | 2              | 4              | 19             | 34             | 18             | 5.2                                    | 후포 단층                                                   | 영남 지괴             |
|                        | 봉화군                       | 18             | 1              |                | 1              | 1              | 9              | 7              | 3.3                                    | 예천전단대                                                  | 영남 지괴             |
|                        | 영양군                       | 38             | 0              |                | 1              | 1              | 27             | 9              | 2.9                                    | 천곡 단층, 후평 단층, 주산 단층 등                          | 경상 분지             |
|                        | 영주시                       | 18             | 1              | 1              |                | 1              | 9              | 7              | 3.0                                    | 죽령 단층, 예천전단대                                       | 영남 지괴             |
|                        | 안동시                       | 108            | 4              | 2              | 2              | 4              | 58             | 42             | 4.0                                    | 안동 단층, 중평동 단층, 태곡 단층                           | 경상 분지 영남 지괴   |
|                        | 예천군                       | 38             | 0              |                | 5              | 4              | 13             | 16             | 2.8                                    | 안동 단층, 예천전단대, 낙동 단층                            | 영남 지괴             |
|                        | 문경시                       | 68             | 3              |                | 2              | 3              | 36             | 27             | 3.5                                    | 옥동 단층, 문경 단층, 가은 단층 외 다수                     | 영남 지괴 옥천 습곡대 |
|                        | 상주시                       | 141            | 8              | 3              | 6              | 4              | 83             | 45             | 5.2                                    | 안동 단층, 대현리 단층, 밤원 단층, 용유리 단층 외 다수      | 경상 분지 영남 지괴   |
|                        |                              |                |                |                |                |                |                |                |                                        |                                                             | 경상 분지 영남 지괴   |
|                        | 김천시                       | 113            | 2              | 1              | 2              | 6              | 45             | 59             | 3.1                                    | 김천 단층, 감천 단층, 금평 단층                             | 영남 지괴             |
|                        | 구미시                       | 31             | 3              |                | 2              | 3              | 16             | 10             | 3.3                                    | 신령 단층, 낙동 단층, 우보 단층                             | 경상 분지 영남 지괴   |
|                        | 의성군                       | 55             | 0              |                | 1              | 1              | 38             | 15             | 2.7                                    | 가음 단층, 금천 단층, 의성 단층 외 다수                     | 경상 분지             |
|                        | 군위군                       | 28             | 1              | 1              |                | 1              | 14             | 12             | 3.5                                    | 가음 단층, 우보 단층, 신령 단층 등                          | 경상 분지             |
|                        | 청송군                       | 12             | 0              |                |                | 2              | 3              | 7              | 2.8                                    | 안동 단층 (서부), 천곡 단층 (북부)                          | 경상 분지             |
|                        | 영덕군 지역                  | 7              | 0              |                |                |                |                |                | 2.1                                    | 양산 단층, 영덕 단층                                        | 경상 분지             |
|                        | 영덕군 해역                  | 264            | 10             | 1              | 3              | 18             | 125            | 117            | 3.7                                    | 후포 단층                                                   | 경상 분지             |
|                        | 포항시 지역                  | 976            | 21             | 7              | 5              | 11             | 815            | 138            | 5.4                                    | 양산 단층, 오천 단층, 형산 단층 등                          | 경상 분지             |
|                        | 포항시 해역                  | 976            | 21             | 7              | 5              | 11             | 815            | 138            | 4.1                                    | 후포 단층                                                   | 경상 분지             |
|                        | 경주시 지역                  | 3714           | 30             |                | 5              | 7              | 3498           | 204            | 5.8                                    | 양산 단층, 울산 단층, 모량 단층, 읍천·수렴 단층, 연일구조선 | 경상 분지             |
|                        |                              |                |                |                |                |                |                |                |                                        |                                                             | 경상 분지             |
|                        | 영천시                       | 30             | 0              | 1              |                |                | 20             | 9              | 2.6                                    | 신령 단층, 가음 단층, 신령 환상단층                         | 경상 분지             |
|                        | 경산시                       | 7              | 0              |                | 1              |                | 3              | 3              | 2.7                                    | 고은 단층, 적제 단층, 하양 단층                             | 경상 분지             |
|                        | 청도군                       | 27             | 1              |                |                | 1              | 13             | 13             | 3.2                                    | 밀양 단층, 자인 단층                                        | 경상 분지             |
|                        | 대구광역시                   | 49             | 2              | 4              | 2              | 2              | 23             | 18             | 3.3                                    | 달성 단층, 기내미 단층, 단산지 단층, 팔공산 단층            | 경상 분지             |
|                        | 칠곡군                       | 30             | 0              | 1              | 3              | 1              | 10             | 15             | 2.7                                    |                                                             | 경상 분지             |
|                        | 성주군                       | 42             | 1              |                | 2              | 2              | 19             | 19             | 3.1                                    |                                                             | 경상 분지 영남 지괴   |
|                        | 고령군                       | 31             | 2              |                | 2              | 4              | 7              | 18             | 3.9                                    | 고령 단층                                                   | 경상 분지 영남 지괴   |
|                        | 부울경 및 전라남도 일부 지역 | 지진 발생 횟수 | 지진 발생 횟수 | 지진 발생 횟수 | 지진 발생 횟수 | 지진 발생 횟수 | 지진 발생 횟수 | 지진 발생 횟수 | 지진 최대 규모                         | 해당 지역의 단층 존재 여부                                  | 소속 지괴             |
| 총계                   | 부울경 및 전라남도 일부 지역 | 규모 3 이상    | 1978-1989      | 1990-1999      | 2000-2009      | 2010-2019      | 2020-2022      |                | 지진 최대 규모                         | 해당 지역의 단층 존재 여부                                  | 소속 지괴             |
| 울산광역시 지역        | 48/168                       | 0              |                | 1              |                | 42             | 5              | 2 이하         | 울산 단층, 동래 단층, 양산 단층 (서부) | 경상 분지                                                   |                       |
| 울산광역시 해역        | 120/168                      | 17             |                | 12             | 4              | 76             | 28             | 5.0            |                                        | 경상 분지                                                   |                       |
| 부산광역시 지역        | 11/27                        | 0              |                | 2              |                | 5              | 4              | 2.8            | 양산 단층, 동래 단층, 일광 단층        | 경상 분지                                                   |                       |
| 부산광역시 해역        | 18/27                        | 2              | 2              |                | 5              | 4              | 6              | 4.2            | 양산 단층, 동래 단층, 일광 단층        | 경상 분지                                                   |                       |
| 양산시                 | 3                            | 0              |                |                |                | 2              | 1              | 1.6            | 양산 단층, 동래 단층, 모량 단층        | 경상 분지                                                   |                       |
| 밀양시                 | 41                           | 2              |                | 1              | 3              | 21             | 16             | 3.5            | 밀양 단층                              | 경상 분지                                                   |                       |
| 김해시                 | 2                            | 0              |                |                |                | 1              | 1              | 1.8            | 모량 단층, 장대 단층                   | 경상 분지                                                   |                       |
| 창원시                 | 23                           | 1              |                | 1              |                | 16             | 6              | 3.6 (지역)     | 장대 단층                              | 경상 분지                                                   |                       |
| 창녕군                 | 17                           | 1              |                |                | 1              | 6              | 10             | 3.4            | 확인된 단층 없음                       | 경상 분지                                                   |                       |
| 함안군                 | 6                            | 0              |                |                |                |                |                | 2.6            | 장대 단층                              | 경상 분지                                                   |                       |
| 의령군                 | 7                            | 0              |                |                | 3              | 2              | 2              | 2.6            | 장대 단층                              | 경상 분지                                                   |                       |
| 합천군                 | 26                           | 1              |                | 1              |                | 14             | 11             | 3.1            | 이 부분의 본문은 합천군의 지질 입니다. | 경상 분지 영남 지괴                                         |                       |
| 거창군                 | 36                           | 1              |                | 3              | 6              | 19             | 8              | 3.5            |                                        | 영남 지괴                                                   |                       |
| 함양군                 | 5                            | 0              |                |                | 1              | 2              | 2              | 2.2            |                                        | 영남 지괴                                                   |                       |
| 산청군                 | 14                           | 1              |                | 1              | 2              | 4              | 7              | 3.1            |                                        | 영남 지괴                                                   |                       |
| 진주시                 | 14                           | 1              |                | 1              | 1              | 7              | 5              | 3.0            | 확인된 단층 없음                       | 경상 분지 영남 지괴                                         |                       |
| 사천시                 | 13                           | 0              |                | 1              |                | 6              | 6              | 2.4            | 확인된 단층 없음                       | 경상 분지                                                   |                       |
| 거제시                 | 7                            | 0              |                |                | 1              | 4              | 2              | 2.1            | 이 부분의 본문은 거제시의 지질 입니다. | 경상 분지                                                   |                       |
| 통영시                 | 17                           | 1              | 1              | 2              | 3              | 8              | 3              | 4.0            |                                        | 경상 분지                                                   |                       |
| 고성군                 | 9                            | 0              |                |                | 1              | 7              | 1              | 2.7            |                                        | 경상 분지                                                   |                       |
| 남해군                 | 28                           | 2              |                | 1              | 5              | 7              | 15             | 3.3            |                                        | 경상 분지                                                   |                       |
| 하동군                 | 28                           | 1              |                |                | 2              | 9              | 17             | 3.0            | 확인된 단층 없음                       | 영남 지괴                                                   |                       |
| 남원시                 | 6                            | 1              | 1              |                | 2              |                | 3              | 3.5            | 연곡 단층 등                           | 영남 지괴                                                   |                       |
| 구례군                 | 13                           | 2              |                |                | 1              | 7              | 5              | 3.2            | 계천리 단층, 연곡 단층 등              | 영남 지괴                                                   |                       |
| 광양시                 | 11                           | 0              |                |                |                | 4              | 7              | 2.7            | 광양 단층                              | 영남 지괴                                                   |                       |
| 순천시                 | 69                           | 0              |                |                | 1              | 41             | 27             | 2.4            |                                        | 영남 지괴                                                   |                       |
| 울릉군 해역            | 14                           | 4              | 1              | 7              | 1              | 2              | 3              | 3.7            | 울릉 단층                              |                                                             |                       |

### 평남 분지
평남 분지는 원생대의 상원계가 퇴적한 이후 조선 누층군과 평안 누층군이 퇴적되어 평북·개마 지괴와 경기 지괴 사이에 형성되었다. 지리적으로 평안도와 황해도 일대를 포함하며, 고생대에 형성된 이 분지는 이후 송림 변동, 대보 조산운동 등 지각 변동을 받으면서 내부에 수많은 단층들이 형성되었고 그 영향으로 오늘날까지 지진 활동이 활발하다.
평양시의 경우, 502년 12월에 규모 6.7의 지진이 일어나 "집이 무너지고, 죽은 사람까지 있었다."라는 기록이 삼국사기와 증보문헌비고에 실려있다. 조선민주주의인민공화국의 수도인 평양은 인구와 주요 시설물의 밀집도가 북한에서 가장 높아 만약 과거에 발생하였던 규모 6.7의 지진이 다시 발생한다면, 건물과 시설물 등이 파괴되는 물리적 재해뿐만 아니라 화재나 가스폭발 등으로 인한 2차적인 인명 피해와 물리적 재해가 잇따를 것으로 보인다.
황해도 상원군의 경우, 1565년부터 1566년까지 규모 3.0~4.6의 지진이 상원군 한 지역에서 5개월간 무려 100여 차례나 발생한 바 있다. 조선왕조실록의 기사를 보면 8월부터 12월까지 거의 모든 날짜에 지진이 발생하였음을 알 수 있다. (한국의 지진 목록 문서 참고) 평남 분지 지역의 활발한 지진 활동은 몇몇 단층들의 재활동과 심하게 파쇄된(highly-fractured) 암석과 연관된 것으로 보인다. 평남 분지 내부에는 중생대 송림 변동, 대보 조산운동으로 형성된 북북동, 서북서, 북동, 북서 등 다양한 주향의 단층들이 발달한다. 분지 내부에서 발생한 대규모 지진들은 이들 중생대 단층들의 재활성(reactivation)과 연관된 것으로 보인다.
| 지역       | 지진 발생 횟수 (0 <) | 지진 발생 횟수 (3 <) | 지진 최대 규모 |
| ---------- | -------------------- | -------------------- | -------------- |
| 평양특별시 | 22                   | 5                    | 3.6            |
| 남포특별시 | 9                    | 4                    | 4.0            |
| 평안남도   | 75                   | 16                   | 3.7/6.3        |
| 평안북도   | 10                   | 4                    | 5.3            |
| 황해남도   | 68                   | 12                   | 4.6            |
| 황해북도   | 190                  | 36                   | 4.5            |
| 함경남도   | 32                   | 8                    | 3.9            |
| 함경북도   | 2                    | 2                    | 3.2            |
| 자강도     | 3                    | 3                    | 3.5            |
| 북한 전역  | 612                  | 109                  | 5.3/6.3        |

## 고지진
고지진(古地震, Paleoearthquake)은 과거에 발생한 지진, 그 중에서도 역사서에도 기록되지 않은 선사 시대 이전부터 신생대 제4기 시기 발생한 지질학적으로 혹은 기타 방법으로 확인되는 지진들을 의미한다. 최근의 활성단층과 고지진학적 연구에 의하면 한국에서도 주기는 길지만 지표 파열을 수반한 대규모 지진들이 제4기에도 발생하였음이 보고되었다. 최근에는 문화재의 파괴 양상을 활용하여 역사지진의 발생 시기, 규모, 진동, 진원의 위치에 대한 정보를 얻기 위한 고고지진학적 연구가 수행되고 있다.
일반적으로 규모 6 이상의 중·대규모 지진과 관련된 단층의 파열은 지표면까지 확장되며, 이 경우 영구적인 변위를 수반하는 지표 변형이 발생한다. 이 때 지표 변형은 주로 지형 및 미고결 퇴적층으로 대표되는 지표상의 지질에 기록되며, 확인되거나 추정된 지표 파열의 길이로부터 지진의 규모를 추정할 수 있다. 따라서 특정 단층과 관련된 지형학적 및 층서학적 고지진 정보를 획득하고 분석하는 것은 대규모 지진을 예측하는 데 활용된다. 고지진 정보를 획득하기 위해서는 제4기 동안 형성된 지형 및 퇴적층에 대한 조사를 수행할 필요가 있다.

### 경주시문화재
지진에 의한 피해의 가장 확실한 증거 중 하나는 대규모 지진으로 발생한 지표 변형에 의하여 유적이나 건축물들이 파괴되면서 변위된 것이다. 경주시에 분포하는 여러 역사 유적들에는 이러한 지진의 흔적들이 남아 있다. 석재를 이용한 아치 구조의 최상부 정중앙에는 쐐기형태의 마름모꼴 석재인 홍예종석(keystone; 虹霓石)을 사용하였는데, 이 홍예종석은 강한 지진이 발생할 경우 지진동에 의해 건축물들이 좌우로 흔들릴 때 아래쪽으로 하강할 수 있으며, 홍예종석의 하강은 지진에 의해 발생한 수평적 움직임에 의한 확실한 변형 증거가 될 수 있는 것이 알려져 있다. 복원 사업이 진행되기 이전인 1914년에 촬영한 사진에 의하면 불국사의 백운교 겉틀 홍예종석이 아래로 미끄러진 것이 관찰되며, 또한 백운교의 계단이 심하게 뒤틀려진 것이 확인된다. 이는 전쟁이나 방치에 의한 훼손으로 볼 수도 있지만 이 아치구조의 상대적인 안정성을 고려할 때 지진과 같은 갑작스런 지진에 의한 것으로 추정되며, 경주 지역에 지진이 상대적으로 빈번하게 발생했다는 것을 지시한다.
석재들을 쌓아 올려 만든 석조 건축물들은 지반 침하나 지진에 의해 그 사이가 벌어질 수 있다. 신라 시대 대표적인 건축물 중 하나인 첨성대는 큰 화강암을 쌓아 올려 만든 건축물이다. 첨성대의 경우 현재 일부 석재들 사이가 벌어져 있는데, 이는 지반 침하, 식물 뿌리의 영향, 토사 유출 등에 의해 변형되었을 가능성을 무시할 수 없지만 경주 지역의 역사적 기록에서도 보고된 바와 같이 대규모 지진에 의해 변형되었을 가능성도 있다. 또한 많은 안산암질 암석으로 건축된 경주 분황사 모전석탑의 경우도 일부 석재들 사이가 벌어져 있으며, 이 또한 경주 지역에서 발생한 역사 지진들에 의해 형성되었을 가능성도 있다.

### 양산 단층
김남권 등(2020)은 양산 단층의 제4기 운동 특성을 파악하기 위해 단층을 가로질러 발달하는 하천 주변의 제4기 하안단구에 대한 지형분석을 실시하였다. 조사 지역은 양산단층 중남부에 해당하는 경주시 내남면 용장리, 울산광역시 울주군 삼남면 교동리, 삼남면, 상천리, 양산시 하북면 초산리 지점으로, 정밀 지형 분석을 위해 과거의 항공사진(1968년)과 항공LiDAR 기반 DEM자료(2017년)를 이용하였다. 그 결과, 최소 약 10 m 이상의 다양한 수평 오프셋(용장리 지점: 19.09±2.58 m, 21.92±2.69 m, 교동리 지점: 195.43±23.54 m, 상천리 지점: 37.53±6.56 m, 초산리 지점: 9.68±2.73 m, 34.44±4.40 m)이 인지되었으며, 이는 제4기 하안단구 지형면의 형성 이후 중남부 양산단층을 따라 발생한 중·대규모 고지진이 일부 경사 이동 성분을 포함하나 우수향 주향 이동 단층운동이 우세했음을 지시한다.

### 울산 단층대의 원원사 단층
김태형 등(2021)은 중부 울산 단층대 동편에서 확인된 원원사 단층 제2지점의 노두를 조사하고 약 3600년 전인 신생대 제4기 홀로세에 지표파열을 수반한 단층활동이 있었을 것으로 추정하였다. 단층 상반의 광여기루미네선스(OSL) 연대측정 결과는 각각 6.9±0.6 ka와 5.6±0.8 ka, 하반의 OSL 연대측정 결과는 3.6±0.3 ka와 3.6±0.4 ka로 이 결과는 지금까지 울산 단층대에서 보고된 제4기 단층활동 중 가장 젊은 활동연대를 지시한다.

### 포항시
2017년 포항 지진이 발생한 경상북도 포항시에는 여러 연구를 통해 제4기에 운동한 활성단층이 발달하며 호미곶 등에서 고지진 기록이 보고된 바 있다.
한종원 외(2020)는 호미곶과 구룡포 일원에 발달하는 활성단층의 추적을 위하여 지형 분석, 선형구조(lineament) 분석, 전기 비저항 탐사, 굴착 조사 및 연대측정을 실시하였다. 호미곶 지역에서는 활성단층이 발견될 가능성이 가장 높을 것으로 판단되는 지점을 대상으로 전기 비저항 탐사를 실시하였으며, 확인된 저(低)비저항 이상대를 따라 1개소의 굴착조사를 실시한 결과 단층이 발견되었고 산정된 실제 변위량을 최대변위-모멘트 지진규모 경험식에 적용하여 산정된 모멘트 지진규모는 약 5.5-5.7이다. 구룡포 지역에서는 3개 지점을 굴착하였는데 2개 지점에서 ESR 연대측정 결과 약 26만 년 전에 마지막 활동을 한 단층이 확인되었고 나머지 지점의 굴착단면에서 관찰되는 단층면, 단층조선, 변위 등을 활용하여 실제 변위량을 산정한 결과 단층활동으로 인한 실제 변위량은 0.14 m로 산정되며, 모멘트 지진규모는 약 5.2로 산정된다.

### 충북 지역에서 최초로 발견된 고지진의 층서학적 기록
김태형 등(2022)은 2022년 괴산 지진이 발생한 이후 중부 내륙을 관통하는 공주 단층대에 대한 조사 결과 충청북도의 두 지점, 외북지점과 백마령지점에서 고지진에 의한 지표 파열의 층서학적 기록들을 처음으로 발견하였다. 충북 청주시 흥덕구 외북동 일원의 조사현장 주변의 중부고속도로에서 동쪽으로 약 100 m 떨어진 청주 외북지점의 경우 서쪽으로 경사하는 지표 파열면을 따라 고지진에 의한 역이동성 지표 파열이 1회 확인되었으며 수직변위량은 15.5±1.7 cm이다. 변위된 가장 젊은 지층과 변위되지 않은 가장 오래된 지층의 퇴적 연대를 근거로 약 5만 년 전에 지표파열을 동반한 지진이 발생한 것으로 해석된다. 음성군의 백마령 지점에서는 저각으로 서쪽 경사하는 지표 파열면을 따라 고지진 지표파열이 관찰되었다. 백마령지점의 지표 파열에 의해 변위된 부정합 및 여러 층의 경계를 기준으로 측정된 수직변위량에 대한 누적변위확률밀도를 분석한 결과, 16.8 cm와 21.6 cm의 수직변위량을 동반한 고지진 지표파열이 총 2회 발생한 것으로 해석된다. 이 조사 결과들은 한반도 충청북도 지역에서 고지진에 의한 층서학적 변위 기록을 최초로 보고하는 것으로, 한반도 중부 내륙에서도 신기 지구조 환경하에서 규모 6 내외에 이르는 중규모 지진이 발생했음을 지시한다.

### 성류굴: 동굴 생성물을 이용한 고지진학 연구
석회동굴 생성물의 파괴와 재성장 사이의 연대를 측정하여 고지진 및 지진재해 연구에 사용할 수 있다. 최진혁 등(2012)은 울진 성류굴 내 동굴생성물들을 대상으로 생성물들의 파괴 특성과 고지진과의 연관성에 대한 연구를 시도하였다. 이 연구에서는 종유석, 석순, 석주, 동굴커튼 등 비교적 뚜렷한 파괴를 보이는 총 4종류의 동굴생성물에 대한 정밀 동굴조사를 실시하여 이들에 대한 기하 및 운동학적 특성을 분석하였다. 그 결과 석순과 석주 그리고 동굴커튼에 발달하는 단열이 고지진에 의해 파열되었을 가능성을 지시하고 있음이 드러났다. 그러나 이 연구에서는 천연기념물 보호법으로 인해 동굴 생성물들에 대해 접근과 시료 채취가 허가되지 않아 파괴된 생성물과 재성장한 생성물의 연대 측정은 실시하지 못하였다.
울진군에는 제4기에 활동한 매화 단층과 구산 단층이 발달한다. 두 단층에 대한 ESR 연대측정 결과는 각각 최소 약 22만년, 37만년 전으로 보고된 바 있다. 매화 단층과 구산 단층의 제4기 활동과 성류굴 내 동굴생성물의 파괴를 유발시킨 고지진이 서로 관련되어 있을 가능성이 있다.

### 울진군구산 단층
구산 단층(N36°56'33.4", E129°21'33.6")은 울진군 근남면 구산리를 중심으로 발달하는 북동 주향의 단층이며 단층이 운동한 시기가 제4기로 판단되는 단층이다. 이 단층은 기반암인 선캄브리아기의 화강편마암, 제3기로 추정되는 염기성 암맥 그리고 이들을 부정합으로 피복하는 제4기 퇴적층을 절단하는 것으로 보고된 단층이다. 구산 단층대 내에 발달하는 단층비지에 대한 ESR 연대측정 결과는 369±39 ka(약 37만 년 전)로 보고된 바 있다. 제4기 하성층과 단층비지에 대해 연대측정을 실시한 결과 구산 단층은 50만년 이내에 2번 이상 활동했던 단층으로 해석되었다. 제4기 단층 활동에 의한 구산 단층의 최대 변위는 약 94.63 cm이며, 이를 한 번의 최후기 지진 활동에 의한 변위로 가정하고 지진변위-모멘트 지진규모의 경험식에 대입한 결과 지진 규모는 약 6.4~6.9로 추정되었다.

## 한국의 지진 관측 역사

한반도 역사 기록에서 발견된 지진

한국의 지진 기록은 크게 역사지진과 계기지진 기록으로 나뉜다. 1905년 2월 한반도에 지진계가 설치되기 전까지 지진계를 사용하지 않고 문헌에 기록된 지진기록을 역사 지진 기록이라고 말한다. 서기 2년 시작된 한반도의 역사지진 기록은 2,000년에 달한다. 조선시대 이전의 역사지진의 경우, 수도에만 감진기록이 존재하여 그 시대의 수도에 지진이 집중되는 것처럼 보인다. 반면 조선시대에는 진앙지가 한반도 전체에서 나타나며, 서해안쪽의 지진활동이 활발하다. 서기 1세기에서 지진계가 최초로 설치된 1905년 이전까지의 역사지진자료는 반도에서 2200여회의 지진들이 발생하였음을 보여 주며, 규모 5.0 이상의 지진도 수 백회 발생한 것으로 추정된다. 한반도의 지진 활동은 13세기부터 17세기에 가장 활발하였고, 18세기에 들어 지진정지기(seismic quiescence)가 약 200여 년간 지속되다가 최근에 와서 다시 활발해졌다. 서기 2년부터 1982년까지 발생한 MM 진도 V 이상의 923개 지진을 분석한 결과 경기 육괴의 서부와 경상 분지가 한반도에서 지진 위험이 가장 높은 지역으로 나타났으며 MM 진도 VII 이상 지진의 재래주기는 경기 육괴와 경상 분지를 제외한 지역에서 2,000년 이상이다. 서기 27년부터 1982년까지 발생한 진도 V 이상의 역사 지진으로 한반도의 지진위험도를 확률적으로 평가한 결과 한반도 남부와 평남지역 서부의 지진위험도가 가장 높았으며 한반도 남부 중앙지역에서 1,000년에 한 번 발생할 최대 진도는 VII 이상으로 평가되었다.
역사 지진의 대표적인 예로 1백 명의 사상자를 동반한 779년 경주 지진과 지진 해일을 동반한 1643년 울산 지진 등이 있다. 역사 지진 중에서도 대규모 지진들의 진앙은 한국의 단층이나 지질구조의 경계와 일치하는 것으로 보인다. 한반도에서 다수의 역사지진이 발생했고 또 현재 지진들이 발생하고 있는 현상은 한반도 내에 다수의 활성단층이 존재함을 의미하며, 이 활성단층들은 주로 중생대의 격렬한 지각변동에 의해 새로 생성된 단층들과 주요 지질구조의 경계면이 깨어진 단층들이다. 대표적으로 양산 단층을 따라 김해, 울산, 경주, 영덕에서 지진들이 발생했다.
역사문헌에 기록된 감진지역(지진발생을 느낀 지역)으로 추정한 지진발생 위치는 서울, 경주, 평양, 개성 등 역사시대 수도였던 지역을 중심으로 주로 나타났는데, 인구밀도가 높은 수도 주변에서 지진을 느끼고 기록하기 쉬웠기 때문으로 보인다. 피해를 일으킬 수 있는 진도 V 이상 지진은 충청도 이남지역과 평안도 서부지역에 많이 분포하였으며 이는 최근의 지진발생 위치와 비슷한 경향을 보이는 것이다.

### 삼국 시대
서기 2년부터 936년까지 105회의 지진 기록이 있다. 그 대부분이 삼국의 수도였던 국내성, 평양, 부여, 경주 등에 집중된다. 1백 명의 사상자를 낸 779년 경주 지진이 대표적이다.
평양의 경우, 502년 12월에 규모 6.7의 지진이 일어나 "집이 무너지고, 죽은 사람까지 있었다."라는 기록이 삼국사기와 증보문헌비고에 실려있다.
경주의 경우, 이 시기에 다수의 지진 기록이 존재한다. 서기 100년 경주 지진, 123년 경주 지진, 304년 경주 지진, 510년 경주 지진, 779년 경주 지진 등의 진도 VIII 이상 대규모 지진이 삼국사기에 기록되어 있으며, 이들 지진은 경주시를 지나는 양산 단층에서 발생한 것으로 보인다.

### 고려 시대
서기 936년부터 1393년까지 171회 정도의 지진이 발생했다. 이 시대에도 당시의 수도인 개성에서 감지되었으며, 그 외에도 평양(서경), 경주, 김해, 양산, 상주 등지에서 지진이 발생했다.
<고려사>에서는 1036년에 발생한 지진으로 당시 고려의 수도인 개성과 신라의 옛 수도인 경주를 포함한 한반도의 넓은 지역에서 진동이 감지되었음을 기록하고 있다. 지진에 대한 기록에서 경주에서 3일 동안 지진이 그치지 않았고 많은 가옥이 피해를 입었음을 언급한 것으로 미루어, 경주 인근 지역이 진앙이며 다수의 여진을 동반했음을 알 수 있다.

### 조선 시대
조선시대 15~18세기 동안 지진 활동이 활발했다. 16세기 동안 721회의 지진 기록이 있으며 1565년부터 1566년까지 평안도 상원에서 100회의 군발 지진이 발생하기도 했다. 17세기에는 369회의 지진 기록이 있으며 1643년 울산 앞바다에서 대규모의 지진이 발생해 가옥이 붕괴되고 지진해일이 발생하는 등의 피해가 있었다. 1643년 경상남도 합천군에서 추정 규모 6.4의 지진이, 1681년에 양양 앞바다에서 대규모 지진이 발생하기도 했다. 진도 IX의 대규모 지진도 전라남도 순창군에서 발생했다.
평양의 경우, 16세기~17세기에 규모 4.7 이상의 지진이 평양지역에서 한반도의 다른 지역보다 많이 발생하였음이 조선왕조실록과 승정원일기에 기록되어 있다. 부산의 경우, 부산 동래에서 1418년, 1641년, 1710년에 최대 진도 II-IV인 지진이 발생하였다. 1431년과 1480년에 각각 진도 IV와 진도 IIIV인 지진이 기장과 김해 인근에서 발생하였고, 1548년과 1554년에 진도 V의 지진이 기장과 동래 부근에서 발생하였다.
19세기에는 지진 활동이 줄어들어 이 기간 중 81회의 지진이 발생했다. 1810년 함경도 부령에서 발생한 지진으로 산사태가 발생하고 사상자가 나왔다.

## 기타

### 동일본 대지진과의 연관성
2011년 동일본 대지진 이후 한반도의 지각은 충격을 받아 응력 불균형 현상이 가속화되고, 이로 인해 지진이 빈발하기 시작한 것으로 추정된다.
2011년 발생한 규모 9.0 동일본 대지진은 수천킬로미터 떨어진 원거리 지역까지 강한 지진동과 영구 변위를 발생시키며 암석권과 지각에 큰 영향을 미쳤다. 동일본 대지진 후 한반도는 동일본 대지진 방향으로 1-5 cm 끌려갔고, 그로 인해 한반도에는 1 - 7 kPa의 장력이 작용했다. 뿐만아니라, 이후 약 1000일동안 한반도는 지속적으로 진앙지 방향으로 이동하며 암석권과 지각에 변형을 가하였다. 결과적으로 한반도는 응력그림자(stress shadow) 지역에 포함되었는데, 이는 한반도 지각내 매질의 약화를 의미한다. 이는 동일본 대지진후 한반도 지각과 암석권이 급격한 인장력을 겪게 됨에 따라, 지각내에 많은 균열과 유체이동이 발생하고, 지진 유발에 필요한 쿨롱 응력 한계치를 낮추는 것으로 해석된다. 이를 뒷받침하듯이 동일본 대지진 후 한반도 지각내 큰 폭의 지진파 속도 감소가 관측되었으며, 이 후 약 1000일에 걸쳐 서서히 회복됨을 관측하였다. 이 지진파 속도 감소 기간동안 한반도에서는 높은 지진 발생 빈도를 보였으며, 이와 함께 짧은 기간 큰 규모의 지진이 빈발하는 현상이 관측되었다. 지진 발생 특성은 지진 빈발시기와 휴지기를 반복하며 그 시간 간격이 점차 증가하는 패턴을 보였다. 이런 가운데 7월 5일 규모 5.0의 울산지진과 9월 12일 발생한 규모 5.1, 5.8 경주지진은 지진 급증 시기에 발생한 지진에 속한다. — 경주 지진의 특성과 전망 (2016, 대한지질학회)

### 응력의 해소
판 경계부에서 생긴 응력이 판 내부에도 전달되어 오랜 기간 쌓여 있다가 약한 지각 부분이 견디지 못하고 깨어지면서 에너지가 방출되기 때문에, 대한민국과 같이 판 내부에 있는 지역에서도 경주 지진과 같이 큰 지진이 발생할 수 있다. 그러나 한반도 주변에는 매우 큰 연약대인 중국 탄루단층이 발달하고 있고 일본 남서부에는 난카이 해곡, 류큐 해구와 같은 판 경계부가 발달하고 있어 한반도 주변에 쌓일 수 있는 응력의 많은 부분이 이런 지역에서 해소되고 있다. 따라서 중국 북동부와 일본에 비하여 한반도에서 규모 6.5 이상의 큰 지진이 발생할 확률이 낮아짐으로써 한반도는 주변 국가에 비하여 상대적으로 지진 안전 지대인 것이다.

### 동해 섭입대
2018년 동해 바닥을 이루는 지각이 한반도 동쪽 지각 아래로 파고들기 시작해, 동해가 사라질 가능성이 있다는 연구 결과가 나왔다. 이 현상이 2016년 경주 지진과 2017년 포항 지진 등 최근 일어나고 있는 지진 활동의 근본 원인일 가능성도 제기되었다. 연구 결과, 울릉 분지에서 땅이 주름처럼 솟아 있는 지형과 역단층이 발견되었고, 이는 동해가 동-서 방향의 압축력을 받고 있음을 지시한다. 연구팀은 이를 바탕으로 동해와 한반도의 경계가 초기 섭입대로 변하고 있다고 결론 내렸다.

### 지진 전조 현상으로서의 라돈 농도
지진 예측을 위한 지진 전조 현상으로 토양과 지하수 내 라돈 농도의 이상 변화 현상에 대한 연구가 꾸준히 시도되고 있다. 토양과 지하수 내 라돈의 농도 변화는 지각의 지구조론적 변형의 초기 증거가 된다. 지진 발생 전에 지역적 응력의 증가는 지각 내 암석의 미세한 균열을 형성하게 됨으로, 암석의 표면적이 증가로 인한 라돈의 발산력 증가로 토양 및 지하수 내 라돈 농도의 일시적 증가가 수반될 수 있으며, 지진의 전조 현상으로 지진 발생 전 수일~수개월 사이에 나타난다. 고베 지진과 같은 대규모 지진에 대한 라돈 이상과 지진과의 상관성은 확연이 나타남으로 라돈의 이상 농도가 지진 예측이 가능한 전조 현상으로 잘 활용될 수 있음을 보여 주었다.
외국의 연구사례를 보면 지진의 전조 현상으로서 지하 수위의 변동, 라돈 함량의 변동뿐만 아니라 지하수 화학 성분의 변화, 물 분자의 수소 동위 원소의 변화, 헬륨 등 가스의 유출량의 변화와 그들의 동위원소 조성비의 변화 연구 등 다양한 각도에서 연구가 진행되어 지진의 전조 현상과의 상관성에 대한 연구 결과가 제시된 바 있다.
아래 내용은 한국에서 발생한 지진과 관련하여 지진과 라돈 농도 간의 상관 관계를 연구한 논문들을 인용한 것이다.
라돈방사능농도의 측정을 통한 지진발생 예측에 관한 연구 (2003)
김윤신(2003) 등은 장기간 관측된 대기 및 지하수 중 라돈의 변화량과 지진 발생과의 관련성을 연구하기 위해 1999년 12월부터 2001년 6월까지 관측된 대기 및 지하수 중 라돈 농도를 평균값으로 보정한 절대편차(absolute deviation)를 산출하여 서울의 한양대학교와 동해시에 위치한 서울대학교 해양연구센터, 경주시의 서라벌대학교 지하수에서 규모 3.0 이상의 지진 발생일 전·후 각 10일간의 라돈 농도의 변화량을 조사하였다. 대기 중의 라돈 농도는 지진에 의한 라돈 변화량 외에 다른 요인(주로 기상)에 의한 라돈 농도의 변화를 배제한 것이다. 조사 결과, 서울시 대기 중 라돈 농도 분포는 지진 발생 2~6일 전부터 높은 라돈 농도 및 큰 변화폭을 나타냈으며 지진 발생시에는 낮은 농도와 작은 변화폭을 나타내었으며, 동해시 해안 지역 대기 중 라돈 농도는 지진 발생 2~4일 전까지 높은 라돈 농도 및 큰 농도 변화폭을 나타내며 지진 발생시나 발생 하루 전에 매우 낮은 라돈 농도 및 작은 변화 폭을 나타내는 것으로 조사되었다. 또한, 경주시 지하수 중 라돈 농도 분포는 지진 발생 2일 전부터 라돈 농도가 급증한 후 높은 농도가 일정 기간 지속되는 것으로 조사되었다.
지진 전조인자로서 지하수내 라돈 및 화학성분의 상관성 연구 (2018)
정찬호 등(2018)은 지진 전조 현상 연구를 위해 대전, 청원 지역의 지하수 관측정에서 심도별(-60 m, -100 m)로 화학 성분과 라돈, 수위의 변화를 주기적으로 측정하였다. 특히, 2017년 포항 지진(규모5.4) 및 2018년 포항 지진(규모 4.6) 전후 지하수의 화학 성분, 지하수위, 라돈 농도 등의 변화를 분석하여 지진 전조 인자(因子)로서의 가능성을 해석하였다. 대전 및 청원지역 모니터링용 시추공은 2000년과 2001년에 각각 개발되었으며, 지하수의 라돈과 우라늄 함량이 높은 것으로 알려졌다.
측정 결과, 관측정 특정심도 지하수의 수소이온농도와 전기 전도도 값이 포항 지진 발생에 따라 큰 폭으로 증가하는 등 비교적 뚜렷한 상관성을 보였다. 주요 화학 성분 중에는 대전관측정에서는 HCO3-, Cl-의 농도가 지진과의 연관성 있는 변동을 보이며, 청원지역 관측정에서는 Mg2+, Cl-, NO3-의 농도가 변화를 보였다. 그러나 지하수의 주요 화학성분의 변화는 지진 발생과의 상관성이 명확하지는 않다. 대전 관측정 지하수내 라돈 함량은 지진 발생 전 최저 162 Bq/L에서 지진발생 직후 573 Bq/L로 크게 증가하는 경향을 보여 지진과의 뚜렷한 상관성을 보여주었다. 결론적으로, 포항 지진 진앙지와는 많이 떨어져 있지만 대전 지역의 관측정에서 라돈 가스는 지진과 가장 뚜렷한 상관성을 보여 지진 전조 요소로서의 신뢰성할 수 있는 후보로서 가능성을 확인하였다.
'16년 경주 지진에 의한 토양 내 라돈농도의 이상변화 분석 (2018)
김진섭 등(2018)은 2016년 경주 지진의 진앙지로부터 58 km 떨어진 측정 지점에서 2014년 1월 1일부터 2017년 5월 31일까지 토양 내 라돈 농도와 환경 요인들을 연속 측정하고, 규모 5.8의 경주 지진의 발생에 따른 토양 내 라돈의 이상 변화 현상에 대하여 분석하였다. 연구에 적용된 라돈 모니터링 시스템은 양산 단층대에 포함되는 금정산 하부의 중생대 백악기 화강암류 아다멜라이트에 위치하며, 라돈 연속측정시스템은 경주지진의 진앙지로부터 59 km 떨어진 양산 단층대에 위치한 부산대학교 내에 설치하였다.
연구진들은 2016년 경주 지진 전·후 토양 내 라돈 농도의 이상 변화를 알아보기 위해 2016년 6월 3일부터 12월 31일까지의 기간 즉, 9월 12일 발생한 경주 지진의 전·후 3개월의 기간을 설정하였다. 라돈 농도의 이상 변화를 나타낸 구간과 기온, 토양의 온도, 대기압과의 상관 관계를 분석 결과 7월과 8월 라돈 농도의 이상 변화 현상이 관측되었으며, 라돈 농도의 명백한 이상 변화 구간을 포함한 기간의 토양 내 라돈 농도와 환경 요인들(대기온도, 토양의 온도, 대기압, 강수량)과의 상관 관계에 대하여 분석한 결과 상관 계수는 매우 낮게 나타난다. 따라서 이들 라돈 농도의 이상 변화는 경주 지진에 의해 발생되는 토양 내 라돈의 이상 변화임을 지시한다.

## 한국의 지진 목록
다음은 대한민국을 포함한 한반도에서 발생한 지진들의 목록이다. 최근에 발생한 지진은 한국의 지진 목록 문서를 참조할 것.
- 27년 광주 지진
- 89년 광주 지진
- 100년 경주 지진
- 123년 경주 지진
- 304년 경주 지진
- 501년 평양 지진
- 510년 경주 지진
- 664년 경주 지진
- 779년 경주 지진
- 780년 경주 지진
- 1036년 개성 지진
- 1385년 개성 지진
- 1455년 순천 지진
- 1518년 한성 지진
- 1518년 백천 해역 지진
- 1553년 경산 지진
- 1597년 백두산 지진
- 1613년 수원 지진
- 1643년 울산 지진
- 1643년 합천 지진
- 1649년 황해 지진
- 1664년 순창 지진
- 1668년 황해도 지진
- 1670년 김제 해역 지진
- 1681년 양양 지진
- 1700년 홍성 지진
- 1727년 함흥 지진
- 1906년 경성 지진
- 1936년 포항 해역 지진
- 1936년 지리산 쌍계사 지진
- 1943년 포항 지진
- 1944년 한국-중국 국경 지역 지진
- 1952년 평양-강서 지진
- 1960년 평양 지진
- 1970년 보은 지진

### 1978년 이후
1978년 1월 이후 발생한 리히터 규모 4.0 이상의 지진만 기재했다.
| 이름                  | 발생 일시                       | 진원지                                       | 좌표                                                  | 진원 깊이 | 리히터 규모 | 최대 진도 | 사망 | 부상  | 피해액      |
| --------------------- | ------------------------------- | -------------------------------------------- | ----------------------------------------------------- | --------- | ----------- | --------- | ---- | ----- | ----------- |
| (철산 해역 지진)      | 1978년 8월 30일 02시 29분 43초  | 평안북도 철산 남남서쪽 84km 해역             | 북위 39° 06′ 동경 124° 12′ / 북위 39.10° 동경 124.20° | ―         | 4.5         | ―         | ―    | ―     | ―           |
| 속리산 지진           | 1978년 9월 16일 02시 7분 6초    | 경북 상주시 북서쪽 32km 지역                 | 북위 36° 36′ 동경 127° 54′ / 북위 36.60° 동경 127.90° | ―         | 5.2         | ―         | 0명  | 0명   | ―           |
| 1978년 홍성 지진      | 1978년 10월 7일 18시 19분 52초  | 충남 홍성군 동쪽 3km 지역                    | 북위 36° 36′ 동경 126° 42′ / 북위 36.60° 동경 126.70° | ―         | 5.0         | ―         | 0명  | 2명   | 약 4억원    |
| (재령 지진)           | 1978년 11월 23일 11시 6분 5초   | 황해남도 안악 남동쪽 15km 지역               | 북위 38° 24′ 동경 125° 36′ / 북위 38.40° 동경 125.60° | ―         | 4.6         | ―         | ―    | ―     | ―           |
| 1978년 홍성 지진      | 1979년 2월 8일 08시 52분 20초   | 충남 홍성군 동쪽 3km 지역                    | 북위 36° 36′ 동경 126° 42′ / 북위 36.60° 동경 126.70° | ―         | 4.0         | ―         | 0명  | 0명   | ―           |
| (의주 지진)           | 1980년 1월 8일 08시 44분 13초   | 평안북도 삭주 남남서쪽 20km 지역             | 북위 40° 12′ 동경 125° 00′ / 북위 40.20° 동경 125.00° | ―         | 5.3         | ―         | ―    | ―     | ―           |
| 포항 해역 지진        | 1981년 4월 15일 11시 47분       | 경북 포항시 남구 동쪽 67km 해역              | 북위 35° 54′ 동경 130° 06′ / 북위 35.90° 동경 130.10° | ―         | 4.8         | ―         | 0명  | 0명   | ―           |
| (사리원 지진)         | 1982년 2월 14일 23시 37분 32초  | 황해북도 사리원 남남서쪽 24km 지역           | 북위 38° 18′ 동경 125° 42′ / 북위 38.30° 동경 125.70° | ―         | 4.5         | ―         | ―    | ―     | ―           |
| 울진 해역 지진        | 1982년 3월 1일 00시 28분 2초    | 경북 울진군 동북동쪽 42km 해역               | 북위 37° 12′ 동경 129° 48′ / 북위 37.20° 동경 129.80° | ―         | 4.7         | ―         | 0명  | 0명   | ―           |
| 옹진 해역 지진        | 1982년 8월 29일 03시 18분 40초  | 인천 옹진군 덕적도 서쪽 22km 해역            | 북위 37° 12′ 동경 125° 54′ / 북위 37.20° 동경 125.90° | ―         | 4.0         | ―         | 0명  | 0명   | ―           |
| (평산 지진)           | 1983년 9월 17일 12시 17분 43초  | 황해북도 평산 서쪽 26km 지역                 | 북위 38° 18′ 동경 126° 06′ / 북위 38.30° 동경 126.10° | ―         | 4.2         | ―         | ―    | ―     | ―           |
| 부산 해역 지진        | 1985년 1월 14일 12시 44분 54초  | 부산 해운대구 남동쪽 91km 해역               | 북위 34° 36′ 동경 129° 54′ / 북위 34.60° 동경 129.90° | ―         | 4.2         | ―         | 0명  | 0명   | ―           |
| 옹진 해역 지진        | 1985년 6월 25일 06시 40분 34초  | 인천 옹진군 남서쪽 27km 해역                 | 북위 37° 18′ 동경 126° 24′ / 북위 37.30° 동경 126.40° | ―         | 4.0         | ―         | 0명  | 0명   | ―           |
| (남포 지진)           | 1987년 3월 6일 07시 10분 47초   | 남포 남동쪽 8km 지역                         | 북위 38° 42′ 동경 125° 30′ / 북위 38.70° 동경 125.50° | ―         | 4.0         | ―         | ―    | ―     | ―           |
| 울산 해역 지진        | 1992년 1월 21일 03시 36분 18초  | 울산 동구 동남동쪽 45km 해역                 | 북위 35° 24′ 동경 129° 54′ / 북위 35.40° 동경 129.90° | ―         | 4.0         | ―         | 0명  | 0명   | ―           |
| 신안 해역 지진        | 1992년 11월 4일 02시 30분 13초  | 전남 신안군 흑산면 서쪽 244km 해역           | 북위 34° 42′ 동경 122° 48′ / 북위 34.70° 동경 122.80° | ―         | 4.4         | ―         | 0명  | 0명   | ―           |
| 울산 해역 지진        | 1992년 12월 13일 20시 22분 39초 | 울산 동구 동남동쪽 66km 해역                 | 북위 35° 18′ 동경 130° 06′ / 북위 35.30° 동경 130.10° | ―         | 4.0         | ―         | 0명  | 0명   | ―           |
| 신안 해역 지진        | 1993년 3월 28일 10시 16분 9초   | 전남 신안군 흑산면 남서쪽 231km 해역         | 북위 33° 06′ 동경 123° 48′ / 북위 33.10° 동경 123.80° | ―         | 4.5         | ―         | 0명  | 0명   | ―           |
| 울산 해역 지진        | 1994년 4월 22일 02시 5분 27초   | 경남 울산 남동쪽 약 175km 해역               | 북위 34° 54′ 동경 131° 00′ / 북위 34.90° 동경 131.00° | ―         | 4.6         | ―         | 0명  | 0명   | ―           |
| 울산 해역 지진        | 1994년 4월 23일 00시 41분 42초  | 경남 울산 남동쪽 약 175km 해역               | 북위 35° 06′ 동경 131° 06′ / 북위 35.10° 동경 131.10° | ―         | 4.5         | ―         | 0명  | 0명   | ―           |
| 울산 해역 지진        | 1994년 4월 23일 13시 3분 24초   | 울산 동구 동쪽 136km 해역                    | 북위 35° 42′ 동경 130° 54′ / 북위 35.70° 동경 130.90° | ―         | 4.1         | ―         | 0명  | 0명   | ―           |
| 신안 해역 지진        | 1994년 7월 26일 02시 41분 46초  | 전남 신안군 흑산면 서북서쪽 128km 해역       | 북위 34° 54′ 동경 124° 06′ / 북위 34.90° 동경 124.10° | ―         | 4.9         | ―         | 0명  | 0명   | ―           |
| (백령도 해역 지진)    | 1995년 7월 24일 19시 2분 52초   | 인천 백령도 북서쪽 37km 해역                 | 북위 38° 12′ 동경 124° 24′ / 북위 38.20° 동경 124.40° | ―         | 4.2         | ―         | ―    | ―     | ―           |
| 동해 해역 지진        | 1996년 1월 24일 05시 9분 55초   | 강원 동해시 북동쪽 60km 해역                 | 북위 37° 54′ 동경 129° 36′ / 북위 37.90° 동경 129.60° | ―         | 4.2         | ―         | 0명  | 0명   | ―           |
| 정선 지진             | 1996년 12월 13일 13시 10분 17초 | 강원 정선군 남남동쪽 23km 지역               | 북위 37° 12′ 동경 128° 48′ / 북위 37.20° 동경 128.80° | ―         | 4.5         | ―         | 0명  | 0명   | ―           |
| 경주 지진             | 1997년 6월 26일 03시 50분 22초  | 경북 경주시 동남동쪽 9km 지역                | 북위 35° 48′ 동경 129° 18′ / 북위 35.80° 동경 129.30° | ―         | 4.2         | ―         | 0명  | 0명   | ―           |
| 백령도 해역 지진      | 1998년 2월 10일 21시 11분 25초  | 인천 백령도 서쪽 96km 해역                   | 북위 37° 48′ 동경 123° 36′ / 북위 37.80° 동경 123.60° | ―         | 4.1         | ―         | 0명  | 0명   | ―           |
| 속초 해역 지진        | 1999년 1월 11일 13시 7분 14초   | 강원 속초시 북동쪽 14km 해역                 | 북위 38° 18′ 동경 128° 42′ / 북위 38.30° 동경 128.70° | ―         | 4.2         | ―         | 0명  | 0명   | ―           |
| 울진 해역 지진        | 2001년 11월 24일 16시 10분 32초 | 경북 울진군 남동쪽 55km 해역                 | 북위 36° 42′ 동경 129° 54′ / 북위 36.70° 동경 129.90° | ―         | 4.1         | ―         | 0명  | 0명   | ―           |
| 흑산도 해역 지진      | 2002년 8월 10일 21시 47분 35초  | 전남 흑산도 서북서쪽 약 195km 해역           | 북위 35° 06′ 동경 123° 24′ / 북위 35.10° 동경 123.40° | ―         | 4.0         | ―         | 0명  | 0명   | ―           |
| 신안 해역 지진        | 2003년 3월 23일 05시 38분 41초  | 전남 신안군 흑산면 서북서쪽 88km 해역        | 북위 35° 00′ 동경 124° 36′ / 북위 35.00° 동경 124.60° | ―         | 4.9         | ―         | 0명  | 0명   | ―           |
| 백령도 해역 지진      | 2003년 3월 30일 20시 10분 53초  | 인천 백령도 서남서쪽 88km 해역               | 북위 37° 48′ 동경 123° 42′ / 북위 37.80° 동경 123.70° | ―         | 5.0         | ―         | 0명  | 0명   | ―           |
| 태안 해역 지진        | 2003년 6월 9일 10시 14분 4초    | 충남 태안군 서격렬비열도 서남서쪽 186km 해역 | 북위 36° 00′ 동경 123° 36′ / 북위 36.00° 동경 123.60° | ―         | 4.0         | ―         | 0명  | 0명   | ―           |
| 울진 해역 지진        | 2004년 5월 29일 19시 14분 24초  | 경북 울진군 동남동쪽 74km 해역               | 북위 36° 48′ 동경 130° 12′ / 북위 36.80° 동경 130.20° | ―         | 5.2         | ―         | 0명  | 0명   | ―           |
| 통영 해역 지진        | 2005년 6월 29일 11시 18분 5초   | 경남 통영시 매물도 동남동쪽 46km 해역        | 북위 34° 30′ 동경 129° 03′ / 북위 34.50° 동경 129.05° | ―         | 4.0         | ―         | 0명  | 0명   | ―           |
| 오대산 지진           | 2007년 1월 20일 20시 56분 53초  | 강원 평창군 북북동쪽 39km 지역               | 북위 37° 41′ 동경 128° 35′ / 북위 37.68° 동경 128.59° | ―         | 4.8         | V         | 0명  | 0명   | ―           |
| 제주 해역 지진        | 2008년 5월 31일 21시 59분 30초  | 제주 제주시 서쪽 78km 해역                   | 북위 33° 30′ 동경 125° 41′ / 북위 33.50° 동경 125.69° | ―         | 4.2         | III       | 0명  | 0명   | ―           |
| 안동 지진             | 2009년 5월 2일 07시 58분 28초   | 경북 안동시 서남서쪽 2km 지역                | 북위 36° 34′ 동경 128° 43′ / 북위 36.56° 동경 128.71° | ―         | 4.0         | IV        | 0명  | 0명   | ―           |
| 백령도 해역 지진      | 2011년 6월 17일 16시 38분 33초  | 인천 백령도 동남동쪽 13km 해역               | 북위 37° 53′ 동경 124° 49′ / 북위 37.89° 동경 124.81° | ―         | 4.0         | III       | 0명  | 0명   | ―           |
| 신안 해역 지진        | 2013년 4월 21일 08시 21분 27초  | 전남 신안군 흑산면 북서쪽 101km 해역         | 북위 35° 10′ 동경 124° 34′ / 북위 35.16° 동경 124.56° | ―         | 4.9         | IV        | 0명  | 0명   | ―           |
| 백령도 해역 지진      | 2013년 5월 18일 07시 2분 24초   | 인천 백령도 남쪽 31km 해역                   | 북위 37° 41′ 동경 124° 38′ / 북위 37.68° 동경 124.63° | ―         | 4.9         | IV        | 0명  | 0명   | ―           |
| 가거도 해역 지진      | 2013년 9월 11일 13시 31초       | 전남 신안군 가거도 남남동쪽 60km 해역        | 북위 33° 34′ 동경 125° 23′ / 북위 33.56° 동경 125.39° | ―         | 4.0         | II        | 0명  | 0명   | ―           |
| 태안 해역 지진        | 2014년 4월 1일 04시 48분 35초   | 충남 태안군 서격렬비도 서북서쪽 100km 해역   | 북위 36° 57′ 동경 124° 30′ / 북위 36.95° 동경 124.50° | ―         | 5.1         | IV        | 0명  | 0명   | ―           |
| 울산 해역 지진        | 2016년 7월 5일 20시 33분 3초    | 울산 동구 동쪽 52km 해역                     | 북위 35° 31′ 동경 129° 59′ / 북위 35.51° 동경 129.99° | 19 km     | 5.0         | IV        | 0명  | 0명   | ―           |
| 경주 지진             | 2016년 9월 12일 19시 44분 32초  | 경북 경주시 남남서쪽 8.2km 지역              | 북위 35° 46′ 동경 129° 11′ / 북위 35.77° 동경 129.19° | 15 km     | 5.1         | V         | 0명  | 23명  | 약 110억원  |
| 경주 지진             | 2016년 9월 12일 20시 32분 54초  | 경북 경주시 남남서쪽 8.7km 지역              | 북위 35° 46′ 동경 129° 11′ / 북위 35.76° 동경 129.19° | 15 km     | 5.8         | VI        | 0명  | 23명  | 약 110억원  |
| 경주 지진             | 2016년 9월 19일 20시 33분 58초  | 경북 경주시 남남서쪽 11km 지역               | 북위 35° 44′ 동경 129° 11′ / 북위 35.74° 동경 129.18° | 17 km     | 4.5         | V         | 0명  | 23명  | 약 110억원  |
| 포항 지진             | 2017년 11월 15일 14시 29분 31초 | 경북 포항시 북구 북쪽 8km 지역               | 북위 36° 07′ 동경 129° 22′ / 북위 36.11° 동경 129.37° | 7 km      | 5.4         | Ⅵ         | 0명  | 135명 | 약 3323억원 |
| 포항 지진             | 2017년 11월 15일 16시 49분 30초 | 경북 포항시 북구 북쪽 9km 지역               | 북위 36° 07′ 동경 129° 22′ / 북위 36.12° 동경 129.36° | 10 km     | 4.3         | VII       | 0명  | 135명 | 약 3323억원 |
| 포항 지진             | 2018년 2월 11일 05시 3분 3초    | 경북 포항시 북구 북서쪽 5km 지역             | 북위 36° 05′ 동경 129° 20′ / 북위 36.08° 동경 129.33° | 9 km      | 4.6         | V         | 0명  | 135명 | 약 3323억원 |
| 포항 해역 지진        | 2019년 2월 10일 12시 53분 38초  | 경북 포항시 북구 동북동쪽 50km 해역          | 북위 36° 10′ 동경 129° 54′ / 북위 36.16° 동경 129.90° | 21 km     | 4.1         | III       | 0명  | 0명   | ―           |
| 동해 해역 지진        | 2019년 4월 19일 11시 16분 43초  | 강원 동해시 북동쪽 54km 해역                 | 북위 37° 53′ 동경 129° 32′ / 북위 37.88° 동경 129.54° | 32 km     | 4.3         | IV        | 0명  | 0명   | ―           |
| 어청도 해역 지진      | 2021년 8월 21일 09시 40분 40초  | 전북 군산시 어청도 서남서쪽 124km 해역       | 북위 35° 42′ 동경 124° 42′ / 북위 35.70° 동경 124.70° | 7 km      | 4.0         | II        | 0명  | 0명   | ―           |
| 서귀포 해역 지진      | 2021년 12월 13일 17시 19분 14초 | 제주 서귀포시 서남서쪽 41km 해역             | 북위 33° 05′ 동경 126° 10′ / 북위 33.09° 동경 126.16° | 17 km     | 4.9         | V         | 0명  | 0명   | ―           |
| 2022년 괴산 지진      | 2022년 10월 29일 8시 27분 49초  | 충북 괴산군 북동쪽 11km 지역                 | 북위 36° 53′ 동경 127° 53′ / 북위 36.88° 동경 127.88° | 12km      | 4.1         | V         | 0명  | 0명   | ―           |
| 2023년 동해 해역 지진 | 2023년 5월 15일 6시 27분 36초   | 강원 동해시 북동쪽 59km 해역                 | 북위 37° 55′ 동경 129° 34′ / 북위 37.91° 동경 129.57° | 32 km     | 4.5         | III       | 0명  | 0명   | ―           |
| 2023년 공주 지진      | 2023년 10월 25일 21시 46분      | 충남 공주시 남남서쪽 12km 지역               |                                                       |           | 3.4         | V         |      |       |             |
| 2023년 경주 지진      | 2023년 10월 29일 8시 27분 49초  | 경북 경주시 동남동쪽 19km 지역               | 북위 35° 47′ 동경 129° 25′ / 북위 35.79° 동경 129.42° | 12 km     | 4.0         | V         |      |       |             |
| 2024년 부안 지진      | 2024년 6월 12일 8시 26분 49초   | 전북 부안군 남남서쪽 4km 지역                |                                                       | 8 km      | 4.8         | V         |      |       |             |

## 같이 보기
- 한국의 지진 목록
- 한국의 지진해일

- 한국의 단층
  - 양산 단층
  - 울산 단층
  - 추가령 단층
  - 신갈 단층
  - 왕숙천 단층
  - 오십천 단층
  - 단곡 단층
  - 영월인편상구조대
  - 금왕 단층
  - 공주 단층
  - 함열 단층
  - 가음 단층
  - 연일구조선
  - 읍천 단층
  - 인제군의 지질
  - 홍천군의 지질
  - 강릉시의 지질
  - 평창군의 지질
  - 정선군의 지질
  - 영월군의 지질
  - 삼척시의 지질
  - 태백시의 지질
  - 단양군의 지질
  - 제천시의 지질
  - 충주시의 지질
  - 당진시의 지질
  - 태안군의 지질
  - 공주시의 지질
  - 금산군의 지질
  - 익산시의 지질
  - 군산시의 지질
  - 부안군의 지질
  - 고창군의 지질
  - 옥천군의 지질
  - 영동군의 지질
  - 상주시의 지질
  - 문경시의 지질
  - 봉화군의 지질
  - 울진군의 지질
  - 영양군의 지질
  - 안동시의 지질
  - 청송군의 지질
  - 영덕군의 지질
  - 의성군의 지질
  - 포항시의 지질
  - 대구광역시의 지질
  - 영천시의 지질
  - 경산시의 지질
  - 울산광역시의 지질
  - 부산광역시의 지질
  - 합천군의 지질
  - 의령군의 지질
  - 진주시의 지질
  - 창원시의 지질
  - 거제시의 지질

- 한국의 지질
- ESR 연대측정
- 지진
- 단층
- 한국의 안개
- 대한민국의 풍수해

## 참고 문헌
- 역사지진 평가 및 목록작성 - IAEA - 1999
- 활성단층지도 및 지진위험지도 제작, 한국지질자원연구원
- 한반도 초기 계기지진 자료 (1905-1942)
- 한반도의 지진자료연구
- 한반도의 역사지진자료